# Budapest villamosvonal-hálózata
Budapest villamosvonal-hálózata a magyar főváros villamosvonalainak az összessége. Többszöri szolgáltatóváltás után 1968 óta a BKV – 1996 és 2006 között BKV Rt., azóta BKV Zrt. néven – üzemelteti, 2025-ben 149 kilométer hosszan, 36 rendszeres járattal. Története 1866. július 30-án kezdődött az akkor még különálló Pesten, amikor a város egyik fő közlekedési ütőerének számító Váci úton a gróf Károlyi Sándor által megalapított Pesti Közúti Vaspálya Társaság (PKVT) elindította a lóvasúti közlekedést a Kálvin tér és az egykori Újpest kocsiszín között. Budán csak 1868. május 18-án avatták fel az első vonalat a konkurens Budai Közúti Vaspálya Társaság (BKVT) üzemeltetésében. A két cég a következő években fokozatosan terjeszkedett, majd 1878-ban Budapesti Közúti Vaspálya Társaság (BKVT) néven egyesült.
Az első igazi villamos ötletét Balázs Mór vetette fel, aki vállalta, hogy két hónap alatt próbapályát épít a Nagykörút Nyugati pályaudvar és a Király utca közötti szakaszán. Az eredmény egy alsóvezetékes, 1000 mm nyomtávolságú vonal lett 1887. november 28-án a Nagykörúti villamosvasút üzemeltetésében. Az 1888-ban Budapesti Városi Vasút (BVV) nevet felvevő társaság nyitotta meg az első normál (1435 mm) nyomtávolságú villamosvonalat a magyar fővárosban, a józsefvárosi Baross utcában. A következő években megindult a lóvasút felváltása, ami a Margitszigeti Lóvasút (ML) üzemeltetésében álló Margit-szigeti vonal kivételével 1898-ban be is fejeződött. Időközben Budapesten ekkor már öt vállalat közlekedtette a villamosokat, a BKVT, a BLVV, a BURV, a BVKV és a BVVV (korábbi BVV). A viszonylatjelzések 1910-es bevezetésekor a BVVV járatai páros, míg a BKVT viszonylatai páratlan számjelzést kaptak. A BURV maradt a betűjelzésnél, a BLVV és BVKV pedig ekkorra már rég beleolvadt más társaságokba.
1918-ban integrálták először a villamoshálózatot, ekkor a BKVT, a BURV, a BVVV és a ML az újonnan létrejött, ám rövid életű BEVV-be olvadt. 1922. december 27-én a jogutódjának kinevezett Budapest Székesfővárosi Közlekedési Rt. (BSZKRT, Beszkárt) váltotta fel, ami többek közt kétszer átszervezte a villamoshálózatot, megszüntette az utolsó lóvasutat, bevezette a négyjegyű pályaszámokat, és megkezdte a járműpark megújítását is. A második világháború folyamán 1941-ben áttért a jobb oldali közlekedésre, egy évvel később (átmeneti céllal) sínautóbuszokkal is színesítette a flottáját, végül 1944. december 25-én Budapest ostroma miatt leállította a villamosközlekedést.
1945. február 7-én járt az ostrom óta először villamos a fővárosi utcákon, viszont a BSZKRT-nak az évtized végére leáldoztak: helyébe az 1951-től Fővárosi Villamosvasútnak nevezett, kizárólag villamos- és trolibusz-közlekedést lebonyolító közlekedési cég lépett. A következő szolgáltatóváltásig (1968) több új járműtípussal gazdagodott a társaság, valamint villamosviszonylatainak jelzését 1 és 69 közé sorolta be. 1968. január 1-jén létrejött a Budapesti Közlekedési Vállalat (BKV), ami rövidesen több villamosjárat alkonyát – legfőképp az Erzsébet híd–Rákóczi út tengelyét, az Üllői úti, a Váci úti és a közvetlen Észak- és Dél-Buda irányú járatokét – hozta el a metró- és lakótelep-építések miatt, jelentősen lecsökkentve ezzel a hálózat méretét. A fejlesztés az 1980-as évek legelején kezdődött meg 322 Tatra villamos megvásárlásával, ezek egy részét az újonnan épült Hungária körúti 1-es és káposztásmegyeri 14-es vonalon állították forgalomba. 1997-ben a BKV Rt. leállította a villamosforgalmat a Thököly úton, ugyanebben az évben megszűnt az utolsó éjszakai villamosjárat is (14).
Az ezredfordulót követően megindult a négy villamoskörgyűrű fejlesztése, 2015-ig átépültek a kiskörúti, a nagykörúti, a Hungária körúti vonalak és a külső villamoskörgyűrűnek nevezett Zugló–Ferencváros tengely (3-as) is. 2011 óta a 6-os folyamatos üzemidejének bevezetésével újraindult az éjszakai villamos közlekedés, a 4-es vonal mellett 2006 óta ezen is az első budapesti alacsony padlós villamosok, a Siemens Combinók közlekednek. A közelmúlt kiemelt beruházásaként új, CAF gyártmányú villamosok érkeztek Budapestre, elkészült a budai fonódó villamoshálózat és az 1-es villamos dél-budai meghosszabbítása is.

## Története

### A lóvasút és a HÉV-vonalak létrejötte

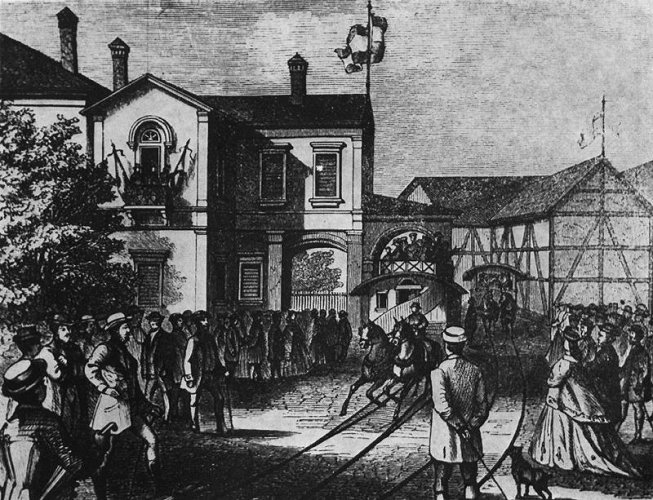
A lóvasút megindulása, balra a Bagolyvár

A lóvasúti közlekedés létesítését először gróf Károlyi Sándor, az Újpestet alapító gróf Károlyi István fia vetette fel 1863-ban. Ennek fejében 1865. április 22-én két éven belüli határidővel engedélyt is kapott a Pestet és Újpestet összekötő vonal létesítésére a Császári Királyi Kereskedelmi és Közgazdászati Minisztériumtól, majd kerek egy hónapra rá megalapította a Pesti Közúti Vaspálya Társaságot (PKVT), amely elnöke önmaga, alelnöke pedig Hollán Ernő lett. A Kálvin tér (akkoriban Széna tér) – Kiskörút – Váci út – Újpest nyomvonalú vonal átadása 1866. július 30-án történt meg. A pesti lóvasút hamar nagy érdeklődésre tett szert: az első nap 130 forintos, majd pár napra rá már 200 forintos bevétellel rendelkezett. A nagy utasforgalom miatt szeptemberben már csak menetjeggyel lehetett felszállni a kocsikra, az első osztály 20, a másodosztály 15, míg a harmadosztály (tetőtéri) 10 krajcárba került. Két évvel később újabb vonalak épültek a Kerepescher Strasse (magyarul: Kerepesi út; ma: Rákóczi út) – Baross tér – Árokvonal (Rottenbiller) utca – Damjanich utca, illetve a Baross tér – Köztemető utca (ma: Fiumei út) – Kőbánya útvonalon.
Károlyi megpályázta a budai és a pesti indóházakat összekötő vonal, illetve a zugligeti lóvasút megépítését is, azonban a Budán már gróf Festetich Béláék kezdtek terjeszkedni: 1868. május 18-án átadták a Lánchidat az óbudai Nagyszombat utcával összekötő viszonylatukat, amit június 30-án a Lánchíd és Zugliget közötti követett. Rövid időn belül, november 11-én az óbudai vonal a Fő térig hosszabbodott. A budai vonalakat a Rechnitz Henrik által vezetett, 1867. augusztus 10-én létrejött Budai Közúti Vaspálya Társaság (BKVT) üzemeltette. A BKVT alapító tagjai között volt többek közt maga Festetich, illetve Ganz Ábrahám is. Az időközben egyesített Budapest növekedni kezdett, ami új híd építését igényelte. Az 1876-ban átadott Margit hídra a BKVT és a PKVT egyaránt terjeszkedni szeretett volna, azonban a híd szélesítésének magas költségei miatt (270 000 osztrák–magyar forint – a BKVT kétéves bruttó, a PKVT negyedéves bevétele) 1878-ban előbb felvásárolta a PKVT 110 000 forintért a BKVT-t, és a két vállalatot Budapesti Közúti Vaspálya Társaság (BpKVT, majd BKVT) néven egyesítette, majd csak ezután kötötte össze a budai és a pesti hálózatát.

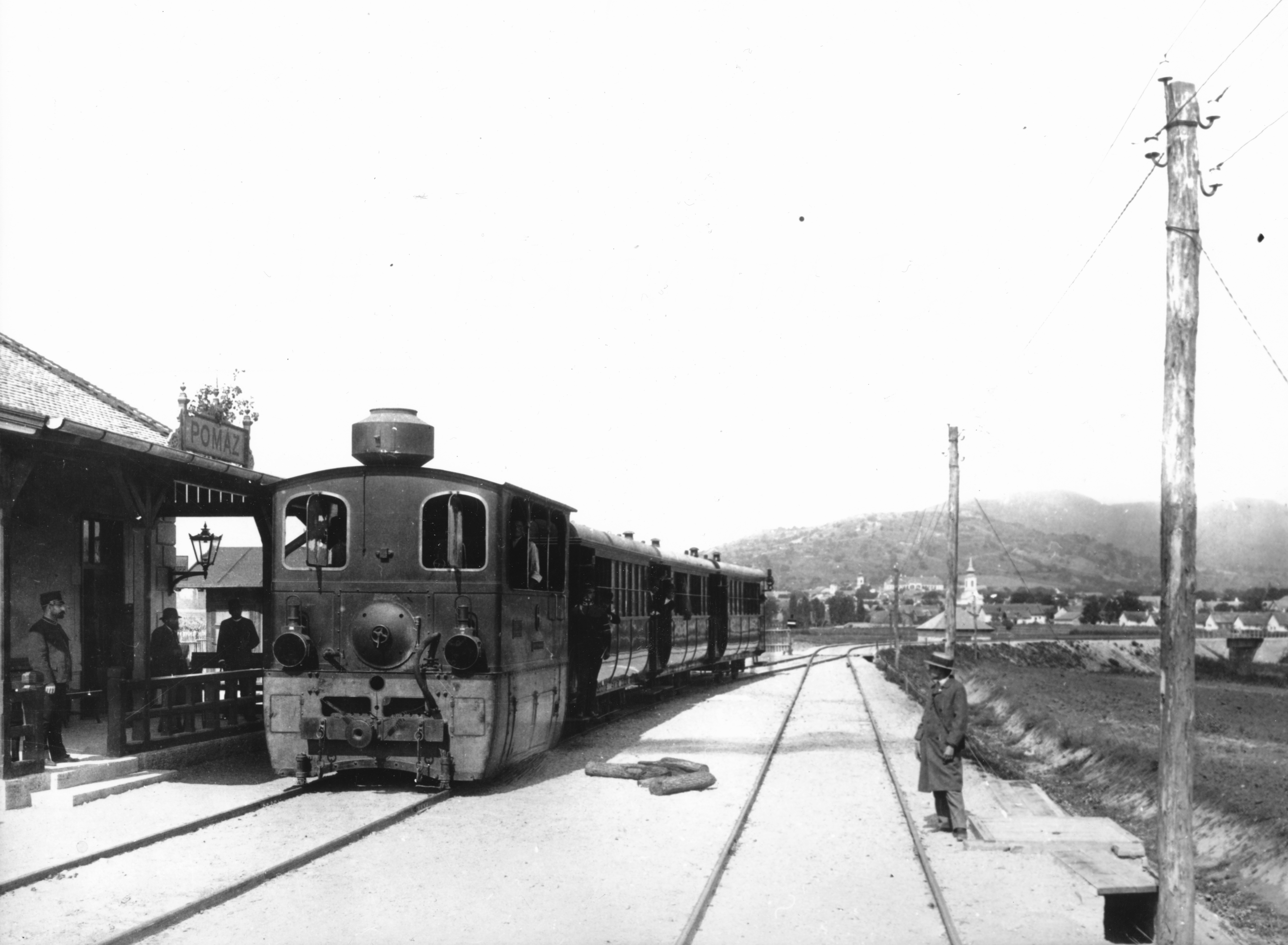
Pomáz HÉV-állomás a szentendrei vonal megnyitásakor

Az egyesítéskor felmerült a Budapest környéki településekre helyiérdekű vasút (HÉV) építése is, azonban ez csak 1882-ben vált véglegessé: a BKVT április 4-ei ülésén a Közvágóhíd–Soroksár HÉV-vonal létrehozásáról határozott. Még javában folyt a vonal építése, de a BKVT már előmunkálati engedélyt kapott a dunaharaszti meghosszabbításra is. Az 1880-as évek végére a főváros négy HÉV-vonallal büszkélkedhetett: először a Budapest-Szentlőrinci Helyi Érdekű Vasút Rt. (BLVV) üzemeltetésében álló, Ferencvárost és a Budapest-Szentlőrinci Tégla- és Terracottagyárat összekötő vonalat nyitották meg 1887. április 12-én (későbbi 50-es villamos), amit a BKVT Közvágóhíd–Soroksár vonala követett augusztus 7-én, majd ennek a Dunaharasztiig érő szakasza november 24-én. 1888. július 20-án üzembe helyezte a BKVT a Kerepesi út–Cinkota, majd augusztus 17-én a Filatorigát–Szentendre is. A HÉV-ágazat 1889. december 29-én függetlenedett el, kezelője a Budapesti Helyi Érdekű Vasutak Részvénytársaság (BHÉV) lett.

### A villamoshálózat kialakulása, hálózattörténet a világháborúig

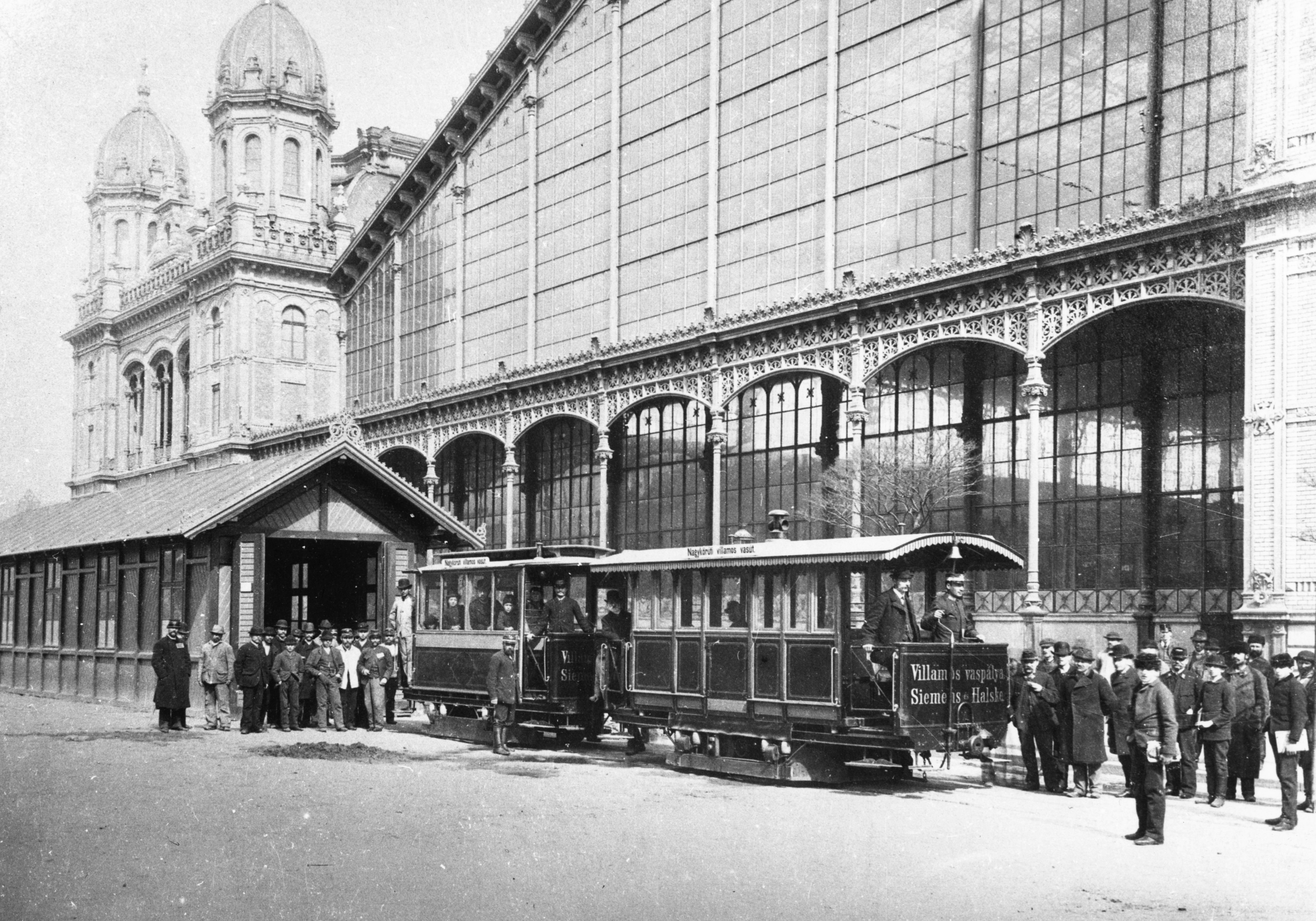
A nagykörúti próbavillamos és „kocsiszínje” a Nyugati pályaudvar előtt

A lóvasúti hálózat azonban hiába növekedett (1885-ben már 15 viszonylat járt), az 1880-as évekre kezdett elavulttá válni. Ennek hatására Balázs Mór tervezetet írt ki a „várost és környékét felölelő közúti vaspályahálózat kiépítésére” címmel, a benne taglalt vonalak közül egyet villamos energia felhasználásúvá, a többit (pl. a Stáció (Baross) utcai, vagy a Podmaniczky utcai vonal) pedig gőzvontatásúra kívánt kiépíteni. Következő tervében megjelent a Nyugati pályaudvar és a Király utca közötti alsóvezetékes, 1000 mm nyomtávolságú villamosvonal megépítése, mindössze két hónap alatt. Az engedélyt Baross Gábor adta meg 1887. október 1-jén. A rövid, négy megállóhelyes szakasz átadása 1887. november 28-án történt meg. A vonalon három zöld színű kocsi (két motor és egy pót) állt forgalomba, amit az e célból alapított Nagykörúti Villamosvasút (1888-tól Budapesti Városi Vasút, vagyis BVV) üzemeltetett.

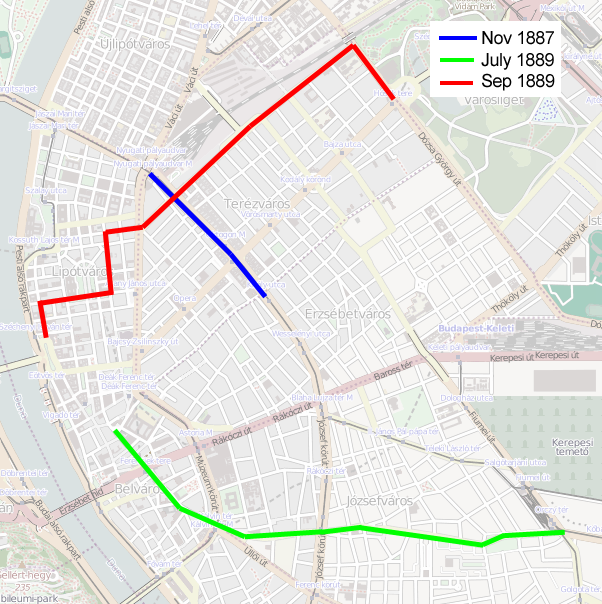
A nagykörúti próbavillamos
A Stáció (Baross) utcai vonal
A Podmaniczky utcai vonal

A pozitív visszajelzések hatására Balázs Mór módosította korábbi tervét, a Stáció (Baross) utcába és a Podmaniczky utcába tervezett gőz „tramway”-ek helyett villamos energia felhasználású járművekre tett javaslatot. Az engedélyt megkapta, azonban a megadott 120 napos határidőt nem sikerült tartani egyik vonalnál sem. Budapest első, normál nyomtávolságú (1435 mm) villamosvonalát 1889. július 30-án indították el az Egyetem tér és a Köztemető (Fiumei) út között, a Kecskeméti utca – Kálvin tér – Stáció (ma Baross) utca útvonalon. A vonalat a próbavillamoshoz hasonlóan alsóvezetékessé építették ki, ugyanis felsővezetékes vonalak kiépítését esztétikai okokból csak a külvárosban engedték. A villamospályát alkalmassá kellett tenni gőzmozdonyok közlekedésére is az esetleges áramkimaradások érdekében. A Podmaniczky utcai vonalat másfél hónappal később, szeptember 10-én adták át az Akadémia és az Aréna (Dózsa György) út között. A BVV elbontotta a próbavillamost, helyére normál nyomtávú vonalat hoztak létre, amely 1890 márciusától a Nyugati pályaudvar és a Kerepesi (Rákóczi) út, majd augusztustól az Üllői útig járt.
Az Angol–Magyar Bank 1891 márciusában felvásárolta a BVV-t és új részvénytársaságot alapított Budapesti Villamos Városi Vasút (BVVV) néven, melynek vezérigazgatója Balázs Mór lett. Ebben az évben nyitotta meg a BVVV a 2 kilométer hosszú Király utcai villamosvonalat a Nagykörút és a Városliget között, illetve a gőzüzeműre kiépített Új köztemetői útvonalát. 1892. június 5-étől a nagykörúti villamosok déli végállomása a Boráros tér lett, a vonal hossza ekkor érte el a 3,7 kilométert. 1893. augusztus 5-én a Király utcai vonal újabb szakaszát adták át a Nagymező utcán át az Andrássy útig.

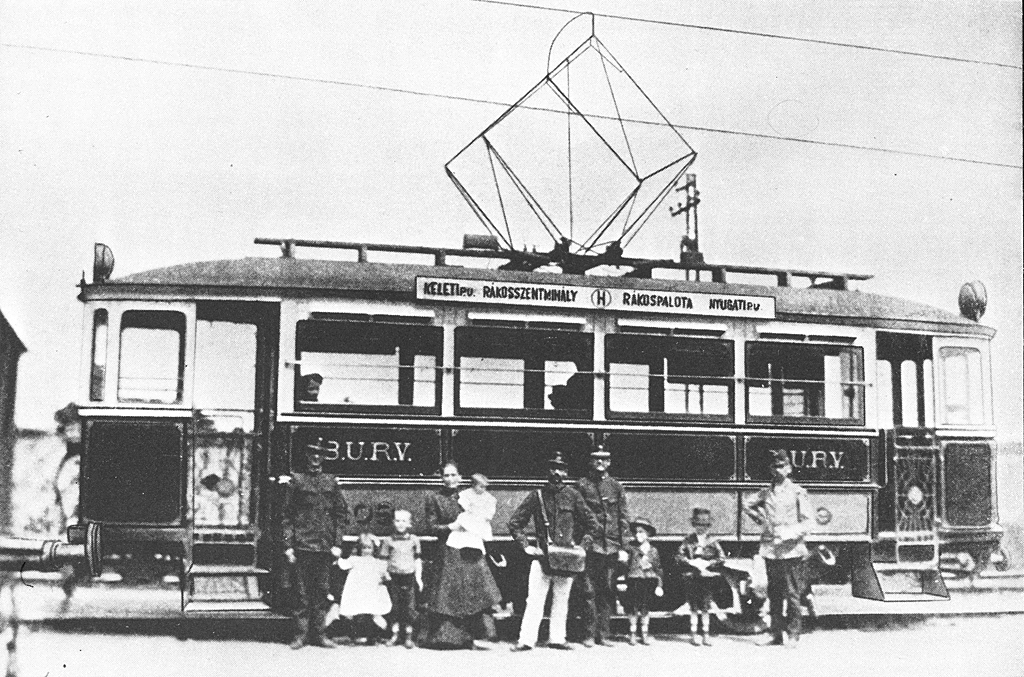
A „H” járat 109-es kocsija és személyzete

Az északi agglomerációban (a mai IV. és XV. kerületben) az 1895 és 1908 között fennálló, majd a BHÉV-be olvadó Budapestvidéki Közúti Vasút (később Budapestvidéki Villamos Közúti Vasút; rövidítve BVKV) kezdett terjeszkedni (Újpest–Megyer vonal), amit egy évvel később az akkor létrejött Budapest-Újpest-Rákospalotai Villamosvasút Rt. (BURV) követett: ez utóbbi társaság 1896. január 12-én indította el első járatát B jelzéssel a Ferdinánd híd és a megyeri kápolna (ma Jézus Szíve templom) között. Márciusban a Budapest–Rákospalota nyomvonalú A, majd augusztus 8-án a Lehel utca–Aréna úti aluljáró útvonalú F járat követte. 1898-ban a BKVT megszerezte a BURV részvénytöbbségét, majd 1900. november 16-án az A és B járat belső végállomását a Nyugati pályaudvarhoz helyezte át. A BURV-hálózat ezután csak 1907-ben fejlődött tovább, ekkor elindult a C viszonylat Istvántelki Főműhelyhez, illetve a hozzá kapcsolódó istvántelki szárnyvonalon az 1914-ig közlekedő, két körjárat D (északi irányú) és E (déli irányú) jelzéssel. 1913. január 1-jén H jelzéssel elindult a leghosszabb útvonalon (26 km) személyforgalmat lebonyolító járata, ami 95 perces menetidővel tette meg Nyugati pályaudvar – Lehel út – Újpest – Rákospalota, Széchenyi tér – Rákosszentmihály – Nagyicce – Keleti pályaudvar útvonalat; részben a BHÉV vonalát használva.

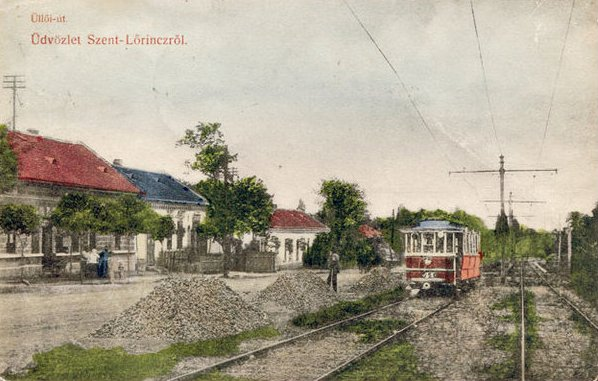
Villamos Pestszentlőrincen 1900 körül (utólagosan retusált képeslap)

Időközben a villamosított vonalak száma növekedett: a BKVT utolsó lóvasúti vonala a Széna tér és a Déli pályaudvar közötti pálya villamosításával 1898. július 2-án megszűnt, emellett a BLVV pestszentlőrinci vonala is felsővezetékes lett és a Szarvas csárda térig hosszabbodott. A 19. század végére a lóvasúti telephelyeket felváltották a villamos-kocsiszínek: átalakították a Damjanich és a Pállfy telepet, illetve a Szépilona és az Újpest kocsiszínt is. Mindezek mellett a járműparkot is megújították, illetve áttértek a láncmeghajtásról a fogaskerék-meghajtásra. A Budapest-környéki lóvasúti hálózat ekkorra már csak két vonalból állt: a későbbi Rákosszentmihályon a Pusztaszentmihályi Közúti Vasút Rt. üzemeltetett 1893. szeptember 30-ától 760 mm (keskeny) nyomtávolságú lóvasutat a József főherceg BHÉV-megálló és a Paulus (ma Pálffy) tér között, majd ennek 1913-as megszűnése után az utolsó lóvasút a Margitszigeti Lóvasút üzemeltetésében álló szigeti járat maradt – ez 1928. április 11-én közlekedett utoljára.
A 20. század elejére a déli agglomeráció településeit is bekapcsolták a közlekedésbe: 1899-ben a Budapest-Budafok Helyiérdekű Villamos Vasút Rt. (BBVV) építette ki saját villamosüzemű HÉV-vonalát a Szent Gellért tér és Budafok között, a pesti oldalon pedig a BVVV terjeszkedett Erzsébetfalva (Pesterzsébet) irányába – ezzel 1905. november 21-én létrehozva a leghosszabb viszonylatát, és az egyetlent, ami elhagyja a főváros területét. Egy éven múlva a BLVV-t felvásárolta a BVVV, így kiterjesztve a hálózatát Pestszentlőrinc irányába is. A következő évtizedre a BBVV HÉV-vonala már Törökbálintig ért el, míg Erzsébetfalván már a BVVV 18-as járata és a BHÉV folytatott konkurencia-harcot (1907-től) az egymástól mindössze pár utcányira közlekedő hurokjárataival.
A villamosvonalak számának hirtelen megnövekedésével az akkori színes zászlós jelzés már átláthatatlanná vált (ekkoriban már több mint 40 villamosvonala volt a fővárosnak), így 1910 novemberében bevezették a számjelzést: a BKVT járatai a páratlan, a BVVV viszonylatai pedig a páros jelzést kapták, míg a BURV a vonalait változatlanul betűvel jelölte.

### A fejlődő hálózat: közlekedés az első világháborútól a BKV létrejöttéig

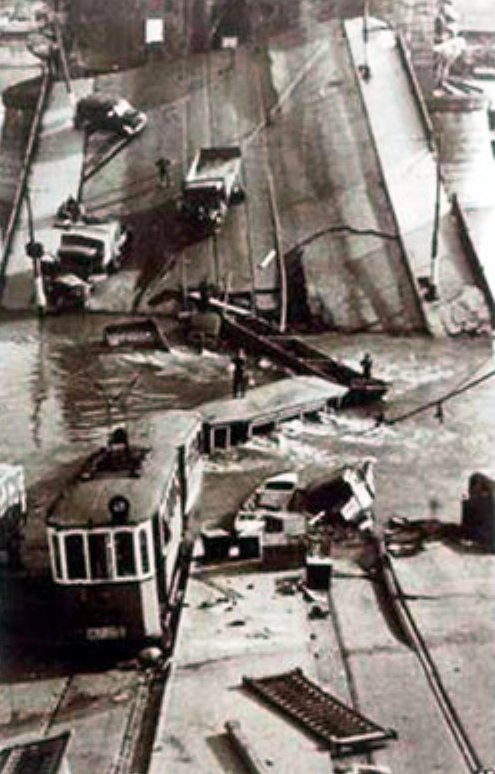
A felrobbantott Margit híd – 1944. november 4.

1918 novemberétől a villamoshálózat a fővároshoz került, a BKVT-t, a BURV-ot, a BVVV-t és az ML-t (illetve a HÉV-társaságokat) pedig Budapesti Egyesített Városi Vasutak (BEVV) néven egyesítették. Rövid ideig létezett, ugyanis 1922. december 27-én felváltotta a jogutód Budapest Székesfővárosi Közlekedési Részvénytársaság (BSZKRT). A második világháborúig a BSZKRT közlekedésreformot hajtott végre a budapesti villamosközlekedésben: két járatátszervezést vitt véghez, az 1926. július 12-ei 13 járat (1, 17, 21, 23, 26, 39, 43, 45, 57, 58, 63, 75, 77) megszüntetését és 8 viszonylat (11, 31, 44, 49, 51, 61, 65, 71) útvonalának módosítását eredményezte, a másodikat pedig 1930. szeptember 15-én bonyolította le, ekkor 8 villamosjárat közlekedése állt le (15, 31, 33, 35, 54, 65, 69, 77) és további 8 útvonala megváltozott (8, 19, 37, 44, 48, 49, 53, 71). 1927-ben a BSZKRT öt benzinüzemű sínautót szerzett be a Ganztól, amik az éjjeli feszültségmentesítés idején közlekedtek 2 óra 30 perces indulással négy különböző útvonalon. Mivel a kezdeményezés nem lett sikeres, így a sínautókat 1931-ben autóbuszokkal váltották fel. Az 1930-as évek folyamán a járműparkot és vele együtt több járműtelepet, illetve karbantartóbázist is korszerűsített a cég, illetve a fennállása során új kocsikat is beszerzett (pl. Stuka villamosok). A második világháború alatt áttértek a jobb oldali közlekedésre (1941. november 9.) is, illetve az ez idő alatt fennálló gumiköpeny- és benzinhiány miatt ritkított buszhálózat pótlására 1942–43 folyamán összesen 41 darab autóbuszt (15 darab MÁVAG N2 és MÁVAG N2h, illetve 26 darab MÁVAG N2h/39 és MÁVAG N2h/40 típusút) sínautóbusszá alakítottak át és állítottak forgalomba – külön engedéllyel – a 10-es, a 27-es és a 37-es villamos vonalán. A világháború jelentős károkat okozott a villamoshálózatban: közel 900 villamoskocsi megsérült, emellett 40 km vágány és 300 km felsővezeték, valamint az áramátalakító kapacitás 41 százaléka megsemmisült. Budapest ostroma miatt a villamosközlekedés 1944. december 25-étől szünetelt, de már 1945. február 7-én újraindult az Újpesti víztorony és a Forgách utca között. Buda és Pest között a villamoskapcsolat 1946. augusztus 20-án valósult meg ismét az újjáépített Szabadság híd elkészültével.

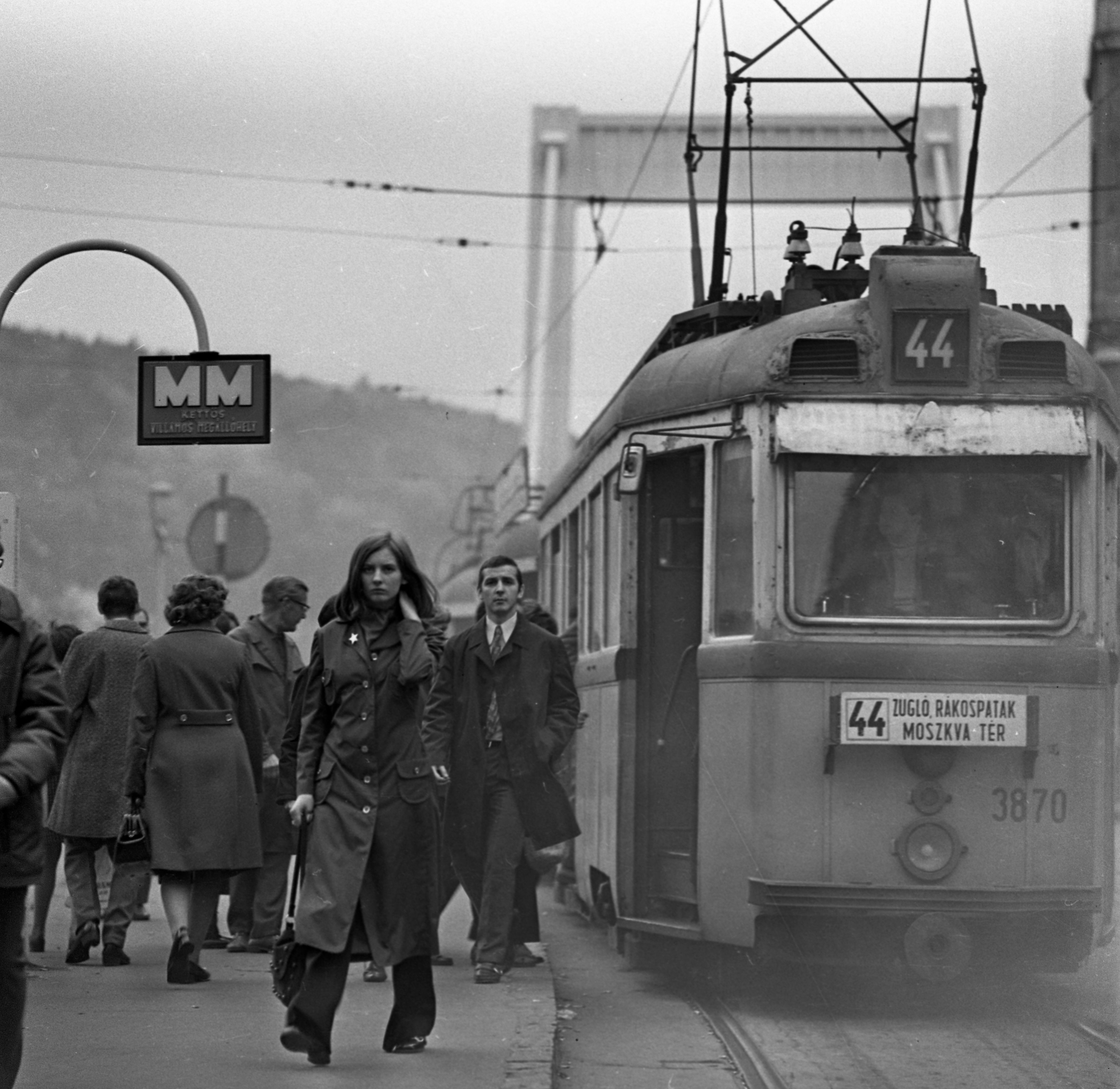
Ganz UV az Erzsébet hídnál 1972-ben

A második világháború után újra felmerült a trolibuszhálózat fejlesztése, ezúttal a pesti oldal hálózatának kialakítását szorgalmazták. Emiatt több belvárosi villamosvonal (8, 10, 15, 16, 21, 23, 26, 46) felszámolásra került: elsőként 1949 decemberében váltotta fel a 10-es villamost a 70-es troli, amit már a BSZKRT helyébe október 1-jén lépő Fővárosi Villamos Vasút Községi Vállalat (FVKV), 1951 utáni nevén csak szimplán Fővárosi Villamosvasút (FVV) üzemeltetett. Mivel a trolikat 70-től felfelé kezdték el számozni, így az FVV 1955-ben 1 és 69 közé sorolta be a villamosjáratok jelzését, hogy elkerülje az esetleges számütközést. A belterületi felszámolások miatt az FVV inkább az 1950-ben létrejött Nagy-Budapest külterületei felé kezdett el terjeszkedni: új vonalszakaszokat nyitott meg, többek között a Sztálin (Árpád) hídon, a Petőfi hídon, Kőbányán, Ferencvárosban és Zuglóban, mellettük pedig 1963 elejére integrálta a dél-budai HÉV-hálózatot (41, 43) és a Budapest–Rákospalota HÉV-vonal Rákosszentmihály utáni szakaszát is (69). Az 1964. november 21-én felavatott Erzsébet hidat is villamospályával adták át, ami a budai és a pesti városrészek közlekedésének javulását eredményezte Zugló felől. Az 1960-as évek közepére a Ganz UV-k, illetve a házilag gyártott egy- és kétirányú Bengáli villamosainak forgalomba állításával az FVV megfiatalította a járműparkját is. Ezt a Ganz CSMG villamosok első szériájának beszerzésével kívánta folytatni, azonban a cég 1968. január 1-jével megszűnt, így a villamosok jelentős részét már a jogutód Budapesti Közlekedési Vállalat (BKV) vette állományba.

### Lakótelep- és metróépítés: előnyben a busz és a troli

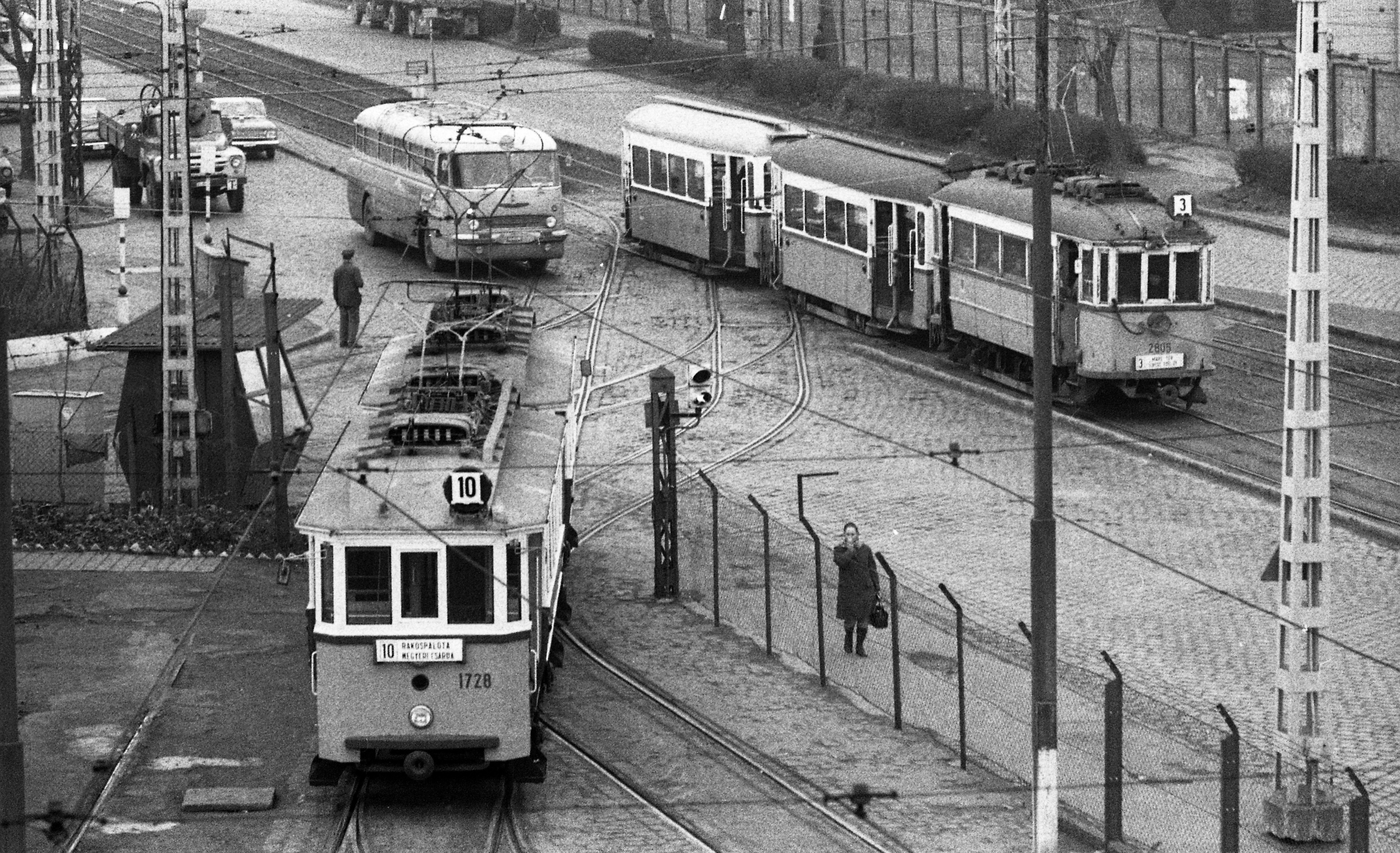
3-as és 10-es villamos az Újpest kocsiszínnél 1974-ben

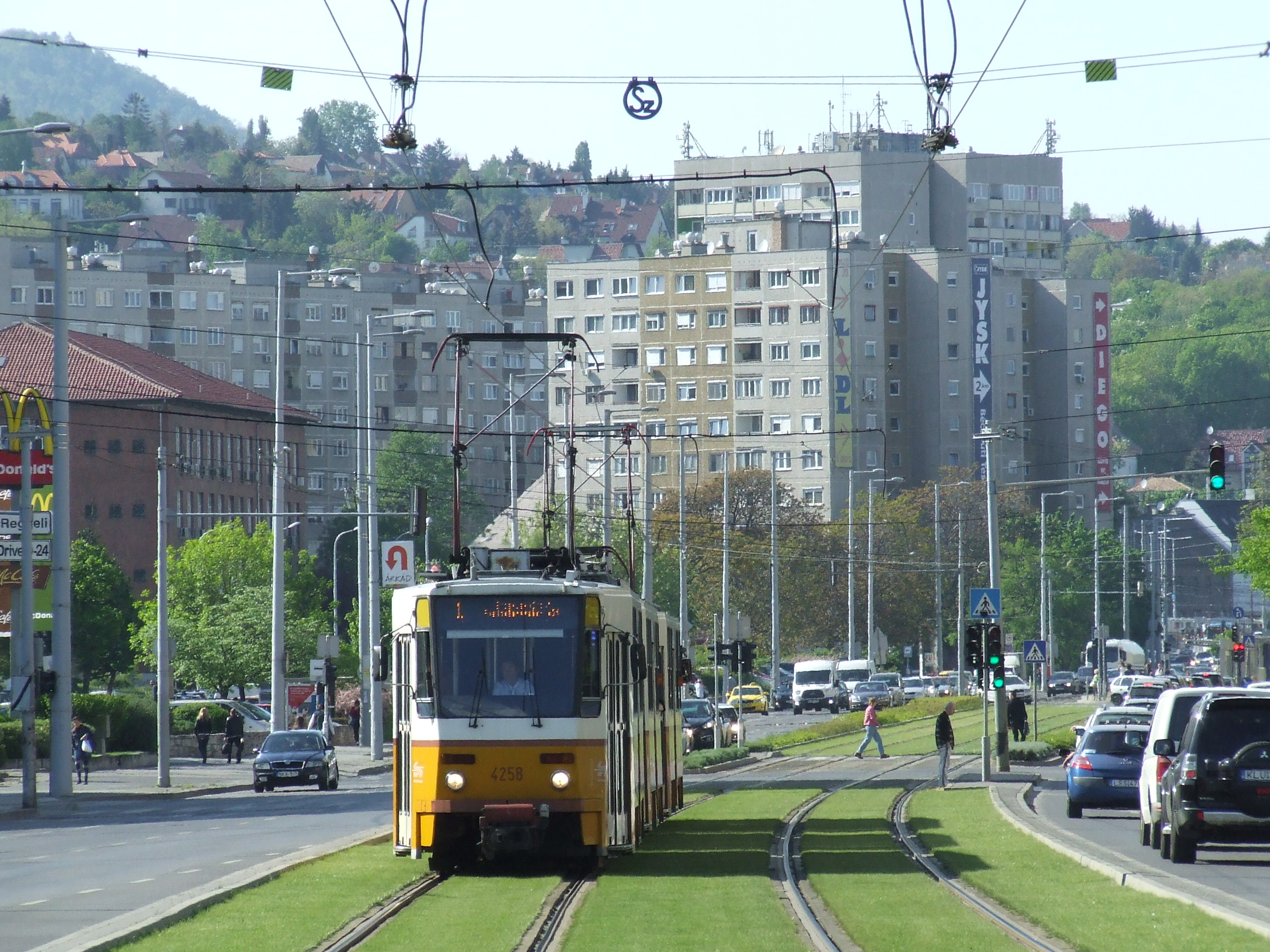
Tatra villamos Óbudán, az 1-es vonalon

Az M2-es metróvonal 1970. áprilisi átadása előfutáraként szolgált a villamoshálózat leépítésének, ugyanis már ekkor megindultak a vonalbezárások a metróra hivatkozva, aminek első áldozatai a 38-as és a 69-es járatok lettek. Drasztikus változás csak az M2-es második szakaszának építése és a H5-ös HÉV meghosszabbítása kapcsán történt először. 1971-ben a Frankel Leó úton létesített Császárfürdő végállomással csak ideiglenesen, viszont ennek 1972. decemberi felszámolásával végérvényesen is kettészakadt a budai villamoshálózat: a vonalakat teljesen átszervezték, eltörölve a közvetlen villamosjáratokat Óbuda és Dél-Buda között. Az új metrószakasz megnyitásával párhuzamosságra hivatkozva megszűnt az Erzsébet hídi és a Rákóczi úti villamosközlekedés is, a Zugló felől érkező Thököly úti villamosjáratokat a Baross térig vágták vissza. Az M3-as metróvonal építésével megkezdődött a belső Üllői úti villamosok felszámolása is. 1977 első napján először csak a Nagyvárad tértől beljebb eső vágányokat helyezték üzemen kívül, majd 1980. március 29-én a megmaradt 42-es és 50-es viszonylatok Határ úti csomóponthoz kiszervezését, illetve az 51-es Bivalyrétig rövidítését is végrehajtották. Ettől kezdve észak felé folytatódott a metró építése, ami hatására először csak a Bajcsy-Zsilinszky úton megmaradt 47-es és 49-es villamos útvonalát vágták vissza a Nyugati pályaudvartól a Deák térig. Az északi meghosszabbítás előrehaladtával az 1980-as évek közepéig több ütemben megszűntek a Váci úti és Árpád úti 3-as, 10-es, 33-as és 55-ös villamosok is: 1981-től a 3-as és az 55-ös már csak a későbbi Göncz Árpád városközpont metróállomástól (akkori nevén Árpád híd végállomás) járt Újpest felé, ugyanebben az évben a 33-ast (és vele együtt az óbudai 11-est) a leendő 1-es villamos kivitelezési munkálatai miatt megszüntették. Egy évre rá a metróépítés előrehaladtával a 3-as és az 55-ös is erre a sorsra jutott, ennek következtében pedig a külső szakaszukat összekötő 10-es villamosból viszonylatcsaládot alakítottak ki, amit végül 1985. május 31-én a 104-es járatcsalád váltott fel. A hálózat leépítése miatt két kocsiszínt is bezártak, az egyik a Kispest lett 1976 legvégén, a másik pedig az Újpest 1982. június 30-án. A metró északi meghosszabbítása még két hálózati fejlesztést indított el, ennek egyike a fentebb említett 1-es „gyorsvillamos” 1984. novemberi átadása az óbudai Bécsi út és az angyalföldi Lehel utcai közötti szakaszon, amit végül több ütemben 2000-ig a Rákóczi hídig hosszabbítottak – ez eredményezte a Vajda Péter utcai 23-as megszüntetését is – és többek között itt állították forgalomba a ČKD Tatra T5C5 típusú villamosok jelentős részét is. A másik fejlesztés csak szükségmegoldásként született meg, ugyanis káposztásmegyeri metrószakasz elhalasztása miatt a BKV végül a 14-es villamost vitte be a lakótelepre 1986-ban és 1998-ban.
A metróépítés mellett a lakótelepépítések is közreműködtek a maihoz nagyrészt hasonló villamoshálózat létrejöttében: két vonalszakasz épült újonnan, az egyik – az M1-es metró 1973. decemberi meghosszabbításához igazodva – a Rákospalota, MÁV-telep és Újpalota közötti lett, amin a 69-es villamost indították el, a másik pedig az óbudai 17-es Bécsi út / Vörösvári útig hosszabbítása a 11-es viszonylagos pótlására. Többségében tereprendezés miatt számolták fel Pesterzsébeten a Baross utcai és az Ady Endre utcai vágányokat, Zuglóban a Füredi utcai 64-es vonalat és az újlipótvárosi 15-öst is. Ez utóbbi kettő a második trolibuszhálózat-fejlesztéshez kapcsolódóan történt meg, pótlásukra a 82-es és a 79-es troli közlekedett. A trolibusz jegyében szüntették meg a 25-ös és az 58-as villamost is, azonban ez utóbbinál végül csak autóbuszt indítottak.

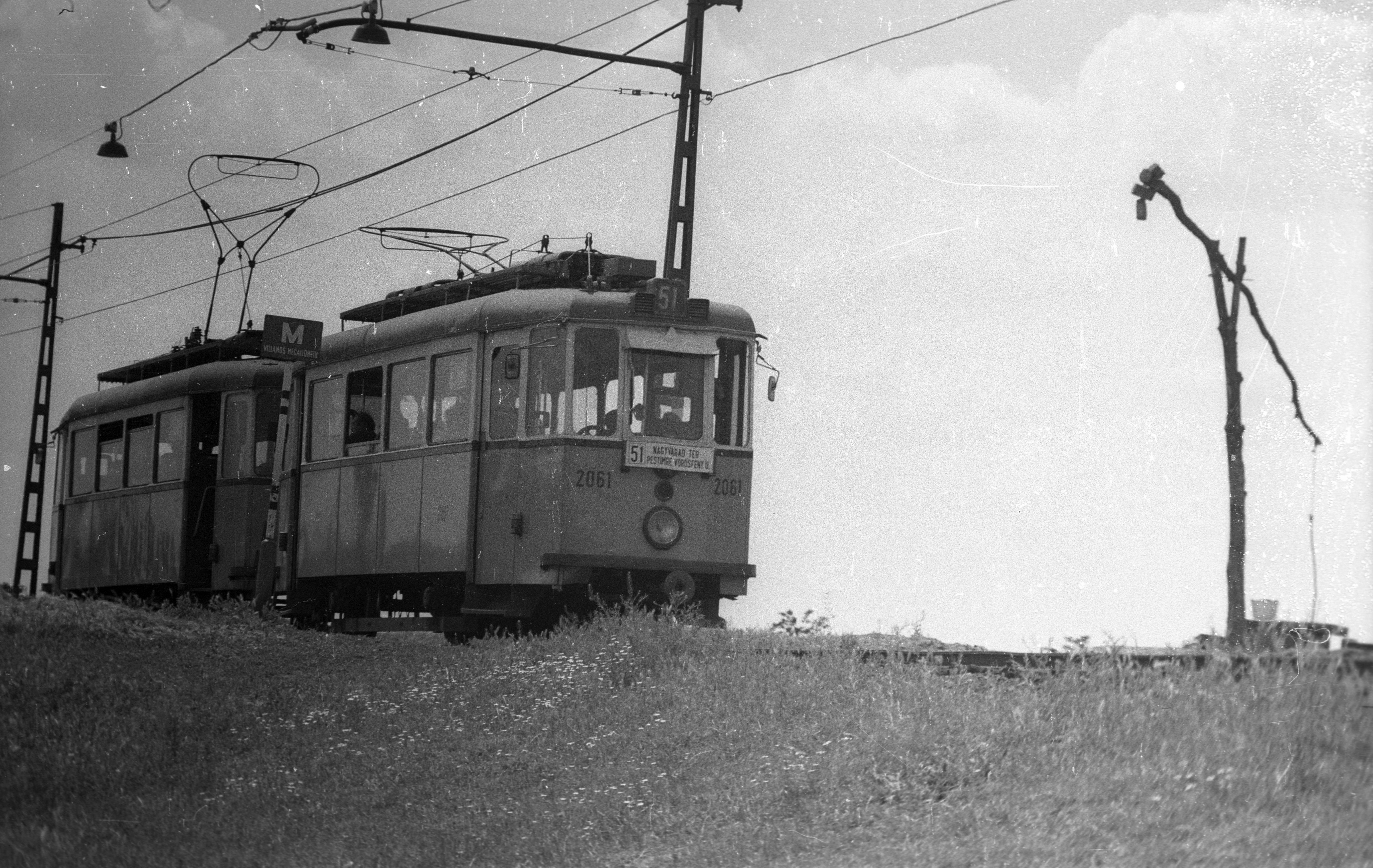
A bivalyréti 51-es 1976-ban

A metró és a troli mellett a legnagyobb üzemág, az autóbusz is rendesen közreműködött a villamoshálózat megcsonkításában, ugyanis miattuk több nappali villamosvonalat vagy csak vonalszakaszt is beszüntettek: 1974-ben az óbudai 5-ös, egy évre rá a pestlőrinci 40-es, 1977-ben a 41-es Kamaraerdő–Budaörs szakasza (ez volt az utolsó városhatárt elhagyó villamosjárat), 1980-ban az észak-pesti 8-as és 65-ös villamos, 1983-ban a nagytétényi 43-as villamos és a bivalyréti 51-es, 1994-ben a kihasználatlanság miatt leállított Kápolna utcai 36-os, majd a rossz pályaállapotokra hivatkozva megszüntetett Thököly úti 44-es (1995) és 67-es viszonylatok (1997), a kettő között pedig az alkalmi BNV-járatok (29/100, 29Y/100Y) szűntek meg. Mindezek mellett az összes éjszakai villamosjárat helyett autóbuszt indított a BKV, az 1980 áprilisában még 9 vonal alkotta hálózat 10 évvel később már csak 5 viszonylatból állt, majd a 14-es éjszakai üzemszünetének 1997-es bevezetésével szeptember 30-án – egy pályafelújítási munkálat miatt gyakorlatilag már július 22-én – lenullázódott.

### Hálózatfejlesztés a 21. században

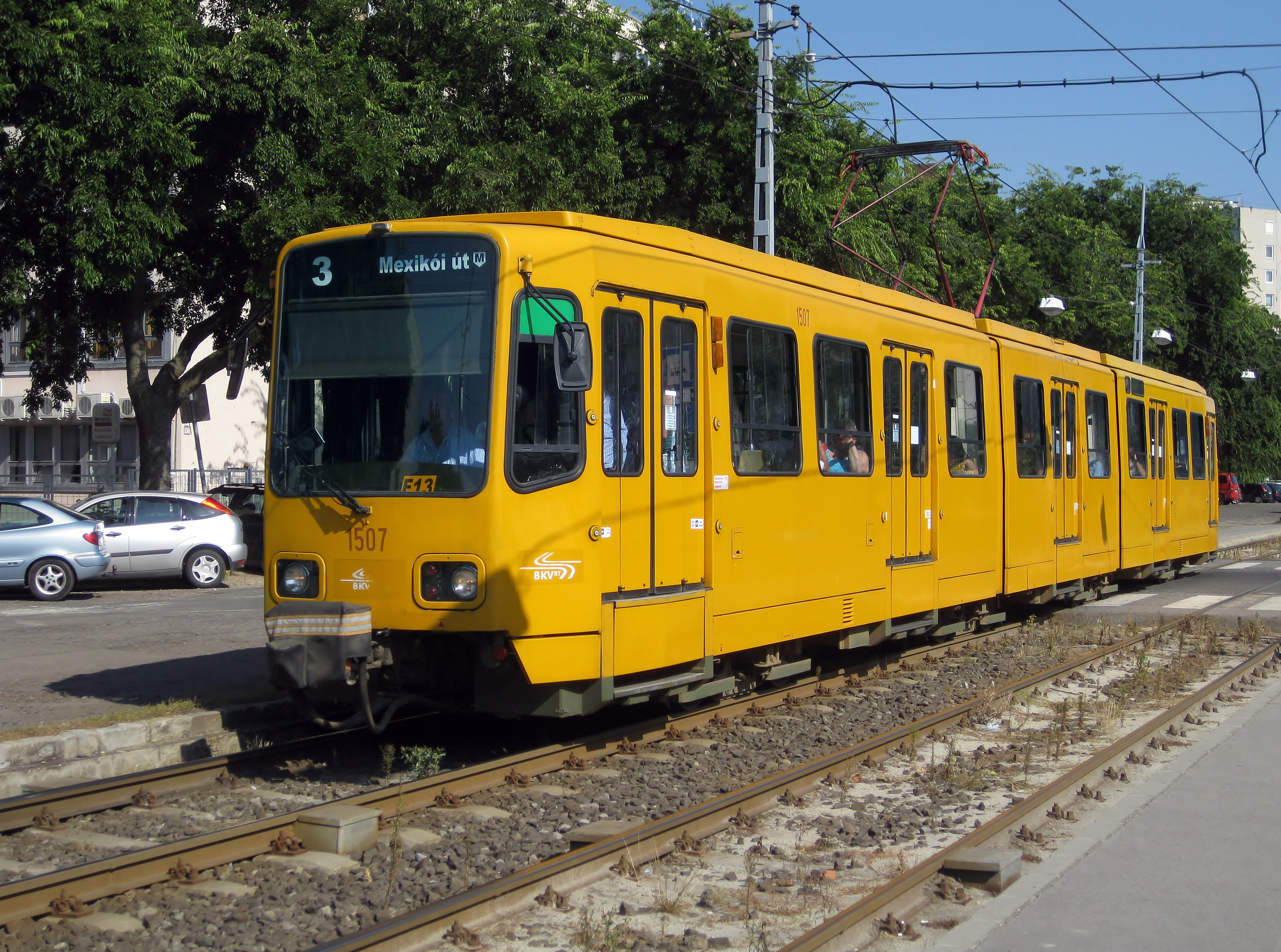
Hannoveri villamos a 3-as vonalon

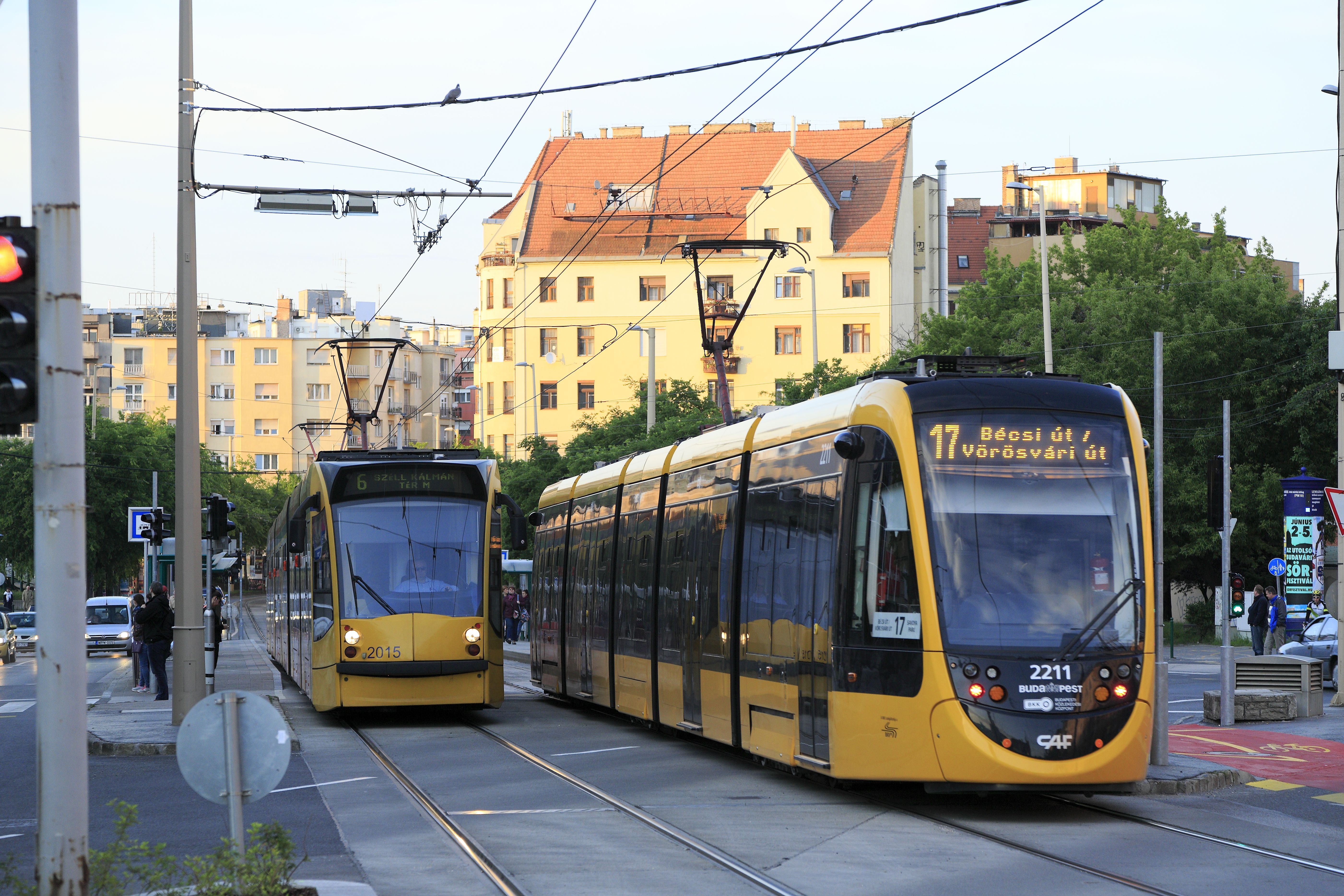
Alacsony padlós villamosok találkozása
(balra Siemens Combino,
jobbra CAF Urbos 3)

Az 1996 és 2006 között Budapesti Közlekedési Részvénytársaság (BKV Rt.), majd 2006 óta Budapesti Közlekedési Zártkörűen Működő Részvénytársaság (BKV Zrt.) néven futó közlekedési cég 2001-ben a 13-as és a 63-as Örs vezér téri összekötésével létrehozta a 3-as villamosvonalat (külső villamos körgyűrűt), ami közvetlen kapcsolatot biztosít Zugló és Pesterzsébet között, Kőbányán és Ferencvároson áthaladva. A legfőképp erre a vonalra Hannoverből használtan beszerzett TW 6000-es villamosokkal is javult a szolgáltatás színvonala.
A 2000-es években az M4-es metróvonal építése miatt többször is megváltozott a metrót metsző villamosvonalak forgalmi rendje: 2002-ben a Fővárosi Közgyűlés döntése alapján előrehozott beruházásként átépítették a Bartók Béla úti villamospályát, illetve a Móricz Zsigmond körtér és a Szent Gellért tér vágányhálózatát, majd 2003 folyamán rendezték az Újbuda-központ–Móricz Zsigmond körtér szakaszt is. A dél-budai munkálatok 2006. augusztus 28. és 2007. július 23. között a Kanizsai utca–Újbuda-központ szakasz folytatódtak, végül 2008 végén kialakították az üzemi összeköttetést a Villányi út és a Fehérvári út között is. 2007 és 2009 között átépült a 2-es villamos Fővám téri aluljárója, illetve 2007 és 2011 között két ütemben átépült kiskörúti villamospálya is – a Szabadság híd felújítása miatt bevezetett vágányzárral együtt leselejtezték az utolsó Ganz UV-kat is 2007 augusztusában. Ekkor történt meg a budai villamoshálózat első jelentős átszervezése is 1972 óta: az augusztus 21-én életbe lépett koncepció a haránt irányú járatokat részesítette előnyben, így ezekre alapozva a 18-as és 56-os a Hűvösvölgy és Dél-Buda között járt. A második átszervezést a budai fonódó villamoshálózat 2016-os elkészültével vezették be, ennek során közvetlen Dél-Buda–Óbuda irányú viszonylatok létesültek, amiken új alacsony padlós CAF Urbos 3 típusú villamosok álltak forgalomba, és az akadálymentes közlekedés érdekében átépültek a Bécsi úti, a Frankel Leó úti, az Alkotás utcai, a Villányi úti, a Bartók Béla úti és a Fehérvári úti villamosmegállók is. A 21. században ehhez hasonló méretű projekt csak a nagykörúti 4-es és 6-os villamos 2006-os felújítása, valamint az 1-es és 3-as villamos 2013 és 2015 között végrehajtott teljes rekonstrukciója és hozzá kapcsolódóan az 1-es dél-budai meghosszabbítása volt; ezeken a budai fonódóhoz hasonlóan alacsony padlós villamosokat (2006: Siemens Combino; 2015: CAF Urbos 3) állítottak forgalomba.
A szolgáltatás színvonalának javítása érdekében 2009. február 1-jén bevezették (elsőként az 59-es és 59A vonalon), hogy amennyiben nem áll fenn a megállóban utascsere igénye – vagyis ha nincs sem leszálló, sem felszálló utas –, akkor a villamos megállás nélkül áthaladhat. 2013. szeptember 16-ától az 59-es és 59A vonalon engedélyezik a kerékpárszállítást is, amit 2017. augusztus 28-án az 56-os, az 56A, az 59B és a 61-es, 2020. május 23-ától pedig a 17-es és 41-es viszonylaton közlekedő, kerékpár piktogrammal ellátott ČKD Tatra villamosokra is kiterjesztettek. 2011-ben újraindult az éjszakai villamosközlekedés is, ami azóta is csak a 6-os villamoson lett bevezetve.

#### Az 1-es és a 3-as villamos felújítása, az 1-es átvitele Dél-Budára (2013–2015)

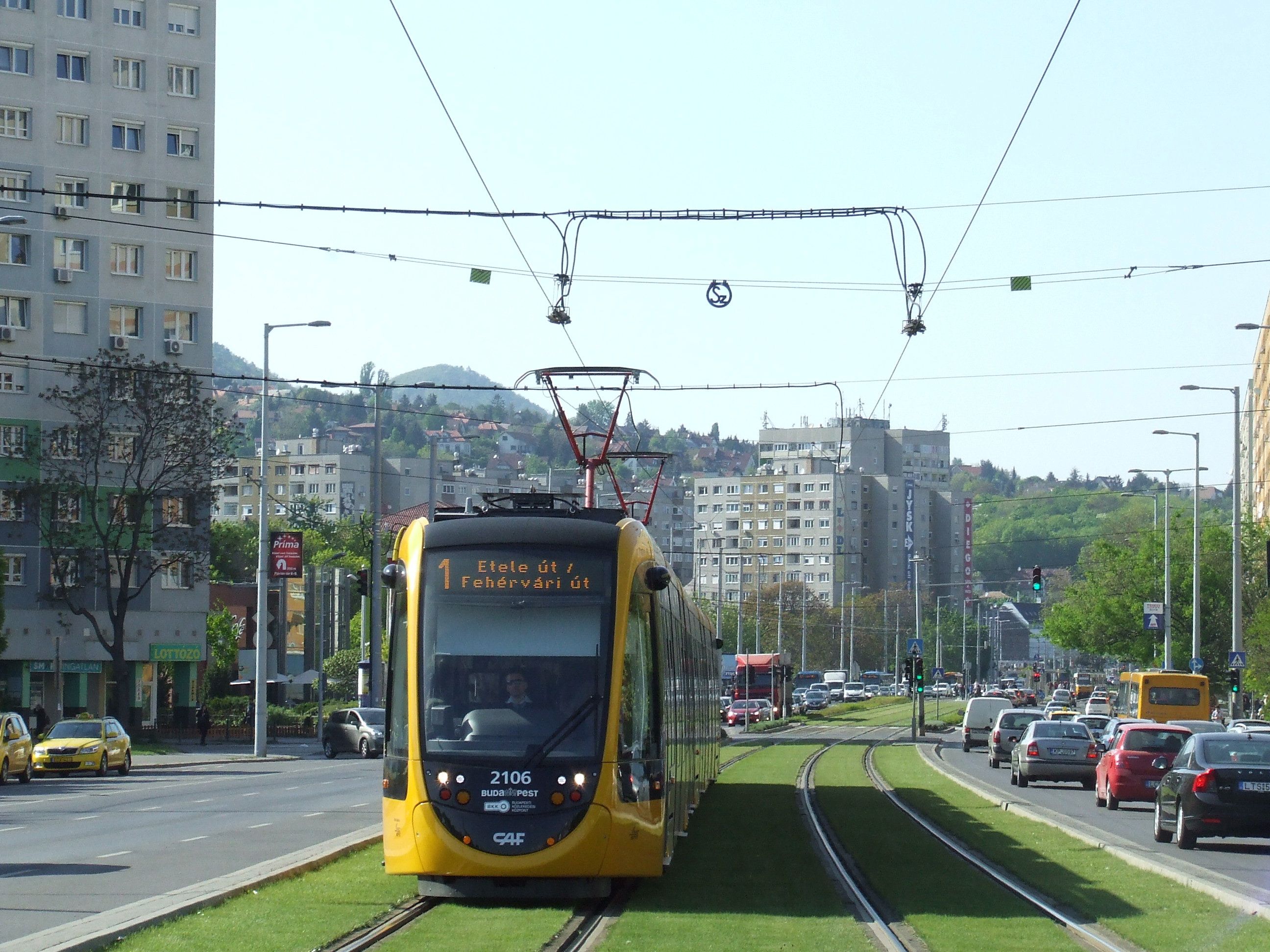
A projekthez kapcsolódóan beszerzett CAF villamosok egyike a Vörösvári úton

A 2010-es évek elejére Budapest négy villamos körgyűrűje közül kettő (a kiskörúti és a nagykörúti) már megújult, azonban a két külső, a Hungária körúti 1-es vonala és az ún. külső körgyűrűn közlekedő 3-as villamos infrastruktúrája jelentősen leromlott ekkorra. A két villamosvonal fejlesztésének támogatásáról 2011 tavaszán döntött a Második Orbán-kormány, majd 2012 májusában az Európai Bizottság. A Budapesti Közlekedési Központ által benyújtott 41 milliárd forintos projekt 94 százalékos uniós támogatást kapott. A rekonstrukció tartalmazta a megállóhelyek teljes átépítését 26 cm magasságú peronokkal, fedett perontetőkkel, illetve bizonyos szakaszokon füvesített villamospálya kiépítését is. Az „1-es és 3-as villamosvonalak továbbfejlesztése I. ütem” névre elkeresztelt felújítás és vonalmeghosszabbítás 2013-ban indult meg az 1-es vonal legelsőnek átadott (Óbuda–Lehel utca) szakaszának lezárásával. A 3-as vonalon november 4-én kezdték meg az építkezést a legkritikusabbnak számító kőbányai szakaszon. A felújítások befejeztével mindkét villamosvonal egységes arculatúvá vált az új, teljesen akadálymentes és modern utastájékoztató eszközökkel, illetve korszerű hangosítóberendezéssel felszerelt megállóknak köszönhetően. A felsővezeték-hálózat és az áramátalakítók korszerűsítésével lehetővé vált a fékező villamosok áramának visszatáplálása is. Az 1-es útvonalán még 6 liftet és 3 mozgólépcsőt is létesíttek, a nyomvonal mentén pedig több mint 100 fát és 10 000 cserjét ültettek. A projekt az alábbi ütemben zajlott le, beleértve az 1-es 2015. március 20-ai, öt megállós dél-budai meghosszabbítását is:
| Az 1-es és 3-as villamos rekonstrukciós munkálatainak ütemei | Az 1-es és 3-as villamos rekonstrukciós munkálatainak ütemei | Az 1-es és 3-as villamos rekonstrukciós munkálatainak ütemei                                                                                         | Az 1-es és 3-as villamos rekonstrukciós munkálatainak ütemei |
| ------------------------------------------------------------ | ------------------------------------------------------------ | --- | ------------------------------------------------------------ |
|                                                              |                                                              | |                                                              |
| Időpont                                                      | Lezárt vonalszakasz                                          | Esemény | Térkép                                                       |
| 1-es villamos                                                |                                                              | |                                                              |
| 2013. szeptember 28.                                         | Bécsi út – Lehel utca                                        | Megindul a felújítás az óbudai szakasz lezárásával.                                                                                                  |                                                              |
| 2013. december 15.                                           | Bécsi út – Árpád híd                                         | Üzembe helyezik az Árpád híd – Lehel utca szakaszt.                                                                                                  |                                                              |
| 2014. január 24.                                             | északon: Bécsi út – Árpád híd                                | A közvágóhídi végállomás átépítésének kezdete. |                                                              |
| 2014. január 24.                                             | délen: Mester utca – Közvágóhíd                              | A közvágóhídi végállomás átépítésének kezdete. |                                                              |
| 2014. április 1.                                             | északon: Bécsi út – Árpád híd                                | A Vajda Péter utcától délebbre lévő szakaszt is lezárják.                                                                                            |                                                              |
| 2014. április 1.                                             | délen: Vajda Péter utca – Közvágóhíd                         | A Vajda Péter utcától délebbre lévő szakaszt is lezárják.                                                                                            |                                                              |
| 2014. április 11.                                            | északon: Bécsi út – Kacsóh Pongrác út                        | Építkezés a Lehel utca–Kacsóh Pongrác út szakaszon is.                                                                                               |                                                              |
| 2014. április 11.                                            | délen: Vajda Péter utca – Közvágóhíd                         | Építkezés a Lehel utca–Kacsóh Pongrác út szakaszon is.                                                                                               |                                                              |
| 2014. május 5.                                               | Vajda Péter utca – Közvágóhíd                                | A Bécsi út–Kacsóh Pongrác út szakasz átadása. |                                                              |
| 2014. június 10.                                             | Lehel utca – Közvágóhíd                                      | A kimaradt Kacsóh Pongrác út–Vajda Péter utca szakasz átépítése.                                                                                     |                                                              |
| 2014. szeptember 7.                                          | Lehel utca – Puskás Ferenc Stadion                           | A Puskás Ferenc Stadion–Közvágóhíd vonalrész megnyitása.                                                                                             |                                                              |
| 2014. november 19.                                           |                                                              | Újra teljes vonalon közlekedik az 1-es villamos. |                                                              |
| 2015. március 20.                                            |                                                              | A vonal az Etele útig hosszabbodik, ezzel kiváltva a Népliget és a Hengermalom út között a 103-as buszt.                                             |                                                              |
|                                                              |                                                              | |                                                              |
| Időpont                                                      | Lezárt vonalszakasz                                          | Esemény | Térkép                                                       |
| 3-as villamos                                                |                                                              | |                                                              |
| 2013. november 4.                                            | Örs vezér tere (Kőbánya) – Mázsa tér                         | Megindul a projekt a Kőrösi Csoma Sándor úti szakasz lezárásával.                                                                                    |                                                              |
| 2014. április 28.                                            | Örs vezér tere (Zugló) – Mázsa tér                           | A kőbányai Örs vezér tere megálló átépítésének kezdete.                                                                                              |                                                              |
| 2014. június 4.                                              | Örs vezér tere (Zugló) – Ecseri út                           | Építkezés a Mázsa tér–Ecseri út szakaszon is. |                                                              |
| 2014. június 28.                                             | Bosnyák tér – Ecseri út                                      | Megindul a felújítás a Bosnyák tér–Örs vezér tere vonalrészen is.                                                                                    |                                                              |
| 2014. július 5.                                              | Nagy Lajos király útja – Ecseri út                           | A Nagy Lajos király útja kimaradt részén is elindulnak a munkálatok.                                                                                 |                                                              |
| 2014. augusztus 14.                                          | északon: Mexikói út – Nagy Lajos király útja                 | A felújítás a Mexikói út–Nagy Lajos király útja szakasz átépítésével folytatódik, mellette átadják a Nagy Lajos király útja–Bosnyák tér szakaszt is. |                                                              |
| 2014. augusztus 14.                                          | délen: Bosnyák tér – Ecseri út                               | A felújítás a Mexikói út–Nagy Lajos király útja szakasz átépítésével folytatódik, mellette átadják a Nagy Lajos király útja–Bosnyák tér szakaszt is. |                                                              |
| 2014. augusztus 31.                                          | északon: Mexikói út – Nagy Lajos király útja                 | Újraindul a villamosközlekedés a Bosnyák tér–Ecseri út szakaszon.                                                                                    |                                                              |
| 2014. augusztus 31.                                          | délen: Ecseri út – Nagykőrösi út                             | Újraindul a villamosközlekedés a Bosnyák tér–Ecseri út szakaszon.                                                                                    |                                                              |
| 2014. október 4.                                             | északon: Mexikói út – Nagy Lajos király útja                 | Megkezdődik a Nagykőrösi út–Gubacsi út vonalrész felújítása.                                                                                         |                                                              |
| 2014. október 4.                                             | délen: Ecseri út – Gubacsi út                                | Megkezdődik a Nagykőrösi út–Gubacsi út vonalrész felújítása.                                                                                         |                                                              |
| 2014. október 18.                                            | északon: Mexikói út – Bosnyák tér                            | A Nagy Lajos király útja–Erzsébet királyné útja csomópont átépítésének kezdete.                                                                      |                                                              |
| 2014. október 18.                                            | délen: Ecseri út – Gubacsi út                                | A Nagy Lajos király útja–Erzsébet királyné útja csomópont átépítésének kezdete.                                                                      |                                                              |
| 2014. október 31.                                            | északon: Mexikói út – Bosnyák tér                            | Az Ecseri út–Nagykőrösi út vonalrész üzembe helyezése, az utolsó egyvágányú vonalszakasz megszűnése (Bihari utca).                                   |                                                              |
| 2014. október 31.                                            | délen: Nagykőrösi út – Gubacsi út                            | Az Ecseri út–Nagykőrösi út vonalrész üzembe helyezése, az utolsó egyvágányú vonalszakasz megszűnése (Bihari utca).                                   |                                                              |
| 2014. október 31.                                            | Nagykőrösi út – Gubacsi út                                   | Befejeződik a vonal zuglói felújítása. |                                                              |
| 2014. november 30.                                           |                                                              | Elkészült a teljes vonal rekonstrukciója. |                                                              |

#### Az 1-es villamos meghosszabbítása az Etele térig (2017–2019)

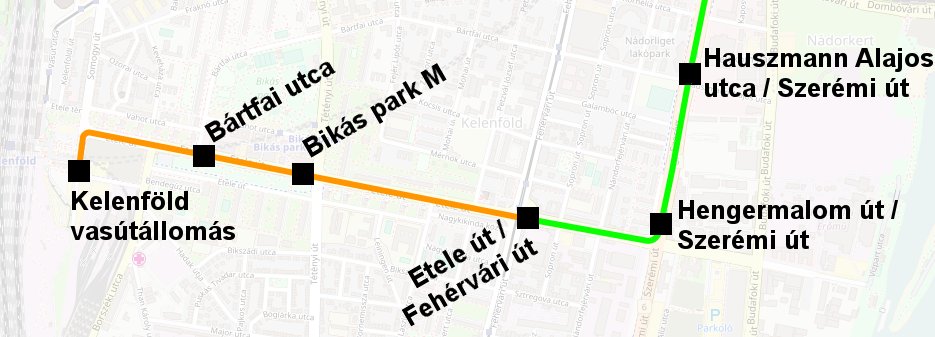
2015 óta meglévő dél-budai szakasz
A 2019-ben átadott meghosszabbítás

Az 1-es villamos Etele térig történő meghosszabbításának előkészítését 2013 közepén kezdték el. A 2013–14-ben elkészült megvalósíthatósági tanulmány alátámasztotta, hogy a fejlesztés jelentősen csökkenti az átszállások számát a kelenföldi lakótelepen élők, illetve a Kelenföld vasútállomásra érkezők számára. Az uniós támogatásból megvalósuló „1-es villamos meghosszabbítása az Etele térig” című projekt kivitelezésére végül 2016. október 12-én írta ki a közbeszerzési eljárást a BKK, egy évre rá pedig leszerződött a Colas Alterra Építőipari Zrt. és a Siemens termelő, szolgáltató és kereskedelmi Zrt. konzorciumával. A munkálatokat 2017. november 13-án kezdték el, a forgalom 2019. július 9-én délután indult meg az Etele úti vonalrészen. A beruházás következtében az Etele út/Fehérvári út és a Kelenföld vasútállomás végállomás között megépülő 1,6 km hosszú, teljes egészében füvesített villamospálya mentén két közbeeső megállóhely létesült (Bikás park és Bártfai utca), amik a vonalon található többihez hasonlóan akadálymentesen is megközelíthetők. A fejlesztés részeként új áramátalakító épült az Etele út és a Fehérvári út kereszteződésében a felszín alatt, az Etele úton megújult a közvilágítás, több helyen pedig fákat és cserjéket telepítettek.

#### Budai fonódó villamoshálózat

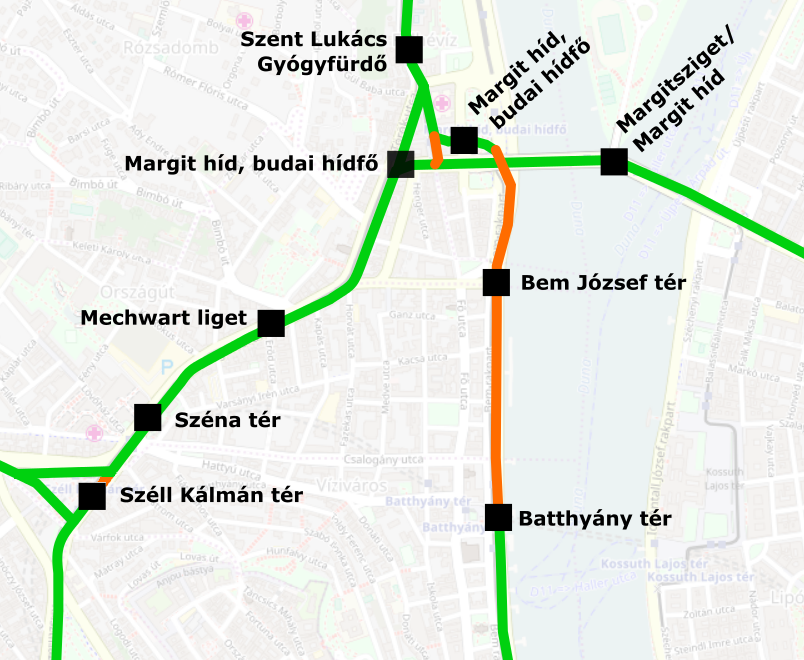
2014. márciusi állapot
A 2016-ban átadott szakaszok

1970-ben az M2-es metróvonal építési munkálatai miatt megszűnt a Batthyány tér és a Margit híd között a villamosközlekedés, így Észak- és Dél-Budát már csak a Margit körúti 18-as kötötte össze. A metró második szakaszának 1972. évi átadásával a 18-ast a Szent János Kórházhoz terelték, ezzel a budai villamoshálózat két részre, észak- és dél-budaira szakadt. A fonódó villamoshálózatról már a 2000-es években is születtek tervek, azonban a projektet többször elvetették. A Budapesti Közlekedési Központ a megalakulása után egyik fő céljaként a kettészakadt budai villamoshálózat összekötését tűzte ki, vele együtt pedig közvetlen észak-dél irányú villamosjáratok újbóli megteremtését, és a 86-os buszjárat részleges (opcionálisan teljes) kiváltását. A munkálatok megkezdéséig 2014-ig kellett várni, ekkor a projekt előkészítéseként közműépítési munkálatok miatt április 13-án megszüntették a 17-es villamost, helyette azonos jelzéssel pótlóbuszt indítottak. Közel 43 év után, a 2016. január 16-án átszervezett járatokkal ismét egyesült a budai villamoshálózat: újraindult a 17-es, immáron a Bécsi út / Vörösvári út és a Savoya Park között a Villányi úton haladva, a 19-est és a 41-est – a Clark Ádám téri villamosalagút átépítése miatt ténylegesen csak márciusban – Óbudáig hosszabbították meg. Ezek mellett a 18-ast felváltotta a Hűvösvölgytől Budafokig közlekedő 56-os és a Móricz Zsigmond körtéren végállomásozó 56A, illetve kiegészítőjáratok indultak 47B (Kamaraerdő–Deák Ferenc tér) és 59B (Márton Áron tér–Hűvösvölgy) jelzéssel. A 86-os buszt az új 109-essel váltották ki, amely a Batthyány tértől közlekedett Óbuda felé.

#### Pesti fonódó villamoshálózat
A budai fonódóhoz hasonló tervezési elvek alapján 2020. május 23-án megkezdődtek az építési munkálatok a Soroksári út és a Haller utca csatlakozásánál, ahol a 2-es és a 24-es villamosok vágányait újra minden irányból közvetlenül átjárhatóvá teszik a csomópont 1973-as megcsonkítása után. A projekt következtében a belső Duna-part és a Nagyvárad tér térsége átszállásmentes kapcsolatot kapott, illetve azon túl Józsefvárosba közvetlen villamosjáratot indított a BKK 2M jelzéssel. 2022. augusztus 13-án a Jászai Mari tér és Pesterzsébet, Pacsirtatelep között új viszonylat indult 2B jelzéssel, aminek köszönhetően Belső-Ferencváros és Pesterzsébet is belvárosi kapcsolatot kapott.

#### Vizsgált fejlesztési lehetőségek
- A 3-as villamos meghosszabbításának lehetőségei: A 3-as villamos felújításának előkészítésekor felmerült a villamosvonal meghosszabbítása Angyalföld és Csepel felé egyaránt.[92] A tervek szerint északon az Erzsébet királyné útja és a Nagy Lajos király útja kereszteződésétől a Kassai tér felé haladva, Rákosrendező vasútállomást egy újonnan létesülő felüljárón átszelve a Szegedi úton csatlakozna be a 14-es vonalába.[112][113] Várhatóan 2023-ra készülnek el a Budapest Fejlesztési Központ (BFK) számára a projekt engedélyezési és a kivitelezési tervei.[113] A BKK korábban vizsgálta a villamosvonal Csepel irányú meghosszabbítását is a Pesterzsébet, Török Flóris utca – Topánka utca – Gubacsi híd nyomvonalon is.[92]
- A 41-es villamos meghosszabbítása Dobogó városrészig: 2017 augusztusában jelent meg a hír, miszerint a Dél-Budán található Dobogó városrészben felépülő új kórházhoz a 41-es villamos útvonalát hosszabbítanák meg. A beruházás költsége előreláthatólag több mint 10 milliárd forintba kerülne.[114][115][116][117][118]
- A 42-es villamos meghosszabbítása a Gloriett lakótelepig: A 42-es villamos jelenleg Budapest második legrövidebb villamosvonala, amely a Határ út metróállomás és Kispest, Tulipán utca között közlekedik 3 kilométer hosszú útvonalon. A térséget jelenleg túlzsúfolt autóbuszok tárják fel, amelyek részben a közúti torlódások, részben pedig a Budapest–Lajosmizse vasútvonal szintbeli kereszteződései miatt nem megbízhatóak. A villamosvonalat 2,7 kilométerrel hosszabbítanák meg a Havanna utcai lakótelep irányába egészen a Gloriett lakótelepig, így a két lakótelep térségéből kötöttpályás kapcsolat létesülne az M3-as metróvonal Határ úti metróállomásához. A meghosszabbítással a villamos kiválthatná a jelenlegi 142E, 136E és a 194-es buszok számottevő hányadát.[119][120]
- A Rákóczi út–Thököly út tengely visszaépítése: 2015. április 29-én a Fővárosi Közgyűlés az 1997-ben megszüntetett Thököly úti villamosvonal visszaállításáról és annak fejlesztéséről (Újpalotáig hosszabbításáról) határozott.[121] A projekt még a Balázs Mór-tervbe is bekerült, eszerint a vonalat az Astoriáig vitték volna be.[122] 2017. április 5-én a Fővárosi Közgyűlés a villamos kiépítésének ötletét elvetette, azonban költségcsökkentéssel a Thököly út egyes csomópontjainak rendezését – ami a fejlesztéssel együtt valósult volna meg – továbbra is fenntartotta, a lecsökkentett pénz egy részét pedig a 2-es villamos rekonstrukciójának tervezésére csoportosították át.[123] A 26 milliárd forintos fejlesztés részeként visszaépült volna az egykori 67-es villamos Mexikói úti vonalrésze is.[121] (A Thököly úti buszjáratok magas csúcsidőszaki kihasználtsága indokolná a felszámolt villamos korridor újra aktiválását.)
- Budai fonódó villamoshálózat II. ütem: A budai fonódó tervezésekor vizsgálták a villamoshálózat továbbfejlesztési lehetőségeit is, így többek között javaslat készült az óbudai Pacsirtamező utcai villamosvonal visszaépítésére, illetve az Aranyvölgy vasútállomásig hosszabbításról is.[104] A tervek között szerepelt Lágymányoson a Szent Gellért tértől a Műegyetem rakparton keresztül a Budafoki útig tartó vonal építése is,[104][124][125][126] a déli körvasút beruházásával párhuzamosan. Az engedélyezési és kiviteli tervek elkészítésére kiírt pályázatot 2021 tavaszán a Főmterv Zrt. nyerte meg.[127]
- Pesti fonódó villamoshálózat II. ütem: A Balázs Mór-tervben szerepelt a Deák Ferenc tér és a Lehel tér közötti villamospálya visszaállítása a Bajcsy-Zsilinszky–Váci út nyomvonalon.[122] A beruházás keretében a Nyugati téri felüljáró elbontását tervezik, a csomópont pedig teljesen átalakulna.[128] A megvalósítást követően lehetőség nyílna a 14-es és a kiskörúti villamosvonalak (47, 48, 49) összekötésére, ezzel egy új, észak–déli villamostengely jönne létre.[128]
- Villamostengely a Galvani hídon: 2018 decemberében a Negyedik Orbán-kormány egy új Duna-híd megépítéséről határozott.[129] A leendő híd a ferencvárosi Illatos utat és az újbudai Galvani utcát kötné össze, Csepel-szigeten csomópont épülne a Weiss Manfréd útnál.[129] A tervek villamosforgalommal is számolnak, a BFK szerint legvalószínűbb egy olyan viszonylat, ami Határ úti metróállomástól indulna, Budán pedig opcionálisan a Móricz Zsigmond körtérig hosszabbítható lenne.[130] A leendő csepeli csomópontban új megállóhelyet kapna a H7-es HÉV is.[130]

## Járművek

### Jelenlegi járművek
Budapesten jelenleg öt villamostípus kocsijai közlekednek (ha nem számoljuk az altípusokat). A jelenlegi legrégebbi villamosok az 1967 és 1978 között gyártott Ganz csuklósok, más néven az „ipari csuklósok” vagy „ICS-k” – 1997 és 1999 között több villamost korszerűsítettek, ezek neve KCSV–7-esre változott. Az 1975–1985 között gyártott TW 6000-esek az állomány közel hetedét teszik ki, ezeket a BKV 2001–02-ben, illetve 2010–11-ben és 2015–17-ben szerezte be a németországi Hannoverből és Hágából). A járműpark több mint felét az 1980 és 1984 között gyártott csehszlovák, ČKD Tatra T5C5 típus teszi ki, amiből a BKV összesen 322-t vásárolt; 80 villamosnak korszerűsítették a hajtásrendszerét 2003 és 2004 között, elektronikus kijelzőket szereltek fel kívül-belül, utastere fehérről narancssárgára változott, ezeknek a villamosoknak a típusjelzése ČKD–BKV Tatra T5C5K-ra változott – 2014 és 2023 pedig a megmaradásra kijelölt kocsikat is átalakításra T5C5K2 néven. 2006–2007 között álltak forgalomba a Siemens Combinók, ezek voltak Budapest első alacsony padlós villamosai. A legújabb újonnan beszerzett villamosok jelenleg a baszk CAF Urbos 3-asok, az első kocsik 2015-ben érkeztek, a második adagban beszerzett járművek 2020 őszétől álltak forgalomba. A meglévő 56 rövid és 17 hosszú mellé még összesen 51 motorkocsi érkezik 2024-2026 között. A CAF kocsik a hálózatot és a kiszolgáló infrastruktúrát érintő szükséges fejlesztések elvégzéséig csak bizonyos vonalakon közlekedhetnek.
Utolsó frissítés időpontja: 2025. március 22.
| Kép         | Típus                    | Darabszám           | Darabszám | Pályaszámok | Gyártási év          | Budapesten közlekedik | Honos kocsiszín                 | Viszonylatok                                                                                      |
| Kép         | Típus                    | Eredeti             | Jelenlegi | Pályaszámok | Gyártási év          | Budapesten közlekedik | Honos kocsiszín                 | Viszonylatok                                                                                      |
| ----------- | ------------------------ | ------------------- | --- | --- | -------------------- | --------------------- | ------------------------------- | ------------------------------------------------------------------------------------------------- |
|             | Ganz GCSM–1              | 35 db               | 3 db | 1301, 1313, 1318 | 1967–1968            | 1967 óta              | Ferencváros, Kelenföld          | 2, 41, 47, 48, 49                                                                                 |
| Ganz CSMG–2 | 85 db                    | 33 db + 1 db oktató | 1342, 1349, 1357, 1360–1361, 1363–1367, 1369, 1400–1402, 1404, 1407, 1418–1419, 1427, 1433–1434, 1437–1445, 1448, 1450–1451, 7671 | 1970–1972, 1975 | 1970 óta             |                       | Ferencváros, Kelenföld          | 2, 41, 47, 48, 49                                                                                 |
| Ganz CSMG–3 | 29 db                    | 1 db                | 1461 | 1977 | 1977 óta             |                       | Ferencváros, Kelenföld          | 2, 41, 47, 48, 49                                                                                 |
|             | Ganz KCSV–7              | 30 db               | 30 db | 1321, 1325–1332, 1335–1337, 1339–1340, 1343–1348, 1350–1356, 1359, 1362, 1370                                                                                     | 1997–1999            | 1997 óta              | Ferencváros                     | 2, 2B, 23, 24                                                                                     |
|             | ČKD Tatra T5C5           | 322 db              | 18 db + 2 db oktató | 4000, 4014–4015, 4048, 4054–4055, 4154–4155, 4166, 4171, 4200, 4272, 4288, 4320, 4322, 4335–4336, 4349, 7680-7681                                                 | 1978, 1980, 1984     | 1980 óta              | Baross                          | 3-as csatolt: 1, 1A                                                                               |
|             | ČKD–BKV Tatra T5C5K2     | 302 db              | 302 db | 4001–4013, 4016–4047, 4049–4053, 4056–4120, 4122–4153, 4156–4165, 4167–4170, 4201–4221, 4223–4271, 4273–4287, 4289–4319, 4321, 4323–4334, 4337–4345, 4347–4348    | 2002–2004, 2009–2023 | 2003 óta              | Angyalföld, Baross, Szépilona   | 2-es csatolt: 12, 14, 17, 28, 28A, 37, 37A, 41, 56, 56A, 59, 59A, 59B, 61 3-as csatolt: 1, 1A, 14 |
|             | DÜWAG TW 6000            | 93 db               | 62 db + 1 db oktató | 1500, 1502–1503, 1506–1508, 1510–1515, 1517–1521, 1524, 1528, 1532–1533, 1542, 1544–1545, 1547, 1549, 1551–1564, 1566–1567, 1569–1572, 1575–1587, 1589–1591, 7692 | 1975–1978            | 2001 óta              | Ferencváros, Száva, Zugló       | 3, 24, 28, 28A, 37, 37A, 42, 50, 51, 51A, 52, 62, 62A, 69                                         |
| LHB TW 6000 | 25 db                    | 25 db               | 1600–1624 | 1980–1985 | 2012 óta             | Száva                 | 3, 28A, 37, 37A, 42, 50, 51, 52 |                                                                                                   |
|             | Siemens Combino ♿       | 40 db               | 39 db | 2001–2013, 2015–2025, 2027–2041 | 2006–2007            | 2006 óta              | Hungária                        | 1, 4, 6                                                                                           |
|             | CAF Urbos 3 9 modulos ♿ | 22 db               | 22 db | 2101–2117 (még nincs állományban: 2118–2122) | 2015–2016, 2019–2025 | 2016 óta              | Budafok, Hungária               | 1                                                                                                 |
|             | CAF Urbos 3 5 modulos ♿ | 102 db              | 102 db | 2201–2265, 2267, 2269, 2271, 2273, 2275, 2277, 2279 (még nincs állományban: 2266, 2268, 2270, 2272, 2274, 2276, 2278, 2280–2302)                                  | 2015–2016, 2019–2025 | 2015 óta              | Budafok, Száva                  | 1, 3, 14, 17, 19, 41, 42, 50, 51A, 56, 56A, 61, 69                                                |

#### Ganz CSMG és Ganz KCSV–7

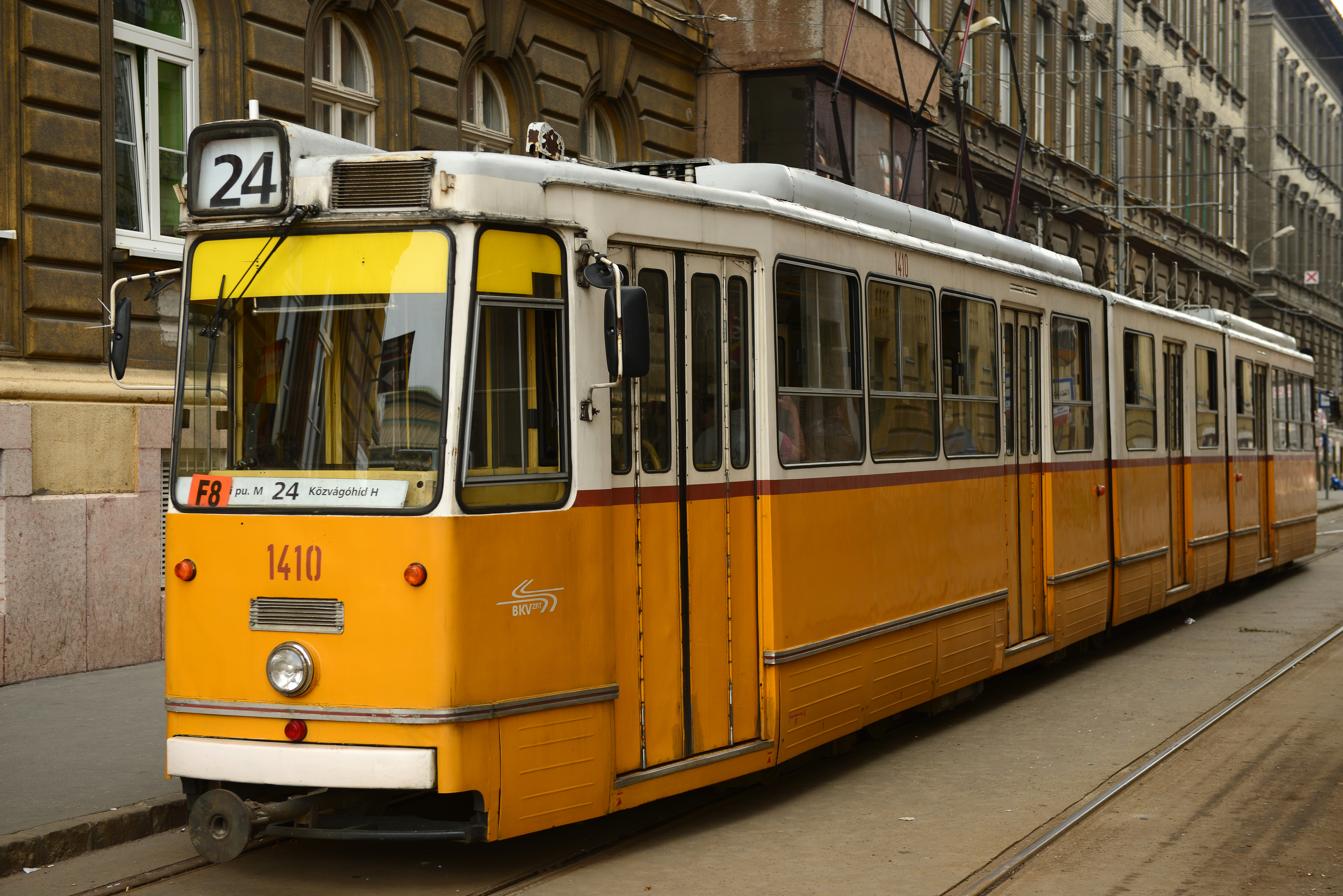
Az 1410-es kocsi a 24-esen

1964-re elkészült a villamos hattengelyes prototípusa, amely a 3730-as pályaszámot kapta. 1965. február 28-án befejezte a próbafutásokat, majd még ebben az évben nyolctengelyessé (két csuklóssá) bővítették. Ugyanebben az évben elkészült a második prototípus is (3731), ez eleve nyolctengelyesként lett megépítve. A két villamos a hatósági vizsgáját szeptember 4-én (3731) és december 30-án (3730) tette le.
Az első szériát (1301–1335) 1967 novemberétől 1970 márciusáig vette állományba az FVV (1967), majd a BKV (1968–1970). Ezek a villamosok a „B” végükön is kaptak áramszedőt, azonban ezt az 1970-es évek közepéig leszerelték. Az eredeti 35 darabos szériából napjainkban már csak 3 közlekedik.
A második szériát (1336–1390, 1420–1451) két szakaszban gyártották le: először az 1336 és 1390 közöttiek készültek el 1970 nyara és 1972 szeptembere között, majd 1975 első felében az 1420–1451 pályaszámúak. 1976 körül az 1371–1390 közöttiek az 1400–1419 közötti pályaszámokat kapták. Az eredeti 85 darabos szériából napjainkban már csak 34 közlekedik.
A harmadik széria (1450–1481) 1977–1978 között készült, kifejezetten a nagykörúti 4-es és 6-os vonalra „Góliát” üzemmódra (csatolt CSMG) tervezték, ezért ezek a kocsik megerősített csatlásokat kaptak. Az eredeti 29 darabos szériából napjainkban már csak egy közlekedik.

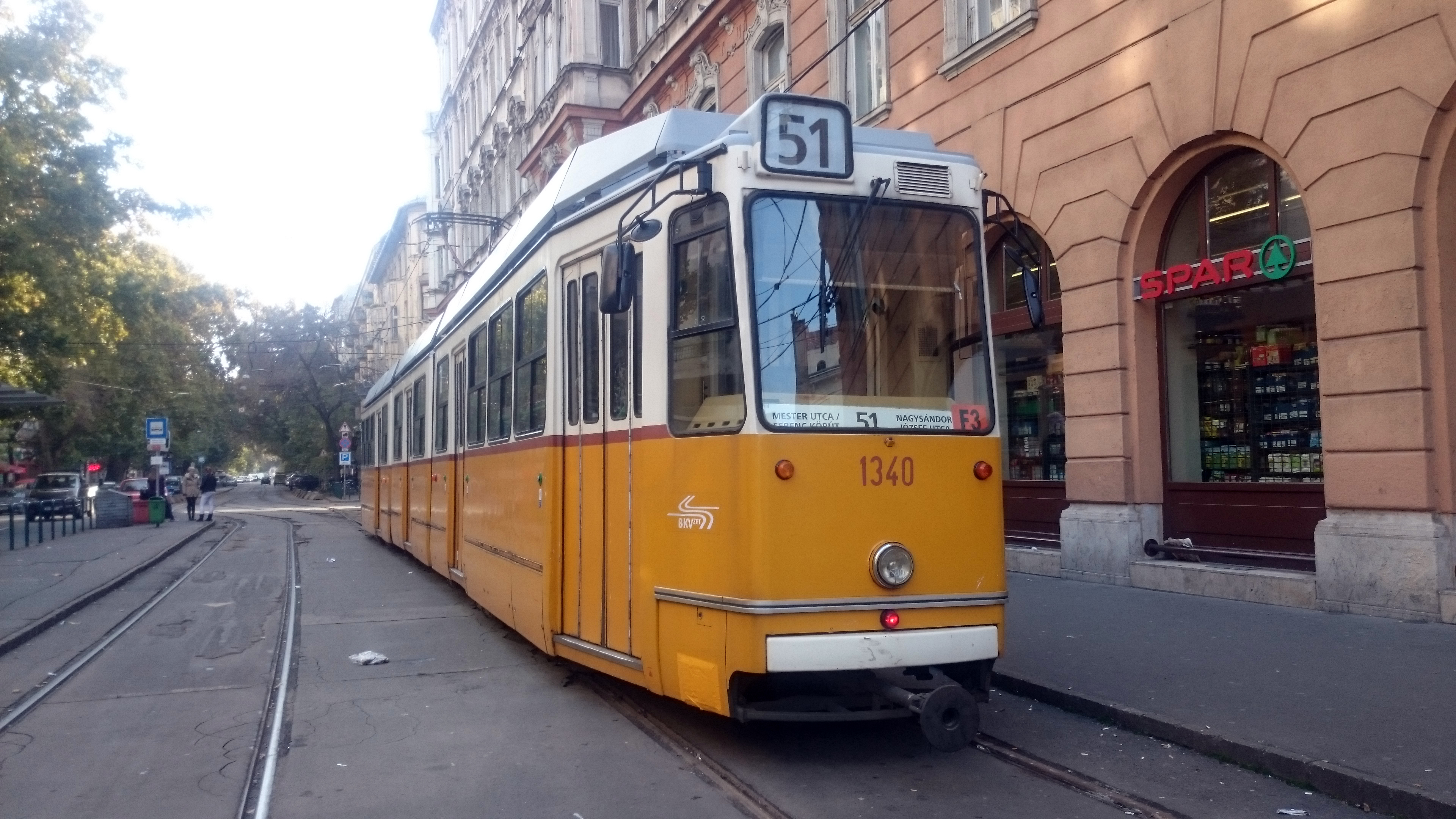
Az 1340-es KCSV–7 2015-ben

Az 1990-es évek végén 30 CSMG villamost korszerűsítettek, ezek a 1321, 1325–1332, 1335–1337, 1339–1340, 1343–1348, 1350–1356, 1359, 1362, 1370 pályaszámúak voltak. A korszerűsített villamosok a Ganz KCSV–7 típusjelzést kapták. A villamosok forgóváz- és kocsiszekrény-megújításon estek át, a motorokat átalakították, így fékezéskor képes visszatáplálni a keletkező energiát. Az utastérbe FOK-GYEM kijelzőket építettek be, az ülések új huzatot kaptak, a kapaszkodók színe zöld lett, illetve lehetővé vált az egyedi ajtónyitás is.
2000-ben az 1347-es pályaszámú villamos szaggatóját Ganz-Transelektro gyártmányú IGBT (tranzisztoros) berendezésre lecserélték. Ezzel együtt a villamos a KCSV–7A típusjelzést kapta.

#### ČKD Tatra T5C5 és ČKD-BKV Tatra T5C5K

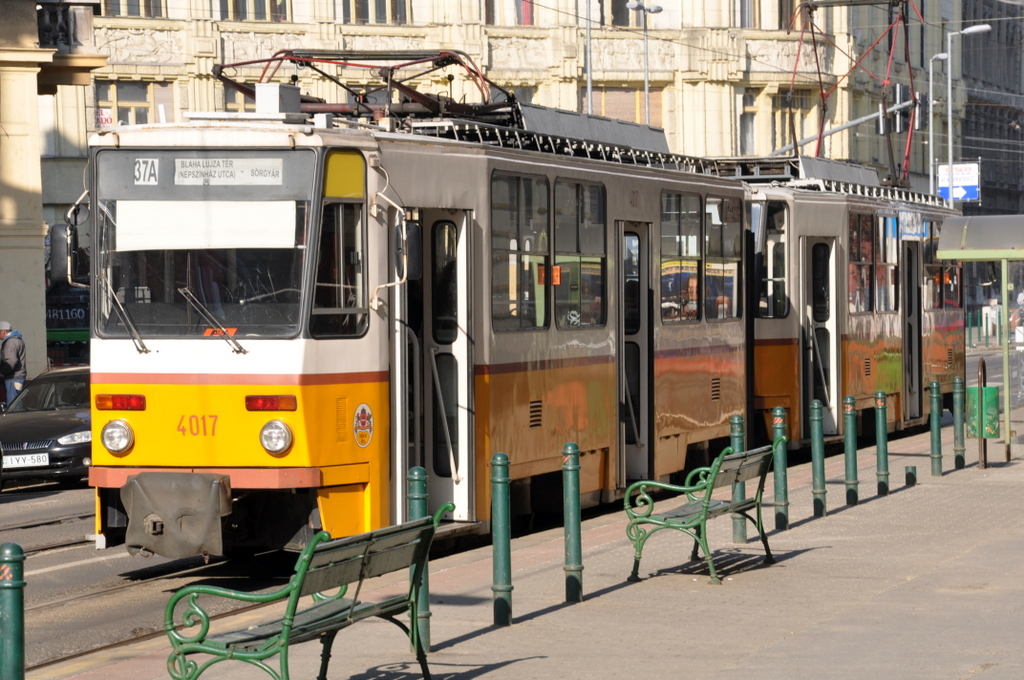
Tatra T5C5 a Népszínház utcában

1975-ben a Minisztertanács 1,7 milliárd forintos fejlesztési programot indított a budapesti villamos rekonstrukciójára, melynek keretei közt a BKV felvette a kapcsolatot a csehszlovák ČKD gyárral. Ennek következtében 1975–1976 fordulóján két próbavillamos érkezett Budapestre: a T3-as típusú brünni 1583-as pályaszámú szóló- és a K2-es típusú brünni 1013-as pályaszámú csuklós motorkocsi. A próbák után nem sokkal később a ČKD előállt a T3-as továbbfejlesztett változatának tervével, a Tatra T5-tel. A döntés a T5-ös típuscsaládra esett, és létrejött a Budapest számára kifejlesztett altípus, a Tatra T5C5.
A két prototípus, a 8011-es és a 8012-es 1978-ban készült el és Prágában kezdte meg próbafutását. 1979-ben a két villamos Budapestre került és a 4000–4001-es pályaszámot kapták. Az első széria további 170 járműve (4002–4171) 1980-ban érkezett meg. A villamosok érkezése miatt átalakították az Angyalföld, a Budafok és a Szépilona kocsiszínt. A kezdetekben a villamosok eleinte szólóban közlekedtek az 59-es vonalon, majd később a járművek folyamatos forgalomba állásával bevezették az A–B végű csatlást is – itt mindkét kocsi a menetiránnyal egyező irányba nézett; „A” volt az eleje, „B” a hátulja –, erről azonban a szétválasztás nehézségei miatt hamar lemondtak.

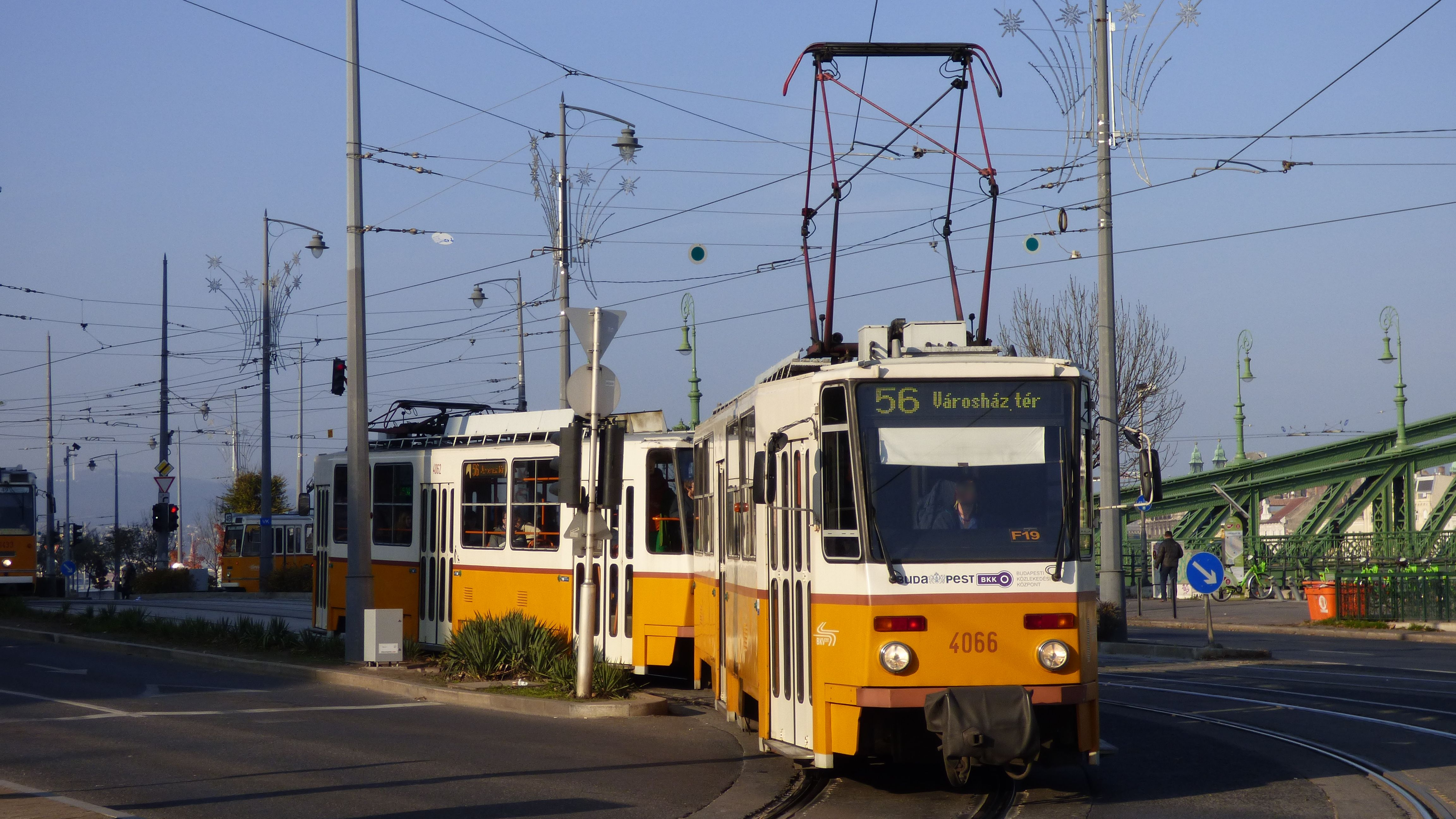
T5C5K2 az 56-oson 2016-ban

A második széria (4200–4349) 1984-ben érkezett meg, így a T5C5-ök száma 322-re ugrott. Ugyanebben az évben beindult a hármas csatlásos üzem is, elsőként a 12-esen. Később a 14-esen is bevezették, mellette a hármas csatolt Tatrák üzemelési területe napjainkra az 1-es és 1A vonalra korlátozódott, ahol a nagy utasforgalom miatt továbbra is szükség van a 3 kocsira.
2002 és 2004 között 80 T5C5 villamost korszerűsítettek, ezek a ČKD–BKV Tatra T5C5K típusjelzést kapták.
2010 és 2015 között folytatódott a T5C5-ök és T5C5K-k korszerűsítése: az ajtókat képessé tették az automatikus ajtó-visszazárásra, a szélvédő két vékony ablaktörlőjét egy nagyra cserélték ki. Ezek a villamosok a ČKD–BKV VJSZ Tatra T5C5K2 típusjelzést kapták. A 2014 és 2023 között felújított kocsik típusjelzése is T5C5K2-re módosult, mert ezek a villamosok kompatibilisek a korábbi T5C5K2-esekkel.

#### DÜWAG TW 6000 és LHB TW 6000
2000-ben az ÜSTRA (Überland- und Strassenbahnen AG; hannoveri tömegközlekedési vállalat) új járművek beszerzése miatt döntött a DÜWAG TW 6000-eseitől való megválásról. A típusból több tömegközlekedési vállalat is rendelt, többek között a BKV is, összesen 68-at. Ezekkel a 24-26 éves járművekkel a Ganz UV-kat kívánta kiváltani a BKV. A BKV élt az elővásárlási jogával és további 8 villamost rendelt, így a beszerzett kocsik száma 76-ra ugrott. A villamosokat a korábbi zöld színükről az új beszerzésű budapesti járművek narancssárga flottaszínére (RAL 1007) fényezték át, és a kocsikat később az 1500-as csoportba (1500–1575) számozták. Az első járművek (akkor még 6061-es és 6070-es pályaszámmal) 2001 tavaszán érkeztek meg a BKV Rt. 1972-ben átadott Fehér úti főműhelyébe. Pár nappal később megkezdődött a villamosok 10 000 kilométeres próbafutása a 13-as villamos vonalán. 2001. július 13-án bemutatták a típust az 50-es vonalon, a premiert azonban a 13-as és a 63-as villamos összekötése jelentette, ugyanis az új 3-ason, illetve az 50-es és a 62-es vonalon csak ezzel a típussal lehetett találkozni. Az 1503-as pályaszámú kocsi a próbaútján üzemképtelenné vált, ezért alkatrészbányaként használták közel egy évtizedig, majd 2012. december 14-én forgalomba állították.

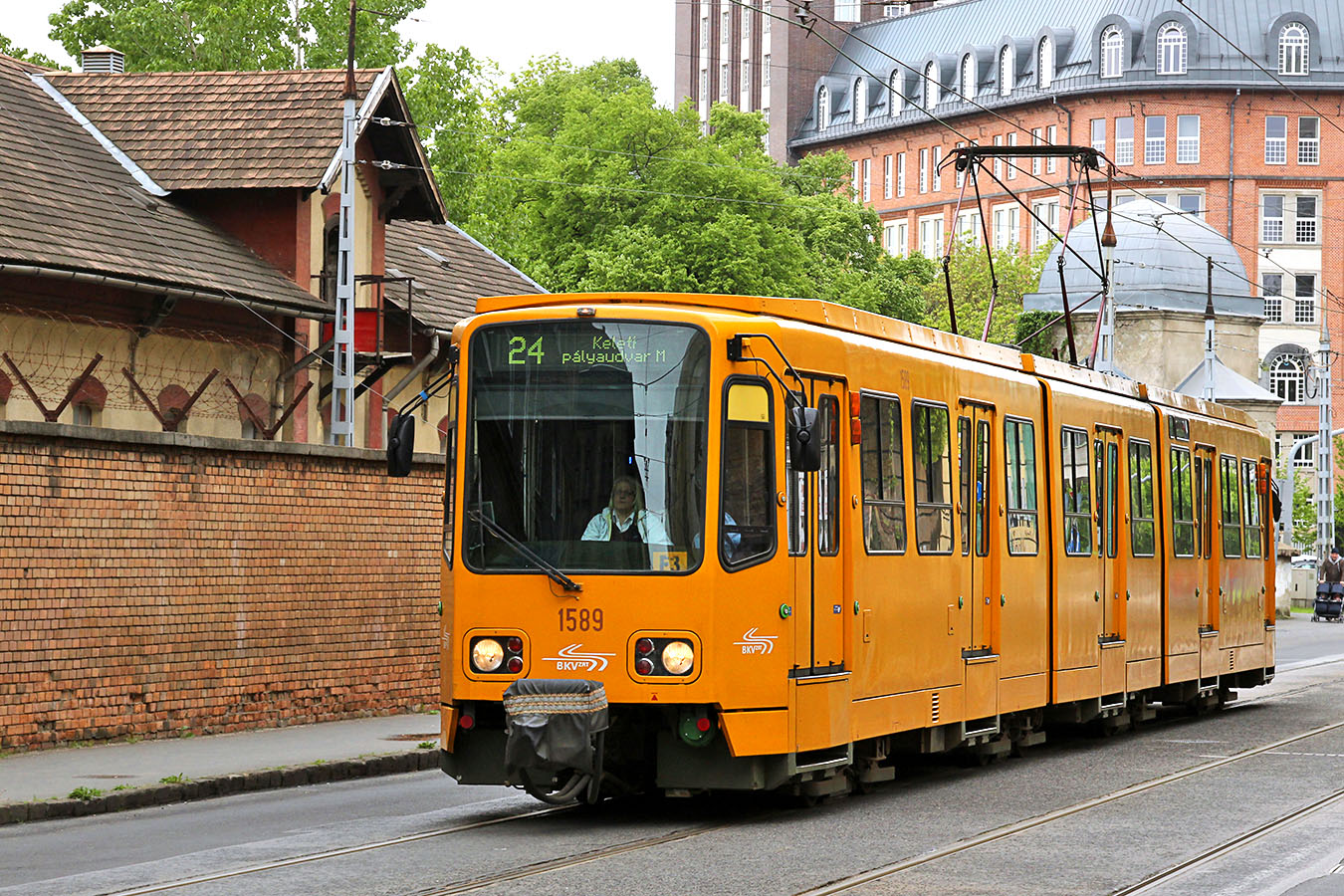
Az 1589-es kocsi a 24-es vonalon

A Fővárosi Közgyűlés 2010 áprilisában ismét újabb villamosok beszerzéséről döntött. A BKV Zrt. 16 darab villamost (1576–1591) szerzett meg a HTM (hágai tömegközlekedési vállalat) állományából. Ugyanekkor a BKV Zrt. és a BKV-VJSz. Kft. Hannoverből 4 darab üzemképtelen kocsit szerzett be alkatrész-utánpótlás céljából. Ennek a négy kocsinak az egyike volt az ÜSTRA egykori 6023-as pályaszámú villamosa, melyet végül felújítottak és 1592-es pályaszámon forgalomba állítottak a BKV-nál 2012 végén.
2011-ben a BKV további 10 járművet szerzett be, ezek a korábbi típustól eltérően nem DÜWAG, hanem LHB gyártásúak. A kocsikat az 1600-as csoportba sorolták be 1600–1609 intervallumban. Ezek a kocsik az 1500-asoktól kismértékben térnek el, például: 10 ellenállásmező helyett csak 8 van a tetőn; a homlokfalon az ablaktörlő oldalt van elhelyezve. 2015–16-ban újabb kocsik érkeztek, ezek az 1610–1619 pályaszámokat kapták. 2017 márciusában megérkezett az újabb széria első járműve, az egykori hannoveri 6165-ös, majd ezt további három kocsi követte; ezek 1620–1623 pályaszámon egyes DÜWAG gyártmányú TW 6000-eseket váltottak ki. 2021 márciusában forgalomba állt az átépített 1624-es pályaszámú villamos is.

#### Siemens Combino Supra

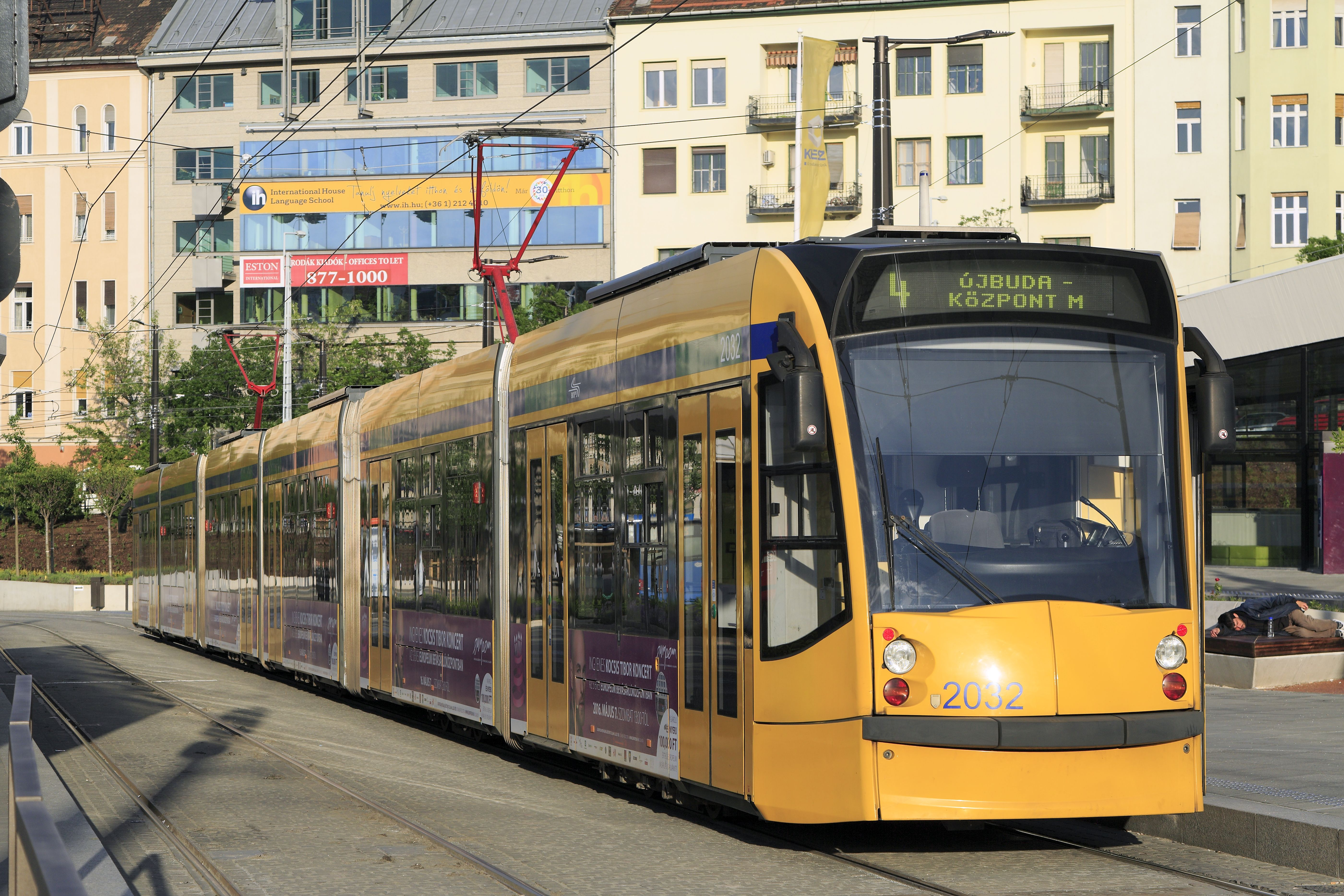
Combino a Széll Kálmán téren

A nagykörúti villamosok járműveinek lecserélésére a BKV már 2001-ben kiírta a közbeszerzési eljárást, amelyre az AnsaldoBreda, a Ganz és a Siemens adott be pályázatot. A nyertes 2002 márciusában a Siemens lett, azonban az eljárást érvénytelenítették. Az újabb közbeszerzésének kiírására még 2002-ben sor került, ezen a tenderen az Alstom, a Bombardier és a Siemens vett részt. A nyertes ismét a Siemens lett az időközben módosított Combino villamosával. Az eredeti tervek szerint a villamosok kilencrészesek lettek volna, és az ülés-, illetve az ajtóelrendezések is eltértek az újabb ajánlathoz képest. Ez a villamos az átalakítotthoz képest közel 1 méterrel rövidebb lett volna (53030 mm az 53990 mm helyett), és az áramszedőket a villamos első moduljaira (kocsirészeire) helyezték volna.
Budapest első alacsony padlós villamosai 2006–07-ben érkeztek meg 2001–2040 pályaszámmal. A villamosokat 40 milliárd forintért vásárolták meg. A járművekkel a kezdetekben több probléma is volt: több kocsinak ajtóhibával küszködött, illetve egész egyszerűen leálltak a forgalomban. Ezek mellett a villamosok klímaberendezés nélkül érkeztek, ezt később az összes járművön pótolták. A 40 Combino 2006–07-ben állt forgalomba a nagykörúti 4-es és 6-os villamos vonalán. 2018 márciusától a kocsik FUTÁR-rendszerrel és utastéri kamerákkal vannak felszerelve. 2022 decemberében a 2014-es és a 2026-os pályaszámú kocsi egy ráfutásos balesetben oly mértékben megrongálódott, hogy a járműhiány enyhítésére az épen maradt modulokból 2041-es kocsiszámmal új járművet épített a BKV belőle.

#### CAF Urbos 3

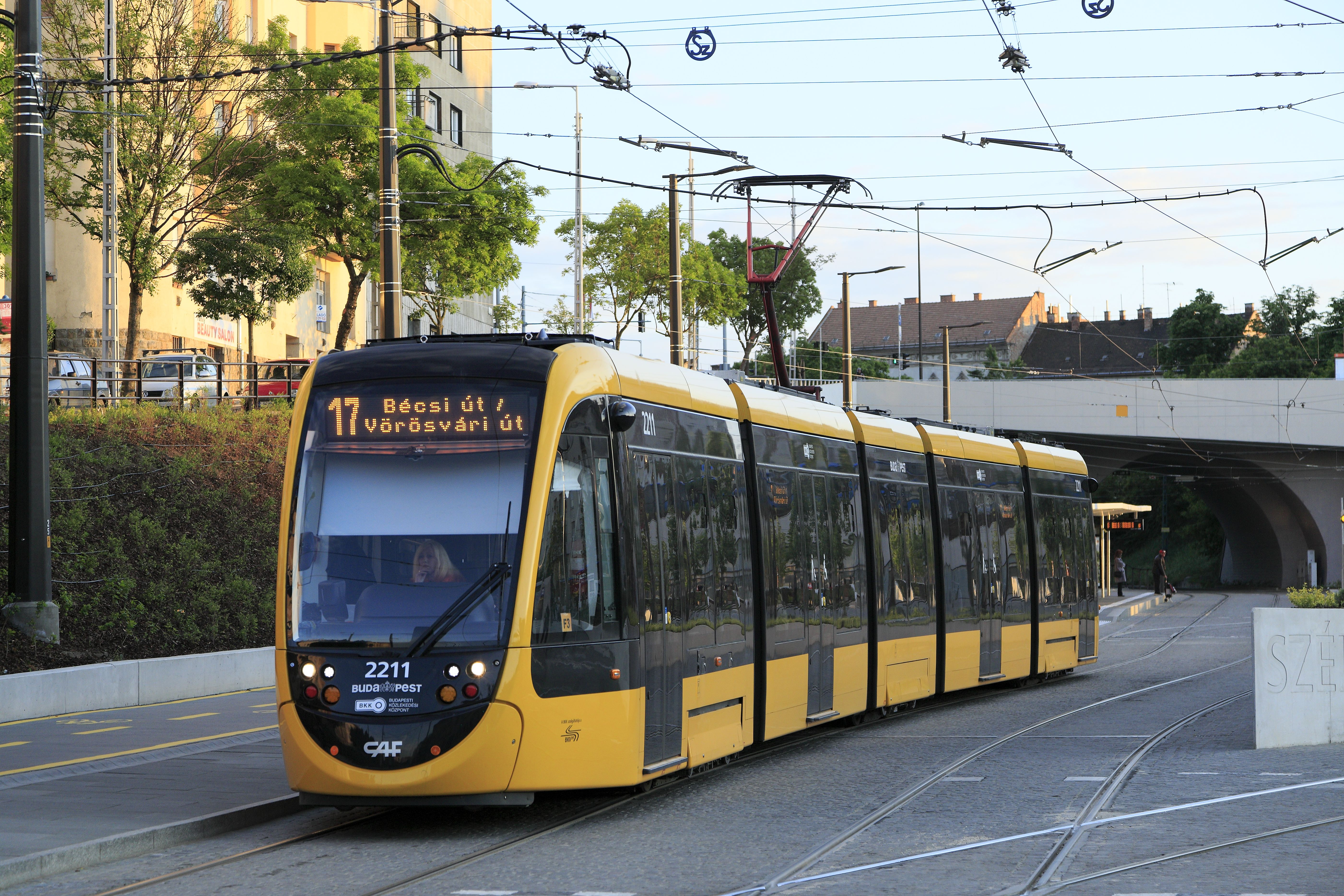
CAF Urbos 3 a Széll Kálmán téren

A 2013-ban kiírt közbeszerzési eljárást a CAF nyerte el összesen 124 lehívható villamossal, amelyből az alapmennyiség 37 db kocsi volt, míg az opció keretében további legfeljebb 87 villamost lehetett lehívni. 2014-ben Budapest további 10 villamost hívott le az opciós keret terhére, így a lehívott villamosok száma 47-re nőtt, 31 milliárd forint értékben. A CAF 35 db 5 modulból álló 34 méteres és 12 darab 9 modulból álló, 56 méter hosszú alacsony padlós villamos legyártására írt alá szerződést a BKK-val.
A villamosok 2015–16-ban érkeztek meg Budapestre, az első rövid villamos pedig 2015. szeptember 17-én állt forgalomba a 3-as vonalon, míg az első hosszú villamos 2016 márciusának végén kapta meg üzembe helyezési engedélyét. A rövidebb változat a 3-as villamoson, illetve a budai fonódó vonalain, a hosszabb pedig az 1-es villamos vonalán közlekedik. A BKK és a CAF által megkötött szerződés opcionálisan további 77 villamos lehívását is tartalmazza – hosszú és rövid kivitelben egyaránt –, aminek köszönhetően 2019 közepétől újabb 26 darab érkezik Budapestre. Műszaki hiányosságokra hivatkozva a 2020 októberéig érkezett járművek nem álltak forgalomba, az első négy hosszú CAF-ot október 12-én vették állományba, a további 22 kocsi novembertől 2021 első feléig áll majd forgalomba. 2022 októberében a Főváros újabb 20 rövid villamos lehívásáról döntött a maradék 51 darabos opcióból, amelyek 2024 őszétől érkeznének várhatóan a 24-es, 56-os, 56A, 61-es vonalakra – utóbbi három vonalon már 2023 júniusában megjelent a típus.
2023 februárjában a BKK és a Fővárosi Önkormányzat a fennmaradt 31 járművet is megrendelte a gyártótól. A villamosok beszerzése a korábbiakhoz hasonlóan, Európai Uniós forrásból történik. Az 5 hosszú szerelvény várhatóan az 1-es villamos vonalán bővíti az alacsonypadlós kínálatot, a 26 rövid jármű más (elsősorban korábban már kijelölt, vagy jelenleg is részben alacsonypadlós kiszolgálással rendelkező) járatokra kerülhet. Az utolsó villamosok várhatóan 2026 nyarán érkeznek meg a fővárosba.

### Fontosabb egykori járművek
| Kép       | Típus       | Darabszám | Pályaszámok          | Gyártási év | Budapesten közlekedett |
| --------- | ----------- | --------- | -------------------- | ----------- | ---------------------- |
|           | Ganz TM     | 75 db     | 3600–3674            | 1940–1943   | 1940–1980              |
|           | Ganz UV     | 375 db    | 3200–3474, 3800–3899 | 1956–1965   | 1956–2007              |
|           | FVV CSM–2   | 29 db     | 1100–1128            | 1961–1963   | 1961–1979              |
| FVV CSM–4 | 37 db       | 1200–1236 | 1963–1965            | 1963–1983   |                        |
|           | Hungaroplan | 1 db      | 3750                 | 1988        | 1988–2008              |

#### Ganz TM
1940 és 1943 között gyártotta a Ganz. A BSZKRT a 3600–3674 pályaszámokkal vette állományba a 75 villamost. A villamos a korábban gyártott járművekhez képest hangosabb, viszont komfortosabb volt (több ajtó, jobb futási teljesítmény, bőr ülés). A második világháború közben kapta meg a típus a „Stuka” becenevet a német „Sturzkampfflugzeug” után, mert az utasok a németek zuhanóbombázójához (Junkers Ju 87) hasonlították a hangját. A villamosok selejtezése 1972-ben kezdődött, az utolsót pedig a BKV 1980-ban törölte az állományából.

#### Ganz UV
Az Ganz UV a legnagyobb példányszámban gyártott magyar villamostípus, amelyből 375 kocsi készült. Az összes villamos az FVV (majd a BKV) állományába tartozott. Négy szériában készült (UV1, UV2, UV3, UV5) 1956 és 1965 között. A kocsik selejtezése már 1975-ben elkezdődött, azonban az ezt követő 15 évben csak 10 kocsit töröltek az állományból. A kocsik létszáma a TW 6000-esek és a Siemens Combino villamosok beszerzésével drasztikusan csökkenni kezdett, 2000-ben még 251+20 (ez utóbbi MUV) kocsi közlekedett, azonban 2005-ben már csak 125 vett részt a forgalomban. A villamosoktól a vállalat 2007-ben vált meg, ekkorra befejeződött a nagykörúti vonalakon a típuscsere, így a budai vonalakon a Ganz CSMG-k váltották az UV-kat. 2007. augusztus 20-án közlekedtek utoljára menetrend szerint, utolsóként a 47-es vonalon.
1993–94-ben a BKV 20 kocsit felújított, ezek a Ganz MUV típusjelzést kapták (Modernizált UV). A villamosokat az Óbudai kocsiszín állományába sorolták, majd annak bezárása után a Száva kocsiszínbe kerültek. Selejtezésük 2003-ban történt meg.

#### FVV CSM–2
A prototípus 1961-ben készült el 3720–3721-es pályaszámon (a 3720 a kocsi eleje, a 3721 a hátulja volt). Októberben a kocsi végét is 3720-asra számozták át. 1962–63-ban legyártották a további 28 kocsit, 1101–1128 pályaszámon (az 1101 rövid ideig 3721-es pályaszámot kapott). A villamosok nagy hátránya volt, hogy a később kifejlesztett FVV CSM–4-esekkel ellentétben egy irányban tudtak közlekedni, emiatt csak olyan vonalakra lehetett kiadni, ahol csak szélsőperonos megállóhelyek, illetve a hurokvágányos végállomások voltak. Az FVV összesen 38 kocsit vett volna állományba, azonban az 1129–1137-es kocsik egyből vidékre (Debrecen, Miskolc, Szeged) kerültek. Ugyanerre a sorsa jutottak az 1119–1128-as pályaszámúak 1964–66-ban. A Budapesten maradt kocsikat (1100–1118) 1979–80-ban selejtezték le, ezek közül három Szegedre került.

#### FVV CSM–4
A kétirányú prototípus 1963-ban készült el 3740-es (rövid időn belül 3722-es) pályaszámon. A villamosnak eredetileg nyolc ajtaja volt, a középső részre a későbbiekben építettek be 1–1 ajtót. A budapesti széria gyártása 1963 és 1965 között történt meg, és az 1201–1236 pályaszámon álltak forgalomba. Ezek a villamosok már tíz ajtósan készültek (5–5). A kocsik selejtezése 1982–83-ban történt meg, ezek közül négy kocsi (1221, 1222, 1231, 1233) vidékre került.

#### Hungaroplan
A BKV-Ikarus kooperációban készült villamost 1988-ban mutatták be 3750-es pályaszámon. A villamos önhordó vázszerkezetűnek épült meg, ajtajai pedig az Ikarus 400-as családjának ajtajaival egyeztek meg. Utastere az Ikarus buszokhoz hasonlított. A homlokfal fényszórói a Wartburg, a zár- és irányjelzőlámpái pedig a Zsiguli autókkal azonosak. A villamost 2008-ban selejtezték.

### Nosztalgiajárművek
| Kép         | Típus           | Darabszám | Pályaszámok            | Gyártási év | Nosztalgiaként közlekedik |
| ----------- | --------------- | --------- | ---------------------- | ----------- | ------------------------- |
|             | L típus         | 1 db      | 436                    | 1913        | 1987 óta                  |
|             | FVV CSM–1       | 1 db      | 3720                   | 1961        | 2018 óta                  |
|             | FVV CSM–4       | 1 db      | 1233 (korábban 492)    | 1964        | 2012 óta                  |
|             | S típus         | 2 db      | 611                    | 1908        | 1987 óta                  |
|             | S típus         | 2 db      | 1820                   | 1907        | 2018 óta                  |
|             | V típus         | 1 db      | 1074                   | 1912        | 2009 óta                  |
|             | G típus         | 1 db      | 2624                   | 1906        | 2012 óta                  |
|             | K típus         | 1 db      | 2806                   | 1911        | 2018 óta                  |
|             | F1A típus       | 2 db      | 1522, 1531             | 1941        | 2024 óta                  |
|             | Ganz UV         | 4 db      | 3873, 3885, 3888, 3898 | 1964        | 2007 óta                  |
|             | Ganz MUV        | 1 db      | 3430                   | 1960        | 2018 óta                  |
|             | MWG EP pótkocsi | 2 db      | 5869, 5884             | 1951        | 2007 óta                  |
| FP pótkocsi | 1 db            | 6010      | 1954                   | 2007 óta    |                           |
|             | BVVV O pótkocsi | 1 db      | 5005                   | 1923        | 2024 óta                  |

#### L típus (436)
1913-ban gyártották Budapesten és a BVVV állományába került, ahol 436-os pályaszámmal látták el. A BSZKRT-nál a 2900-as pályaszámot kapta. 1956–62-ben hegyipálya üzemmódúra építették át 20 társával együtt. 1962-ben ikresítették és a 2993-as kocsival együtt közlekedett. 1980. június 12-én törölték az állományból. A BKV 1987-ben az eredeti állapotára alakította vissza, majd a szentendrei Városi Tömegközlekedési Múzeumba szállította. Az utóbbi években a BKV nosztalgiaállományát erősíti.

#### Bengáli villamosok (1233, 3720)
A BKV Zrt. FVV CSM–4 típusú nosztalgiavillamosát 1964-ben gyártották a Füzesi Árpád főműhelyben (a mai Kelenföld kocsiszín mellett), és még ugyanebben az évben 1233-as pályaszámon állományba vette az FVV. 19 évig közlekedett a fővárosban, a jogutód BKV 1983. december 23-án törölte az állományából. Ezután Debrecenbe került, ahol a 492-es pályaszámot kapta. 2012-től nosztalgiajárműként ismét Budapesten közlekedik, 2018-as átalakítása után ismét az eredeti formájában. Több mint egy évtizedes leállást követően, 2018-ban befejeződött a prototípus FVV CSM–1-es villamos felújítása is.

#### S típus (611, 1820)
A BKV Zrt. két S típusú kocsiját 1907-ben (571 → 1820 → 1714) és 1908-ban (611 → 1715) gyártotta a Schlick a BKVT-nak. A BSZKRT új pályaszámrendszerének köszönhetően az 571-es kocsi az 1820-as, a 611-es kocsi pedig az 1850-es kocsiszámot kapta. 1950 júniusában a két kocsit ikresítették (összekapcsolták), ekkortól 1714/15-ösként futottak 1976-os selejtezésükig. Ekkor már egy éve a Közlekedési Múzeum tulajdonát képezte az 1714-es, a 611-es felújítása nem volt betervezve, azonban még is előbb lezajlott: 1987-ben a gyártáskori állapotát nyerte el, az 1820-ast pedig a BSZKRT-korszakbeli kinézetére építették át.

#### V típus (1074)
A villamost 1912-ben gyártotta a Ganz a BKVT számára. Acélvázasítása 1958-ban történt meg. A villamost a BKV 1984. szeptember 1-jén törölte az állományából, a kocsi egyike volt az utolsó forgalomban lévő 1000-eseknek, melyeket ugyanezen a napon állítottak le. 1991-ben a szentendrei Városi Tömegközlekedési Múzeum felújította és favázassá építette vissza, ezután a múzeumban állították ki. 2009 augusztusában a BKV Budapestre hozatta, azóta nosztalgiajárműveként közlekedik.

#### G típus (2624)
A villamost 1906-ban gyártotta Schlick-Nicholson gyár Budapesten. A BVVV a kocsinak a 270-es pályaszámot adta, ezt a későbbiekben a BSZKRT megváltoztatta 2624-re. A kocsit 1959-ben az FVV acélvázasította. A BKV 1981. április 1-jén vonta ki a forgalomból. A villamos 1986-ban Amszterdamba került és városnéző nosztalgiajáratként közlekedett egy ideig. 2004 júliusában visszatért Budapestre, a Fehér úti főműhelybe. 2010-ben átszállították a Zugló kocsiszínbe és megkezdődött a kocsi felújítása, amely 2012-ig tartott. Azóta a BKV nosztalgiavillamosként közlekedteti.

#### K típus (2806)
A 2806-os K típusú villamost 1911-ben gyártotta a Schlick, forgalomba állásakor még a 382-es pályaszámon futott. A BSZKRT által bevezetett négyjegyű-sorozat keretében kapta meg a 2806-os számot. Az 1930-as években rekuperációs fékkel szerelték fel, aminek köszönhetően fékezés során energiát is visszanyert. 1976 végén selejtezték, ezt követően az 1980-as évek végéig az azóta már felhagyott Újpest kocsiszínben tárolták, ahol állapota a fosztogatások következtében jelentősen leromlott. Az 1990-es évektől Szentendrén tárolták, a 2018-ban befejeződött renoválását követően a BKV nosztalgiajárműve.

#### Ganz UV és MUV (3430, 3873, 3885, 3888, 3898)
A BKV nosztalgiaállományában jelenleg négy UV villamos van, ezek csatlás szerint a 3873-as és a 3898-as, illetve a 3885-ös és a 3888-as kocsik. Mindegyik motorkocsit a Ganz gyártotta 1964-ben, 2007-ig menetrend szerinti utasforgalomban, azóta csak nosztalgia meneteken közlekednek. 2018-ban a nosztalgiaflotta egy 1960-ban gyártott modernizált változattal (3430-as MUV) is bővült.

##### Karácsonyi fényvillamos

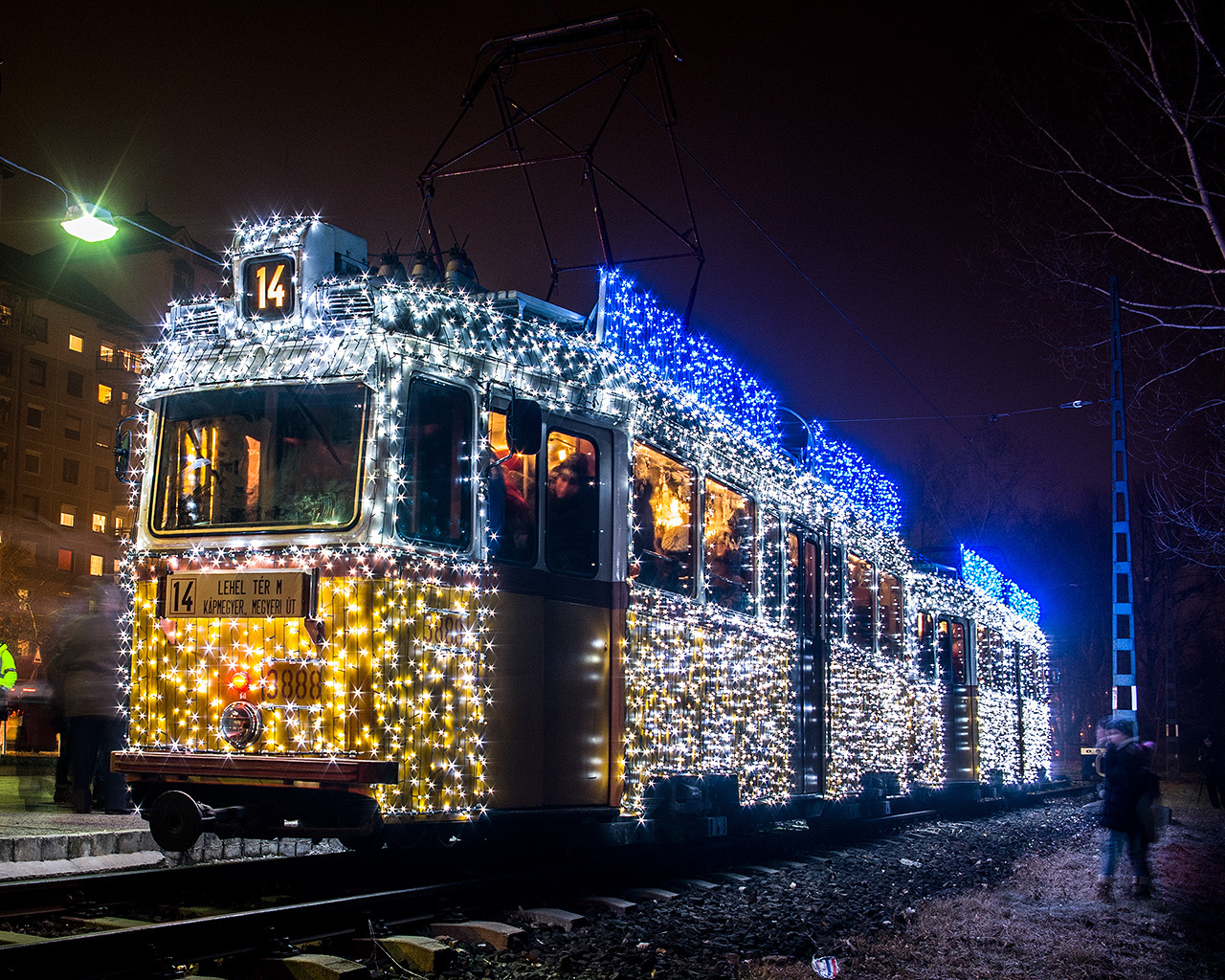
A fényvillamos 2016 decemberében

A BKV 2009-ben két UV típusú villamosát fényfüzérekkel díszítette fel. A csatolt UV szerelvény „Karácsonyi villamos” néven futott akkoriban, és a 2-es, illetve a 2A villamosvonalon lehetett vele találkozni. Ez a karácsonyi díszbe öltöztetett villamos egyedülálló volt akkor Budapesten, sőt Magyarországon is. A csillogó villamossal az utazóközönség 2009 óta december elejétől január elejéig találkozhat. Ugyanebben az évben mutatkozott be a 19-es vonalon is, ahol kedden és pénteken közlekedett a késő délutáni-esti időszakban. 2011-ben a 2A és a 61-es vonalon járt, illetve különjáratként péntekenként elment Pesterzsébetre, Kőbányára és Káposztásmegyerre, emellett bejárta Kamaraerdőt is. 2012-ben a 2A, a 19-es és a 47-es vonalon fordult meg, majd 2013-ban a 2-esen hétvégén, a 19-esen pedig hétköznap lehetett vele találkozni. 2014-ben ugyanezen a két vonalon járt, annyi különbséggel, hogy a 2-esen járt hétköznap és a 19-esen hétvégén. 2015-ben a 2-esen (általában hétköznap), a 4-esen (december 12-én, 24-én és január 2-án), a 14-esen (december 19-én) és a 47-esen (december 11-én) közlekedett. 2016 januárjában fotósmenetet is szervezett a BKV: a villamos megfordult Albertfalván, Zuglóban, Kőbányán és Krisztinavárosban is. 2016 december 5. és 2017. január 6. között ismét közlekedett, hétfőtől csütörtökig a 2-esen, pénteken a 19-esen, hétvégén pedig mindig más járaton.

#### MWG EP pótkocsi (5869)
Az 5869-es pályaszámú, EP típusú pótkocsit a Magyar Waggon- és Gépgyár gyártotta Győrben, 1951-ben. Az FVV 5974-es pályaszámon állította forgalomba ugyanebben az évben, február 24-én. Pályaszámát novemberben 5869-esre módosították. Korábban egy másik EP típusú pótkocsi közlekedett 5869-es pályaszámmal, ezt ugyanekkor 5861-esre változtatták. A második 5869-est 1964-ben tolóajtóssá alakították, ettől kezdve az UV villamosok pótkocsija volt. 1968-ban levegős ajtóműködtetésű lett. 2007-ig közlekedett utoljára menetrend szerinti forgalomban.

#### FP pótkocsi (6010)
A 6010-es pályaszámú, FP típusú pótkocsit a Dunakeszi Vagongyár gyártotta 1954-ben. Az FVV ugyanebben az évben, július 9-én állományba vette. 1959-ben UV-pótkocsivá alakították át, majd 1973-ban levegős ajtóműködtetésű lett. 2007-ig közlekedett, azóta nosztalgiajármű.

## Villamosvonalak
| 1                | Bécsi út / Vörösvári út                                                 | Kelenföld vasútállomás M     | CAF Urbos 3, Siemens Combino Supra, ČKD Tatra T5C5, ČKD–BKV Tatra T5C5K | Északi irányú bővítését tervezik Aranyvölgy megállóhelyig. |
| 1A               | Bécsi út / Vörösvári út                                                 | Népliget M                   | ČKD Tatra T5C5, ČKD–BKV Tatra T5C5K                                     | Csak munkanapokon, a csúcsidőszakokban közlekedik. |
| 2                | Jászai Mari tér                                                         | Közvágóhíd H                 | Ganz KCSV–7, Ganz CSMG                                                  | |
| 2B               | Jászai Mari tér                                                         | Pesterzsébet, Pacsirtatelep  | Ganz KCSV–7                                                             | |
| 3                | Gubacsi út / Határ út                                                   | Mexikói út M                 | CAF Urbos 3, TW 6000                                                    | |
| 4                | Széll Kálmán tér M                                                      | Újbuda-központ M             | Siemens Combino Supra                                                   | |
| 6                | Széll Kálmán tér M                                                      | Móricz Zsigmond körtér M     | Siemens Combino Supra                                                   | |
| 12               | Angyalföld kocsiszín                                                    | Rákospalota, Kossuth utca    | ČKD–BKV Tatra T5C5K                                                     | A kora reggeli és a késő esti órákban a 270-es busz pótolja. |
| 14               | Lehel tér M                                                             | Káposztásmegyer, Megyeri út  | CAF Urbos 3, ČKD–BKV Tatra T5C5K                                        | |
| 17               | Bécsi út / Vörösvári út                                                 | Savoya Park                  | CAF Urbos 3, ČKD–BKV Tatra T5C5K                                        | |
| 19               | Bécsi út / Vörösvári út                                                 | Kelenföld vasútállomás M     | CAF Urbos 3, ČKD–BKV Tatra T5C5K                                        | |
| 23               | Jászai Mari tér                                                         | Keleti pályaudvar M          | Ganz KCSV–7                                                             | |
| 24               | Keleti pályaudvar M                                                     | Közvágóhíd H                 | TW 6000, Ganz KCSV–7                                                    | |
| 28               | Blaha Lujza tér M (Népszínház utca)                                     | Izraelita temető             | TW 6000, ČKD–BKV Tatra T5C5K                                            | |
| 28A              | Blaha Lujza tér M (Népszínház utca)                                     | Új köztemető (Kozma utca)    | TW 6000, ČKD–BKV Tatra T5C5K                                            | |
| 28B              | Keleti pályaudvar M                                                     | Új köztemető (Kozma utca)    | TW 6000                                                                 | A 28-as villamos időszakos betétjárata mindenszentekkor. |
| 37               | Blaha Lujza tér M (Népszínház utca)                                     | Új köztemető (Kozma utca)    | TW 6000, ČKD–BKV Tatra T5C5K                                            | Kizárólag munkanapokon csúcsidőben közlekedik, egyéb időszakokban a 37A villamos jár a Sörgyárig. A külső szakaszon az egész nap közlekedő 28-as és 28A villamos helyettesíti.                                                                                                |
| 37A              | Blaha Lujza tér M (Népszínház utca)                                     | Sörgyár                      | TW 6000, ČKD–BKV Tatra T5C5K                                            | |
| 41               | Bécsi út / Vörösvári út                                                 | Kamaraerdei Ifjúsági Park    | ČKD–BKV Tatra T5C5K, Ganz CSMG, CAF Urbos 3                             | |
| 42               | Határ út M                                                              | Tulipán utca                 | TW 6000, CAF Urbos 3                                                    | Déli irányú bővítését tervezik a Gloriett lakótelepig. |
| 47               | Deák Ferenc tér M                                                       | Városház tér                 | Ganz CSMG                                                               | |
| 48               | Deák Ferenc tér M                                                       | Savoya Park                  | Ganz CSMG                                                               | Csak szombaton közlekedik. |
| 49               | Deák Ferenc tér M                                                       | Kelenföld vasútállomás M     | Ganz CSMG                                                               | |
| 50               | Határ út M                                                              | Pestszentlőrinc, Béke tér    | TW 6000, CAF Urbos 3                                                    | |
| 51               | Mester utca / Ferenc körút                                              | Nagysándor József utca       | TW 6000                                                                 | Kizárólag munkanapokon csúcsidőben közlekedik. |
| 51A              | Mester utca / Ferenc körút                                              | Koppány utca                 | TW 6000, CAF Urbos 3                                                    | |
| 52               | Határ út M                                                              | Pesterzsébet, Pacsirtatelep  | TW 6000                                                                 | |
| 56               | Hűvösvölgy                                                              | Városház tér                 | ČKD–BKV Tatra T5C5K, CAF Urbos 3                                        | Kizárólag munkanapokon csúcsidőben közlekedik, egyéb időszakokban az 56A villamos pótolja a Móricz Zsigmond körtérig, a Fehérvári úton pedig az egész nap közlekedő 17-es, 41-es és 47-es villamosok helyettesítik. A járat teljes vonalán engedélyezett a kerékpárszállítás. |
| 56A              | Hűvösvölgy                                                              | Móricz Zsigmond körtér M     | ČKD–BKV Tatra T5C5K, CAF Urbos 3                                        | A járat teljes vonalán engedélyezett a kerékpárszállítás. |
| 59               | Szent János Kórház                                                      | Márton Áron tér              | ČKD–BKV Tatra T5C5K                                                     | A járat teljes vonalán engedélyezett a kerékpárszállítás. |
| 59A              | Széll Kálmán tér M                                                      | Márton Áron tér              | ČKD–BKV Tatra T5C5K                                                     | A járat teljes vonalán engedélyezett a kerékpárszállítás. |
| 59B              | Hűvösvölgy                                                              | Márton Áron tér              | ČKD–BKV Tatra T5C5K                                                     | Kizárólag munkanapokon a reggeli csúcsidőben közlekedik, egyéb időszakokban a hűvösvölgyi szakaszon az 56-os, 56A és 61-es villamosokkal lehet utazni. A járat teljes vonalán engedélyezett a kerékpárszállítás.                                                              |
| 60 (fogaskerekű) | Városmajor                                                              | Széchenyi-hegy, Gyermekvasút | SGP                                                                     | A Széll Kálmán tér és a Normafa felé tervezik a meghosszabbítását. A járat teljes vonalán engedélyezett a kerékpárszállítás. |
| 61               | Hűvösvölgy                                                              | Móricz Zsigmond körtér M     | ČKD–BKV Tatra T5C5K, CAF Urbos 3                                        | A járat teljes vonalán engedélyezett a kerékpárszállítás. |
| 62               | Blaha Lujza tér M (Népszínház utca)                                     | Rákospalota, MÁV-telep       | TW 6000                                                                 | Kizárólag munkanapokon csúcsidőben közlekedik, egyéb időszakokban a 62A villamos pótolja. |
| 62A              | Kőbánya alsó vasútállomás (Mázsa tér) (↓) Kőbánya alsó vasútállomás (↑) | Rákospalota, MÁV-telep       | TW 6000                                                                 | Kizárólag munkanapokon közlekedik, Rákospalota felé a Mázsa térről indul. |
| 69               | Mexikói út M                                                            | Újpalota, Erdőkerülő utca    | TW 6000, CAF Urbos 3                                                    | |

| Budapest megszűnt villamosvonalai | Budapest megszűnt villamosvonalai | Budapest megszűnt villamosvonalai | Budapest megszűnt villamosvonalai | Budapest megszűnt villamosvonalai | Budapest megszűnt villamosvonalai | Budapest megszűnt villamosvonalai |
| --- | --- | --------------------------------- | --------------------------------- | --- | --------------------------------- | --------------------------------- |
| A táblázatban azok a villamosjáratok nincsenek feltüntetve, melyeknek a jelzéseit ma is használják, illetve az alábbi járatok utolsó útvonala van feltüntetve! A teljes listát lásd itt: Budapest villamosvonalai | |                                   |                                   | |                                   |                                   |
| Viszonylat | Végállomások | Végállomások                      | Közlekedés ideje                  | Megszűnés oka, megjegyzés |                                   |                                   |
| 1M | Bécsi út / Vörösvári út | Népliget M                        | 2020–2023                         | Jelzése 2023 júniusában 1A-ra módosult. |                                   |                                   |
| 1B | Bécsi út | Lehel utca                        | 2013                              | Tehermentesítő betétjárat volt az árvíz idején. Csak hétköznap, a reggeli csúcsidőben közlekedett. |                                   |                                   |
| 2A | Jászai Mari tér | Boráros tér                       | 1973–2013, 2015                   | Összevonásra került a 2-es villamossal. 2015-ben ideiglenes járatként indult újra a Lánchíd alatti villamosalagút helyreállítási munkálatai idején. |                                   |                                   |
| 2M | Jászai Mari tér | Keleti pályaudvar M               | 2020–2023                         | Jelzése 23-asra módosult. |                                   |                                   |
| 3A | Marx tér (Kádár utca) | Újpest, Vasúti híd                | 1964–1974                         | |                                   |                                   |
| 4A | Lágymányosi lakótelep | Császárfürdő                      | 1963–1972                         | A 4-es villamos útvonalának rövidítése miatt megszűnt. |                                   |                                   |
| 4B | Lágymányosi lakótelep | Margit híd, budai hídfő           | 1963–1964                         | Összevonásra került a 4A villamossal. |                                   |                                   |
| 5 | Flórián tér | Hévízi úti lakótelep              | 1950–1974                         | Forgalmát a 18Y jelzésű autóbuszvonal vette át. |                                   |                                   |
| 5A | Zsigmond tér | Széll Kálmán tér                  | 1944                              | |                                   |                                   |
| 5B | Flórián tér | Nagyvárad tér                     | 1944                              | |                                   |                                   |
| 6A | Tompa utca | Népszínház utca                   | 1944                              | |                                   |                                   |
| 6B | Rudolf tér | Nyugati pályaudvar                | 1944                              | |                                   |                                   |
| 7 | Margit kórház | Margit híd, budai hídfő           | 1950–1961                         | |                                   |                                   |
| 7A | Vörösvári út | Nyugati pályaudvar                | 1931–1935                         | |                                   |                                   |
| 7i | Fóti út | Rákospalota, Kossuth utca         | 1966–1971                         | Korábban R jelzéssel közlekedett. |                                   |                                   |
| 8 | Újpest, István tér | Január 10. tér                    | 1955–1980                         | Forgalmát a 147-es busz vette át. |                                   |                                   |
| 8A | Bajcsy-Zsilinszky út | Kossuth Lajos tér                 | 1946–1947                         | |                                   |                                   |
| 9 | Batthyány tér | Budafok, Városház tér             | 1946–1986                         | A BKV kihasználatlanságra hivatkozva megszüntette. |                                   |                                   |
| 9A | Móricz Zsigmond körtér | Albertfalva kitérő                | 1961–1972                         | |                                   |                                   |
| 10 | Rákospalota, Kossuth utca | Megyeri csárda                    | 1977–1985                         | Forgalmát a 104-es buszcsalád vette át. |                                   |                                   |
| 10A | Újpest, Fóti út | Rákospalota, Kossuth utca         | 1982–1984                         | |                                   |                                   |
| 10B | Újpest, víztorony | Egyesült Izzó                     | 1955–1961                         | |                                   |                                   |
| 10É | Rákospalota, Dózsa György út | Újpest, forgalmi telep            | 1982–1984                         | |                                   |                                   |
| 11 | Káposztásmegyer, Szilas-patak | Angyalföld, Forgalmi telep        | 1990–1995                         | A 14-es betétjárataként közlekedett. |                                   |                                   |
| 11 (éjszakai járat) | Margit híd, budai hídfő | Bécsi út                          | 1976–1981                         | |                                   |                                   |
| 12A | Nyugati pályaudvar | Rákospalota-Újpest, MÁV-állomás   | 1961–1967                         | |                                   |                                   |
| 12M | Lehel tér M | Rákospalota, Kossuth utca         | 2017–2019                         | Csak hétköznap közlekedett, metrópótló villamosként. |                                   |                                   |
| 13 | Örs vezér tere | Gubacsi út                        | 1955–2001                         | 2001-ben összevonásra került a 63-as villamossal, az új járat a 3-as jelzést kapta. |                                   |                                   |
| 13A | Nagyvárad tér | Használtcikk piac                 | 1978–1980                         | |                                   |                                   |
| 13B | Nagyvárad tér | Mázsa tér                         | 1980                              | A 13-as villamos az M3-as metró építése és a Zalka Máté tér átépítése miatt 1980-ban három részre szakadt. Később a 13B helyett K jelzéssel pótlóbusz indult. |                                   |                                   |
| 14M | Lehel tér M | Káposztásmegyer, Megyeri út       | 2017–2019                         | Metrópótló villamos |                                   |                                   |
| 15 | Jászai Mari tér | Megyeri csárda                    | 1940–1977                         | Forgalmát előbb pótlóbusz, majd 1978-ban a 79-es trolibusz vette át. |                                   |                                   |
| 15A | Jászai Mari tér | Váci út                           | 1963–1977                         | Forgalmát előbb pótlóbusz, majd 1978-ban a 79-es trolibusz vette át. |                                   |                                   |
| 16 | Nyugati pályaudvar | Gyöngyösi utca                    | 1956–1961                         | |                                   |                                   |
| 16A | Eskü tér | Rudolf tér                        | 1932–1942                         | Jelzése 2-esre módosult. |                                   |                                   |
| 16i | Petőfi híd, budai hídfő | Újpest, Fóti út                   | 1966                              | Munkásjárat; 1961 és 1966 között U jelzéssel közlekedett. |                                   |                                   |
| 17A | Baross tér | Bosnyák tér                       | 1941–1942                         | Jelzése 27-esre módosult. |                                   |                                   |
| 18 | Széll Kálmán tér M | Savoya Park                       | 1949–2016                         | A budai fonódó villamoshálózat létrejöttével a 17-es és az 56-os villamos közlekedik útvonala nagy részén. |                                   |                                   |
| 18A | Albertfalva, kitérő | Savoya Park                       | 2006–2007                         | Az M4-es metró építése miatt a 18-as villamos megosztott útvonalon közlekedett. |                                   |                                   |
| 19A | Kelenföldi pályaudvar | Gellért tér (Orlay utca)          | 1945                              | |                                   |                                   |
| 20 | Üllői út | Ferenc körút                      | 1963–1977                         | Korábban N jelzéssel közlekedett. |                                   |                                   |
| 20A | Üllői út (Népliget) | Ferenc körút                      | 1963–1972                         | |                                   |                                   |
| 21 | Ferenc körút | Nagysándor József utca            | 2008–2011                         | Korábban 30-as jelzéssel közlekedett, 2011-ben átszámozták 51-esre. |                                   |                                   |
| 21A | Ferenc körút | Ferencváros vasútállomás          | 2008–2011                         | Korábban 30A jelzéssel közlekedett, 2011-ben átszámozták 51A-ra. |                                   |                                   |
| 22 | Nagyvásártelep | Boráros tér                       | 1950–1970                         | 1975-ig K jelzéssel pótlóbusz járt helyette, forgalmát részben a 79-es busz vette át. |                                   |                                   |
| 22A | Nagyvásártelep | Közvágóhíd                        | 1967                              | A Soroksári úti építkezések miatt a 22-es 1967 nyarán megosztott útvonalon közlekedett. |                                   |                                   |
| 23A | Népliget | Közvágóhíd                        | 1976–1980                         | Az M3-as metró II/A szakaszának építési munkálatai miatt a 23-as villamos megosztva közlekedett 1976 és 1980 között. |                                   |                                   |
| 23i | Népliget | Közvágóhíd                        | 1956                              | Szükség szerinti betétjáratként közlekedett. |                                   |                                   |
| 24A | Keleti pályaudvar | Nagyvárad tér                     | 1955–1957                         | Jelzése 27-esre módosult. |                                   |                                   |
| 24G | Keleti pályaudvar M (↓) Hidegkuti Nándor Stadion (↑) | Mester utca / Ferenc körút        | 2015–2020                         | |                                   |                                   |
| 25 | Állatkert | Thököly út                        | 1947–1972                         | Forgalmát részben a 72-es trolibusz vette át. |                                   |                                   |
| 26 | Akna utca | Orczy tér                         | 1945–1956                         | |                                   |                                   |
| 26A | Kőrösi Csoma út | Orczy tér                         | 1942–1956                         | |                                   |                                   |
| 27 | Nagyvárad tér | Keleti pályaudvar                 | 1957–1959                         | |                                   |                                   |
| 27A | Baross tér | Városliget                        | 1938                              | A Baross téri óvóhely építése miatt a 27-es 1938 októberében megosztott útvonalon közlekedett. |                                   |                                   |
| 28C | Blaha Lujza tér M (Népszínház utca) | Kőbányai út 21.                   | 2011                              | Ideiglenes járat a 37-es pótlása alatt a 37A hétköznap esti, illetve egyes hétvégi meneteinek pótlására. |                                   |                                   |
| 28Y | Keleti pályaudvar | Újköztemető                       | 1970–1975                         | Temetői járat volt. 1963-tól 1969-ig 28B jelzéssel közlekedett. 1972-ben nem közlekedett. |                                   |                                   |
| 29 | Blaha Lujza tér (Népszínház utca) | BNV főbejárat                     | 1966–1995                         | 1996-ban a BNV 100. évfordulója alkalmából a 100-as jelzést kapta. |                                   |                                   |
| 29Y | Baross tér (Festetics György utca) | BNV főbejárat                     | 1974–1995                         | 1996-ban a BNV 100. évfordulója alkalmából a 100Y jelzést kapta. |                                   |                                   |
| 30 | Ferenc körút | Nagysándor József utca            | 1945–2008                         | 1994 és 1995 között a közlekedése szünetelt. 2008-ban átszámozva 21-esre, majd 2011-ben 51-esre. |                                   |                                   |
| 30A | Ferenc körút | Könyves Kálmán körút              | 2000–2008                         | 2008-ban átszámozva 21A-ra, majd 2011-ben 51A-ra. |                                   |                                   |
| 31 | Közvágóhíd | Pestszenterzsébet, Szabótelep     | 1945–1995                         | A közvágóhídi végállomás elbontása miatt megszűnt. |                                   |                                   |
| 31A | Határ út | Pesterzsébet, Pacsirtatelep       | 1978–1981                         | Temetői járat volt. |                                   |                                   |
| 31B | Határ út | Pesterzsébet, Pacsirtatelep       | 1973                              | Temetői járat volt. |                                   |                                   |
| 31É | Ferenc körút | Pesterzsébet, Pacsirtatelep       | 1946–1993                         | Azonos jelzéssel autóbuszjáratot indítottak helyette. |                                   |                                   |
| 32 | Boráros tér | Pesterzsébet, Szabó-telep         | 1945–1962                         | |                                   |                                   |
| 32A | Közvágóhíd | Pesterzsébet, Szabó-telep         | 1951–1952                         | |                                   |                                   |
| 32i | Pesterzsébet, Pacsirtatelep | Ganz-MÁVAG                        | 1966–1975                         | 1961 és 1966 között G jelzéssel közlekedett. |                                   |                                   |
| 33 | Marx tér | Óbuda, Forgalmi telep             | 1950–1981                         | Az Árpád híd felújítása és a mai 1-es villamos építése miatt megszűnt, pótlására 33V jelzéssel villamospótló közlekedett 1984-ig. |                                   |                                   |
| 33A | Váci út | Óbuda, Forgalmi telep             | 1954–1979                         | |                                   |                                   |
| 34 | Közvágóhíd | Kálvin tér                        | 1949–1951                         | |                                   |                                   |
| 35 | Pesterzsébet, Pacsirtatelep | Pesterzsébet, Pacsirtatelep       | 1951–1953                         | Körjárat volt. |                                   |                                   |
| 35A | Móricz Zsigmond körtér | Albertfalva, kitérő               | 1950–1951                         | |                                   |                                   |
| 36 | Baross tér (Festetics György utca) | Kápolna tér                       | 1945–1994                         | Kihasználatlanságra hivatkozva megszüntették. |                                   |                                   |
| 36A | Orczy tér | Kápolna tér                       | 1956–1957                         | |                                   |                                   |
| 37B | Blaha Lujza tér (Népszínház utca) | Izraelita temető                  | 2020                              | Kiegészítő járat Kőrösi Csoma Sándor úti vágányzár idején, a 28-as pótlására. |                                   |                                   |
| 38 | József körút | Bajcsy-Zsilinszky Laktanya        | 1945–1970                         | Az M2-es metró Fehér út – Deák tér szakaszának átadásával megszűnt. |                                   |                                   |
| 38A | Bajcsy-Zsilinszky Laktanya | Mezőgazdasági Kiállítás           | 1958                              | Sűrítő betétjárat az Országos Mezőgazdasági Kiállítás idején. |                                   |                                   |
| 39 | Keleti pályaudvar | Új köztemető                      | 1927–1932                         | Mindenszentekkor közlekedett. |                                   |                                   |
| 40 | Pestimre, Vasút utca | Pestszentlőrinc, Béke tér         | 1947–1975                         | Forgalmát a 93Y busz vette át. |                                   |                                   |
| 40A | Kispest, Határ út | Nagyvárad tér                     | 1945                              | |                                   |                                   |
| 41A | Kamaraerdő | Bocskai út                        | 2010                              | Ideiglenes járat a 2010-es BKV-sztrájk idején. |                                   |                                   |
| 41B | Kamaraerdő | Budafok, forgalmi telep           | 1972                              | Majális járatként közlekedett április 30-án és május 1-jén (lásd még: 43B). |                                   |                                   |
| 42A | Madách tér | Határ út                          | 1961–1976                         | Az M3-as metró első szakaszának átadása miatt szűnt meg. |                                   |                                   |
| 42B | Nagyvárad tér | Tóth Árpád utca                   | 1970–1976                         | Temetői járat volt. |                                   |                                   |
| 43 | Nagytétény | Budafok, Varga Jenő tér           | 1963–1983                         | Korábban N jelzésű HÉV-járatként közlekedett. Forgalmát a 3-as buszcsalád vette át. |                                   |                                   |
| 43A | Budatétény, Kultúrpark | Budafok, Varga Jenő tér           | 1963–1983                         | Korábban N jelzésű HÉV-járatként közlekedett. Forgalmát a 3-as buszcsalád vette át. |                                   |                                   |
| 43B | Nagytétény | Budafok, forgalmi telep           | 1972                              | Majális járatként közlekedett április 30-án és május 1-jén (lásd még: 41B). |                                   |                                   |
| 43É | Móricz Zsigmond körtér | Nagytétény                        | 1982–1983                         | Útvonalát a Varga Jenő (ma: Városház) térig rövidítették és a 47É jelzést kapta. |                                   |                                   |
| 44 | Zugló, Rákos-patak | Baross tér, Keleti pályaudvar     | 1945–1995                         | Kihasználatlanság és rossz állapotú villamosvágányok miatt megszűnt. Újraindítását és meghosszabbítását tervezték Újpalota felé. |                                   |                                   |
| 44A | Zugló, Rákos-patak | Baross tér, Keleti pályaudvar     | 1970–1972                         | 1972-ben a 44-es a Keleti pályaudvarig rövidült, ezért megszűnt. |                                   |                                   |
| 44B | Széll Kálmán tér | Bosnyák tér                       | 1944                              | Az esti órákban pótolta a 69-es villamost. |                                   |                                   |
| 44 (éjszakai járat) | Zugló, Rákos-patak | Baross tér                        | 1976                              | A Nagy Lajos király úti pályaépítés miatt közlekedett a 68-as villamos helyett. |                                   |                                   |
| 44Y | Városliget | Baross tér, Keleti pályaudvar     | 1970–1972                         | A Budapesti Nemzetközi Vásár idején közlekedett rendkívüli járatként. |                                   |                                   |
| 45 | Felszabadulás tér | Keleti pályaudvar                 | 1952–1963                         | Korábban 75-ös jelzéssel közlekedett. 1963-ban a 44A jelzést kapta. |                                   |                                   |
| 45i | Felszabadulás tér | Keleti pályaudvar                 | 1966–1968                         | 1963-tól 1966-ig „D” jelzéssel közlekedett. Csak nyáron, hétvégente közlekedett. |                                   |                                   |
| 46 | Petőfi híd, budai hídfő | Déli pályaudvar                   | 1958–1962                         | 1963-tól „D” jelzéssel közlekedett. |                                   |                                   |
| 47A | Madách tér | Albertfalva, kitérő               | 1979                              | Tehermentesítő járatként közlekedett. |                                   |                                   |
| 47B | Kamaraerdei Ifjúsági Park | Deák Ferenc tér M                 | 2016–2020                         | |                                   |                                   |
| 47É | Móricz Zsigmond körtér | Budafok, Varga Jenő tér           | 1983–1984                         | Pótlására 3É jelzéssel autóbuszt indítottak. |                                   |                                   |
| 48 | Móricz Zsigmond körtér | Albertfalva kitérő                | 1954–1957                         | |                                   |                                   |
| 48A | Nyugati pályaudvar | Albertfalva kitérő                | 1957–1960                         | Szerepét a 47-es villamos vette át. |                                   |                                   |
| 49A | Madách tér | Kelenföldi pályaudvar             | 1960–1963                         | |                                   |                                   |
| 49É | Moszkva tér | Kelenföldi pályaudvar             | 1982–1996                         | Azonos jelzéssel autóbuszjáratot indítottak helyette. |                                   |                                   |
| 50A | Kispest, Határ út | Kispest, Villanytelep             | 1980–1994                         | |                                   |                                   |
| 51B | Használtcikk piac | Pestimre, Vörös fény utca         | 1968                              | |                                   |                                   |
| 52 (éjszakai járat) | Kálvin tér | Pestlőrinc, Béke tér              | 1956–1976                         | Az M3-as metró első szakaszának átadása miatt szűnt meg. A Nagyvárad tér és a Béke tér között 50É jelzéssel új járatot indítottak helyette. |                                   |                                   |
| 52A | Kispest, Határ út | Pesterzsébet, Gubacsi út          | 1981–1983                         | |                                   |                                   |
| 52B | Marx tér, Nyugati pályaudvar | Kálvin tér                        | 1976                              | Az M3-as metró Kálvin téri építési munkálatai miatt az 52-es 1976 nyarán egy hónapig megosztott útvonalon közlekedett. |                                   |                                   |
| 53 | Marx tér | Határ út                          | 1957–1963                         | |                                   |                                   |
| 53A | Marx tér | Nagyvárad tér                     | 1957–1963                         | |                                   |                                   |
| 54 | Nagyvárad tér | Pestimre, alsó vasútállomás       | 1957–1961                         | Megszűnése után az 51-es útvonalát meghosszabbították. |                                   |                                   |
| 55 | Árpád híd | Rákospalota, Kossuth utca         | 1945–1982                         | Az M3-as metró III/A (Élmunkás tér – Árpád híd) szakaszának építése miatt megszűnt. |                                   |                                   |
| 55 (éjszakai járat) | Árpád híd | Rákospalota, Kossuth utca         | 1951–1982                         | Az M3-as metró III/A (Élmunkás tér – Árpád híd) szakaszának építése miatt megszűnt. |                                   |                                   |
| 55A | Deák utca | Rákospalota, Kossuth utca         | 1971–1974                         | Az Árpád úti villamosfelüljáró bontási munkálatai miatt az 55-ös villamos 3 évig megosztott útvonalon közlekedett. |                                   |                                   |
| 56B | Budagyöngye | Vadaskerti utca                   | 1983                              | A Szilágyi Erzsébet fasori és a Hűvösvölgyi úti vágányépítések idején az 56-os villamost az 56A és 56B járat pótolta. |                                   |                                   |
| 57 | Császárfürdő | Csörsz utca                       | 1971–1972                         | A szentendrei HÉV meghosszabbítási munkálatai alatt közlekedett. |                                   |                                   |
| 58 | Budagyöngye | Zugliget                          | 1955–1977                         | Korábban 81-es jelzéssel közlekedett. A Zugligeti úti villamosvágányok rossz állapota miatt megszűnt, 1977 elején két szakaszra vágták. Megszűnése után 58V jelzéssel pótlóbuszt indítottak. |                                   |                                   |
| 60A | Keleti pályaudvar | Szarvas tér                       | 1965–1970                         | |                                   |                                   |
| 61A | Móricz Zsigmond körtér | Vitézek tere                      | 1945                              | |                                   |                                   |
| 63 | Örs vezér tere | Mexikói út                        | 2000–2001                         | 2001-ben összevonásra került a 13-as villamossal, az új járat a 3-as jelzést kapta. |                                   |                                   |
| 64 | Füredi út | Bosnyák tér                       | 1933–1979                         | 1980 elejéig pótlóbusz közlekedett helyette, forgalmát a 82-es trolibusz vette át. |                                   |                                   |
| 64A | Mogyoródi út | Bosnyák tér                       | 1960–1964                         | |                                   |                                   |
| 65 | Pestújhely, MÁV-telep | Rákospalota, Czabán Samu tér      | 1954–1980                         | |                                   |                                   |
| 65 (éjszakai járat) | Pestújhely, MÁV-telep | Rákospalota, Czabán Samu tér      | 1954–1980                         | |                                   |                                   |
| 65A | Rákospalota, Pestújhely | Thököly út                        | 1965–1970                         | |                                   |                                   |
| 66 | Nagyszombat utca | Móricz Zsigmond körtér            | 1945–1971                         | A Nagyszombat utcai hurok elbontása miatt megszűnt. |                                   |                                   |
| 66A | Török utca | Boráros tér                       | 1950–1952                         | |                                   |                                   |
| 67 | Baross tér, Keleti pályaudvar | Rákospalota, MÁV-telep            | 1945–1997                         | A Mexikói úti villamosvágányok rossz állapota miatt megszűnt, pótlására a 67V jelzéssel pótlóbusz indult. |                                   |                                   |
| 67A | Baross tér, Keleti pályaudvar | Rákospalota, MÁV-telep            | 1970–1972                         | Az M2-es metró második szakaszának átadása miatt a 67-es útvonala a betétjárat útvonalára rövidült le. |                                   |                                   |
| 68 | Keleti pályaudvar | Örs vezér tere                    | 1945–1976                         | A Nagy Lajos király úti pályafelújítás ideje alatt szünetelt, majd a munkálatok befejeztével a villamos nem indult újra. |                                   |                                   |
| 68A | Mogyoródi út | Március 15. tér                   | 1969–1970                         | |                                   |                                   |
| 68 (éjszakai járat) | Baross tér | Március 15. tér                   | 1972–1976                         | A 68-as járattal együtt a Nagy Lajos király úti vágányépítés miatt 1976 januárjától szünetelt, helyette a 44-es villamos közlekedett éjszaka. A felújítás befejeztével az éjszakai 68-as nem indult újra, az éjszakai 44-es is megszűnt, pótlásukra a 89A járatot hosszabbították meg az Örs vezér teréig. |                                   |                                   |
| 69A | Mexikói út | Rákospalota MÁV-telep             | 1997                              | A 67-es részleges pótlására indult. |                                   |                                   |
| 69 (éjszakai járat) | Baross tér, Keleti pályaudvar | Újpalota, Erdőkerülő utca         | 1973–1980                         | 173É jelzéssel autóbuszjáratot indítottak helyette. |                                   |                                   |
| 71 | Baross tér | Berlini tér                       | 1915–1939                         | |                                   |                                   |
| 72 | Óbudai kocsiszín | Margit híd, budai hídfő           | 1945–1950                         | A Lajos utcai villamosközlekedés felszámolása miatt szűnt meg. |                                   |                                   |
| 72A | Zsigmond tér | Batthyány tér                     | 1946–1947                         | |                                   |                                   |
| 73 | Boráros tér | Óbuda, Vörösvári út               | 1921–1933                         | |                                   |                                   |
| 75 | Keleti pályaudvar | Március 15. tér                   | 1945–1952                         | Jelzése 45-ösre módosult. |                                   |                                   |
| 75A | Keleti pályaudvar | Hadnagy utca                      | 1932                              | |                                   |                                   |
| 76 | Keleti pályaudvar | Déli pályaudvar                   | 1933–1944                         | |                                   |                                   |
| 77 | Nyugati pályaudvar | Szépilona                         | 1926–1930                         | |                                   |                                   |
| 79 | Nyugati pályaudvar | Városmajor                        | 1915–1926                         | |                                   |                                   |
| 80 | Etele tér, Kelenföldi pályaudvar | Szent János kórház                | 1999                              | A Déli pályaudvar építési munkálatai alatt közlekedett. |                                   |                                   |
| 81 | Moszkva tér | Zugliget                          | 1945–1955                         | Jelzése 58-asra módosult. |                                   |                                   |
| 81A | Széll Kálmán tér | Szépilona                         | 1945                              | |                                   |                                   |
| 83 | Moszkva tér | Hűvösvölgy                        | 1945–1955                         | Jelzése 56-osra módosult. |                                   |                                   |
| 85 | Hermina út | Rácfürdő                          | 1920                              | |                                   |                                   |
| 87 | Újpest kocsiszín | Megyeri csárda                    | 1945–1954                         | A 10-es villamos meghosszabbodása miatt megszűnt. |                                   |                                   |
| 87A | Újpest, vasúti híd | Fóti út                           | 1947–1954                         | |                                   |                                   |
| 88 | Kálvin tér | Nagyvásártelep                    | 1947–1949                         | Jelzése 33-asra módosult. |                                   |                                   |
| 88A | Boráros tér | Nagyvásártelep                    | 1943–1944                         | |                                   |                                   |
| 89 | Kálvin tér | Nagyvásártelep                    | 1946–1949                         | Jelzése 34-esre módosult. |                                   |                                   |
| 90 | Marx tér | Rákospalota, Kossuth utca         | 1939–1955                         | Jelzése 12-esre módosult. |                                   |                                   |
| 90A | Újpest, Széchenyi tér | Rákospalota, MÁV-állomás          | 1950–1953                         | Jelzése 62-esre módosult. |                                   |                                   |
| 91 | Marx tér | MÁV Landler Jenő Üzem             | 1939–1955                         | Jelzése 14-esre módosult. |                                   |                                   |
| 91A | Újpest kocsiszín | Istvántelki főmühely              | 1946–1955                         | Éjszakai járat volt. |                                   |                                   |
| 92 | Nyugati pályaudvar | Újpest, Szent István tér          | 1945–1952                         | |                                   |                                   |
| 92A | Nyugati pályaudvar | Béke tér                          | 1947–1952                         | |                                   |                                   |
| 93 | Megyeri út | Újpest, Szent István tér          | 1945–1955                         | |                                   |                                   |
| 100 | Blaha Lujza tér (Népszínház utca) | BNV főbejárat                     | 1996                              | |                                   |                                   |
| 100Y | Baross tér, Keleti pályaudvar | BNV főbejárat                     | 1996                              | |                                   |                                   |
| 118 | Budagyöngye | Albertfalva, kitérő               | 2003–2007                         | Lényegében a 18-as betétjárata volt, megszűnése előtt BKV Plusz megjelölést kapott. |                                   |                                   |
| A | Nyugati pályaudvar | Újpest, községháza                | 1896–1939                         | Jelzése 90-esre módosult. |                                   |                                   |
| B | Újpest, Városháza | Megyeri kápolna                   | 1920–1939                         | Jelzése 93-asre módosult. |                                   |                                   |
| C | Nyugati pályaudvar | Istvántelki főmühely              | 1907–1939                         | Jelzése 91-esre módosult. |                                   |                                   |
| D | Petőfi híd, budai hídfő | Déli pályaudvar                   | 1963–1966                         | Jelzése 45i-re módosult. |                                   |                                   |
| E | Istvántelki főmühely (körjárat) | Istvántelki főmühely (körjárat)   | 1907–1914                         | |                                   |                                   |
| F | Aréna út | Lehel utca                        | 1907–1916                         | |                                   |                                   |
| G | Ganz-MÁVAG gyár | Pesterzsébet, Nagy Sándor utca    | 1961–1966                         | Jelzése 32i-re módosult. |                                   |                                   |
| H | Nyugati pályaudvar | Keleti pályaudvar                 | 1907–1923                         | |                                   |                                   |
| J | Nyugati pályaudvar | Újpest, városháza                 | 1920–1939                         | Jelzése 92-esre módosult. |                                   |                                   |
| L | Ganz-MÁVAG | Pesterzsébet, Nagy Sándor utca    | 1961–1966                         | Jelzése 29-esre módosult. |                                   |                                   |
| M | Baross tér | Mezőgazdasági Kiállítás           | 1958                              | Ideiglenes járat az Országos Mezőgazdasági Kiállítás idején. |                                   |                                   |
| N | Ganz-MÁVAG gyár | Ferenc körút                      | 1963                              | Jelzése 20-asre módosult. |                                   |                                   |
| R | Rákospalota, Kossuth utca | Újpest, Fóti út                   | 1961–1966                         | Jelzése 7i-re módosult. |                                   |                                   |
| S | Baross tér | Mezőgazdasági Kiállítás           | 1954                              | Ideiglenes járat az Országos Mezőgazdasági Kiállítás idején. |                                   |                                   |
| U | Petőfi híd, budai hídfő | Újpest, Fóti út                   | 1961–1966                         | Jelzése 16i-re módosult. |                                   |                                   |
| | A táblázatban azok a villamosjáratok nincsenek feltüntetve, melyeknek a jelzéseit ma is használják, illetve az alábbi járatok utolsó útvonala van feltüntetve! A teljes listát lásd itt: Budapest villamosvonalai |                                   |                                   | |                                   |                                   |

### A villamosvonalak számozása

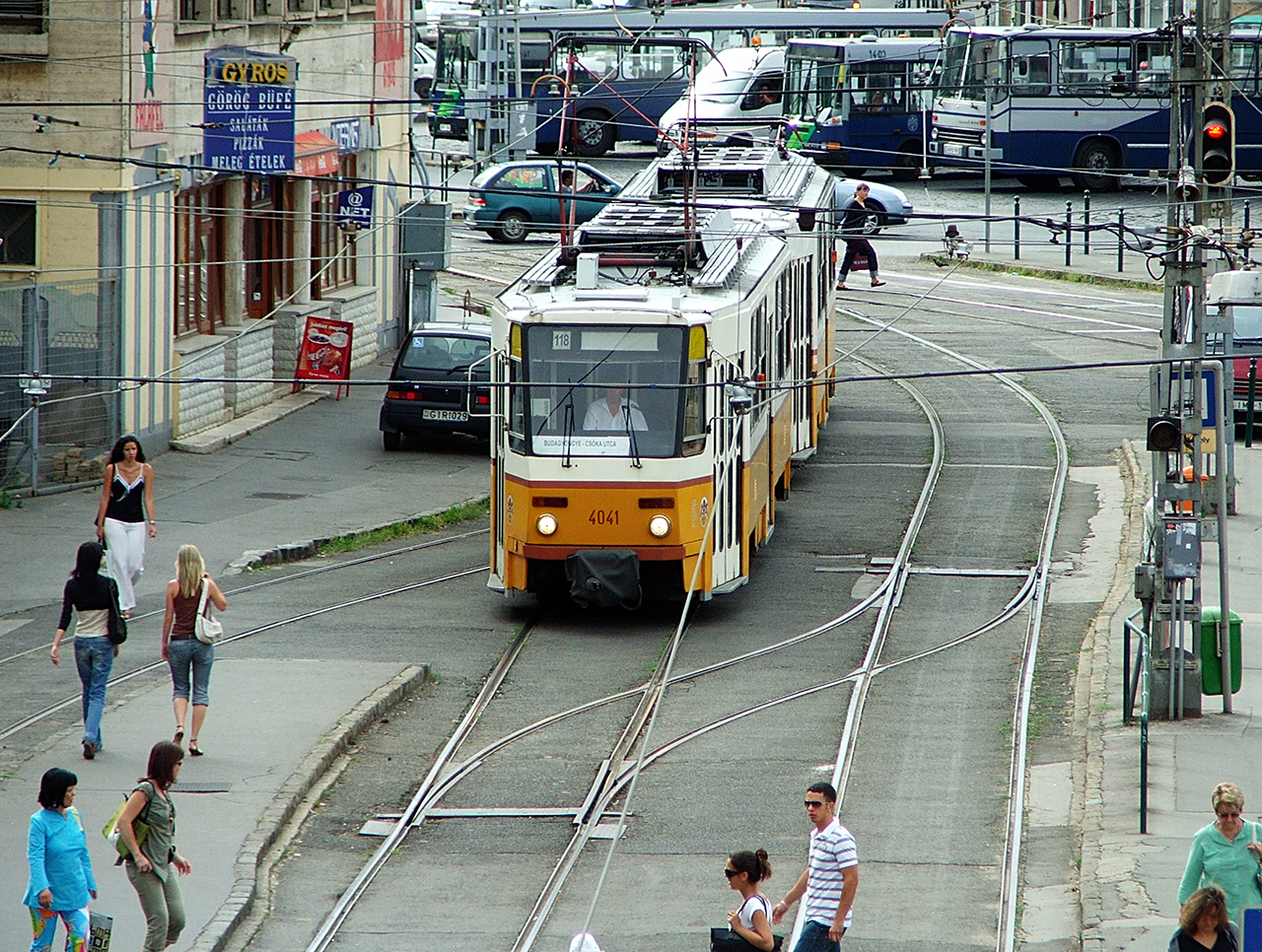
Budapest legmagasabb viszonylatszámú menetrend szerinti villamosjárata a 118-as volt, amely 2003 és 2007 között közlekedett

A budapesti villamosvonalakat 1910 óta számozzák, jelenleg az 1-től 69-ig terjedő intervallumban. (E szabály alól 1955 óta lényegében csak öt kivétel volt: a Déli pályaudvar felújítása idején, 1999-ben néhány hónapig közlekedő 80-as; a korábban 29-es és 29Y-ként ismert, de a Budapesti Nemzetközi Vásár 100. évfordulója alkalmából 1996-ban 100-as és 100Y jelzést viselő viszonylatok; a 18-as betétjárata, a néhány évig üzemelt 118-as villamos, illetve 2015 és 2018 között az 1956-os forradalom évfordulójához kapcsolódóan október végén 1956-os jelzéssel közlekedő járat.) Az alapjáratnál rövidebb, de nem eltérő betétjáratokat az alapjárat száma mellett egy A betűvel jelölik (pl. az 59-es villamos betétjárata 59A.) Korábban az alapjárathoz hasonló viszonylatokat (elágazójáratokat) „Y”-nal jelölték, ezt a jelzésfajtát utoljára 1996-ban használták (100Y). Az „i” jelzés a munkásjáratokat jelentette, ezek főként az 1960-as és 1970-es években közlekedtek. A „B” betétjárati jelzést 2016-tól azok a vonalak kapják, amelyek az alapjáratot hivatottak kiegészíteni hosszabb vagy kissé eltérő útvonalon (2B, 59B). A temetői járatok is a B jelzést kapják, melyek csak mindenszentek környékén közlekednek (28B, korábban 37B). Az M3-as metró felújítása idején alternatív utazási irányokat megcélzó „M” végződésű villamosjáratok is indultak 2017 és 2019 között 12M és 14M, 2020 és 2023 között pedig 1M és 2M jelzéssel. A számozott vonalak mellett korábban betűjelzést viselők is közlekedtek, ezeket 2018-ban utoljára a huzamosabb ideig közlekedő DH és TH nosztalgiavonalak, illetve az egy vagy néhány napig – általában hétvégén vagy ünnepnapokon –, előre meghirdetett menetrend szerint közlekedő nosztalgiajáratok. 2008-ig a fogaskerekű vasút nem volt számozott vonal, azóta 60-as jelzéssel közlekedik.
2008-ban jóformán a teljes tömegközlekedési hálózatot átszámozták, egyértelműsítették, így nem fordulhat elő azonos számozású autóbusz- és villamosvonal.
2014-ig a villamospótló járatokat az adott villamosvonal számával és egy V betűvel jelölték, azonban 2014-től a villamospótló autóbuszok csak az adott villamosvonal számát használják, a V betű megszűnt a jelölésben. A villamospótlási célú, ideiglenes járat- vagy szakaszösszevonások esetén a járatszámokat kötőjellel kombinálva használják, pl. 18–47 (villamospótló számozása), illetve 2015 szeptemberében az 1–18-as, az 1–41-es és az 1–47-es villamosok közlekedtek összevont járatként.

#### Jelzések
| Végződés                     | Jelentése | Példa                        |                              |
| Napjainkban is használatosak | Napjainkban is használatosak | Napjainkban is használatosak | Napjainkban is használatosak |
| ---------------------------- | --- | ---------------------------- | ---------------------------- |
| nincs                        | Alapjárat | 6, 41                        |                              |
| A                            | Az alapjáratnál rövidebb útvonalon közlekedő, jellemzően sűrítő vagy kis forgalmú időszakokban pótló viszonylat.                                   | 28A, 51A                     |                              |
| B                            | Az alapjárattal nagyrészt megegyező útvonalon közlekedő kiegészítő járat. Korábban (ha az A jelzés foglalt volt) betétjáratokat is jelöltek B-vel. | 28B                          |                              |
| N                            | Nosztalgiajárat, a viszonylatszám előtt van feltüntetve                                                                                            | N2, N19                      |                              |
| Egykori végződések           | |                              |                              |
| C                            | Egyszeri alkalommal (2011) használták, A-val egyenértékű betétjárat.                                                                               | 28C                          |                              |
| É                            | Éjszakai járat, 1982–1997 között használták. | 10É, 49É                     |                              |
| G                            | A menetrend szerint utasokat szállító, kocsiszínből ki- vagy beálló csonkameneteket jelölte.                                                       | 24G                          |                              |
| i                            | Időszakos járat, kizárólag gyári műszakváltásokkor. 1956-ban, illetve az 1960–70-es években használták.                                            | 7i                           |                              |
| M                            | Alternatív utazási irányokat megcélzó viszonylatok az M3-as metróvonal felújítása idején.                                                          | 2M, 12M                      |                              |
| Y                            | Az alapjárattal nagyrészt azonos útvonalon haladó, de eltérő végpontig közlekedő (Y-alakban elváló) elágazójárat.                                  | 28Y, 29Y                     |                              |

## A budapesti villamosok a művészetben
A budapesti villamosok számos írót, költőt, zenészt, festőt stb. ihlettek meg az évtizedek során.
- Babits Mihály: Haza a telepre
- Babits Mihály: Május huszonhárom Rákospalotán
- Benjámin László: A Vadaskerti úttól a Kálvin térig[221]
- Csákányi László: Hétre ma várom a Nemzetinél…[222]
- Első Emelet: Lány a villamoson[223]
- Fenyő Miklós: Csavarog a villamos[224]
- Fodor András: 61-es villamos[225]
- Gallai Péter–Fábri Péter: A híd felé[226]
- Gárdonyi Géza: Villamos kocsin
- Karinthy Frigyes: Mese az eltévedt villamosról
- Kati és a Kerek Perec: Villamos szerelem[227]
- Kányádi Sándor: Kuplé a vörös villamosról
- Kiss Manyi: A 46-os sárga villamoson[228]
- Kosztolányi Dezső: Özvegy a villamosban
- László Gyula: A csavargó villamos[229]
- Mándy Iván: A villamos[230]
- Nagy Lajos: A villamos-állat (a Képtelen természetrajzból)[231]
- Örkény István: Fohász[232]
- Presser Gábor: Altatódal felnőtteknek (Holnap jön egy villamos)[233]
- Presser Gábor: A villamos kettőt csöngetett[234]
- Szabó István: Budapesti mesék
- Tolcsvay László-Bródy János: Az első villamos[235]
- Tóth Árpád: Körúti hajnal

## Érdekességek
- Budapest első villamosvonala, az 1887-ben átadott nagykörúti próbavillamos, a mainál (1435 mm) keskenyebb, 1000 mm nyomtávolságú volt. A magyar főváros első normál nyomtávolságú villamosvonala az 1889-ben átadott Baross utcai vonal volt.[11]
- Budapest első csuklós villamostípusa az FVV CSM–2-es volt, a kocsik 1961 és 1980 között közlekedtek a fővárosban.[173]
- A főváros leghosszabb ideig közlekedő villamostípusa az „F” típus volt, a legöregebb kocsi életkora az állományból törlés idején 79–80 év volt.[236][237] A beszerzésük 1904–1905 között történt, az utolsó kocsit pedig 1984-ben selejtezték.[236][237]
- A 2006–2007 között beszerzett Siemens Combino Supra típusú villamosok érkezésükkor (2006) a világ leghosszabb utasszállító villamosainak számítottak.[238] A BKV a saját rekordját 2016-ban, a CAF Urbos 3 típusú villamosok 9 modulos változatának beszerzésével döntötte meg.[239]
- 2012-ben a National Geographic a 2-es villamosvonalat hetedik helyezettként beválasztotta a világ tíz legszebb villamosvonala közé.[240]
- A nagykörúti 4-es és 6-os villamos Európa legforgalmasabb villamosvonal-párosa: munkanapokon csúcsidőben a két vonalon 2014-ben átlagosan 220 ezer,[241] 2021-ben pedig napi 330-350 ezer fő utazott.[242]

## Képek

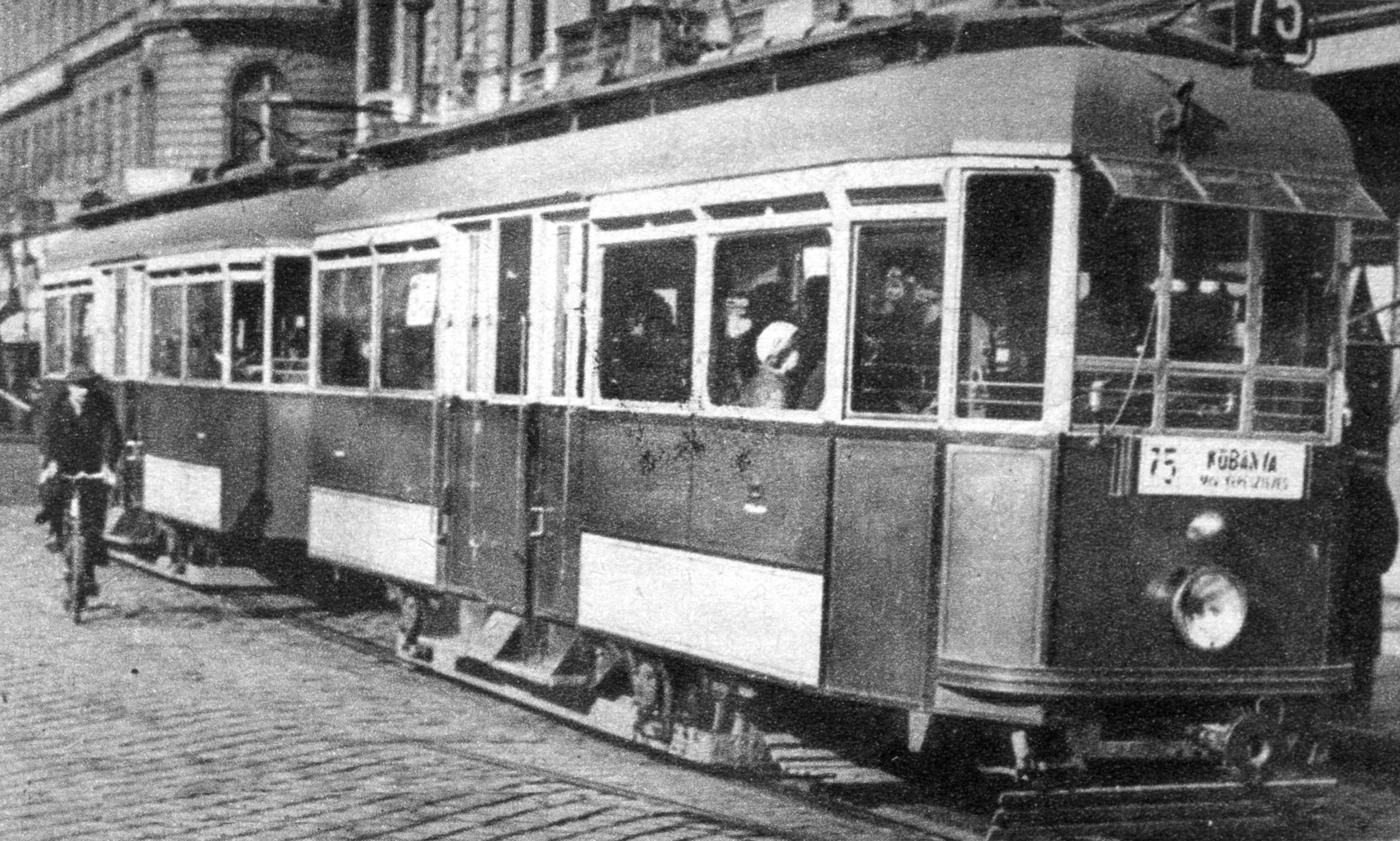
75-ös villamos az 1930 előtti évekből
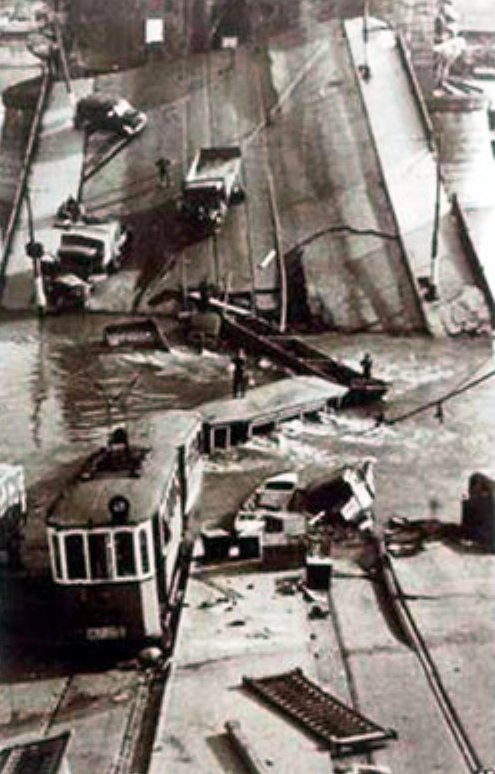
Az 1944. november 4-én felrobbantott Margit híd
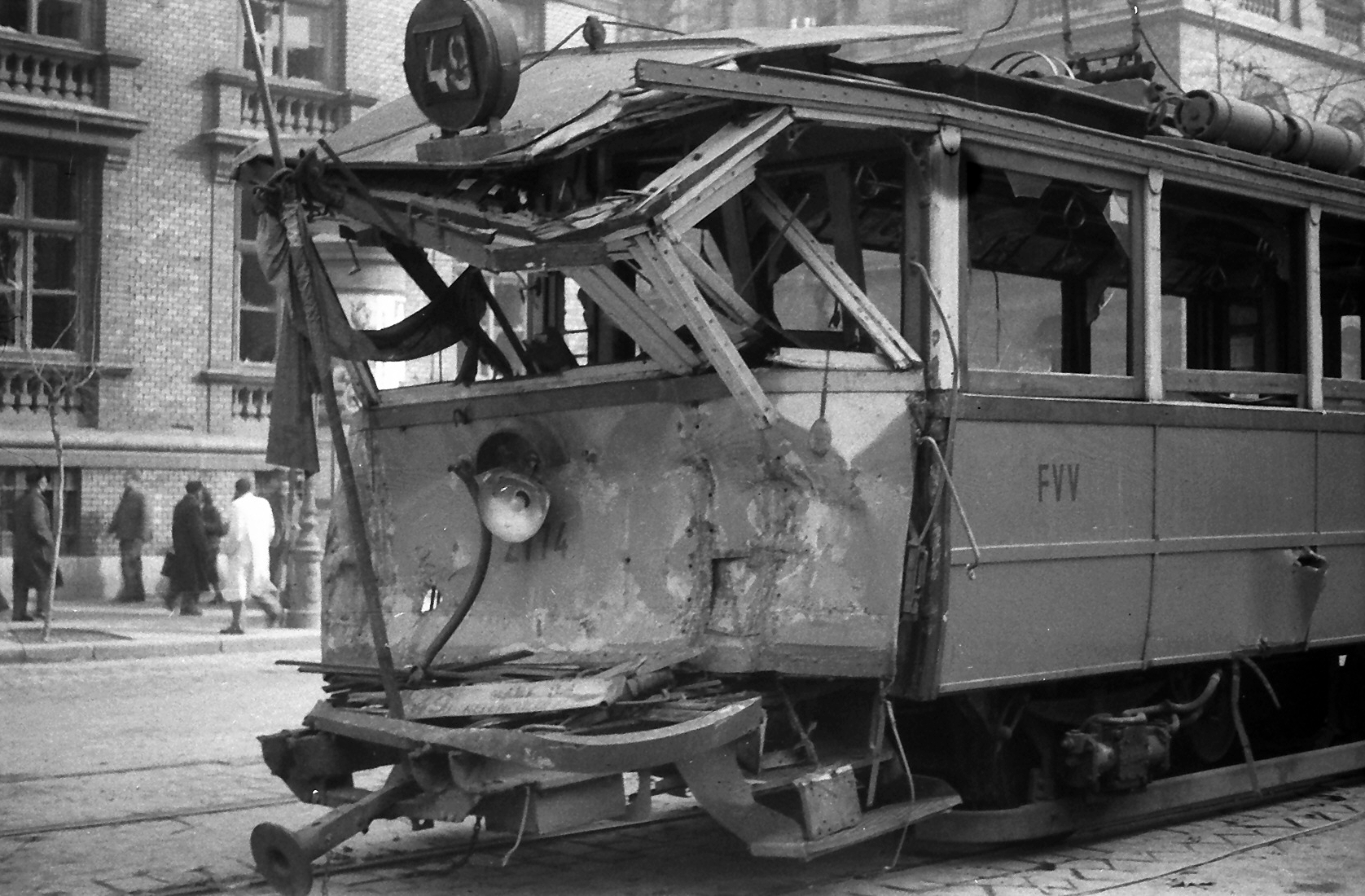
Az ’56-os forradalomban megrongálódott kocsik egyike
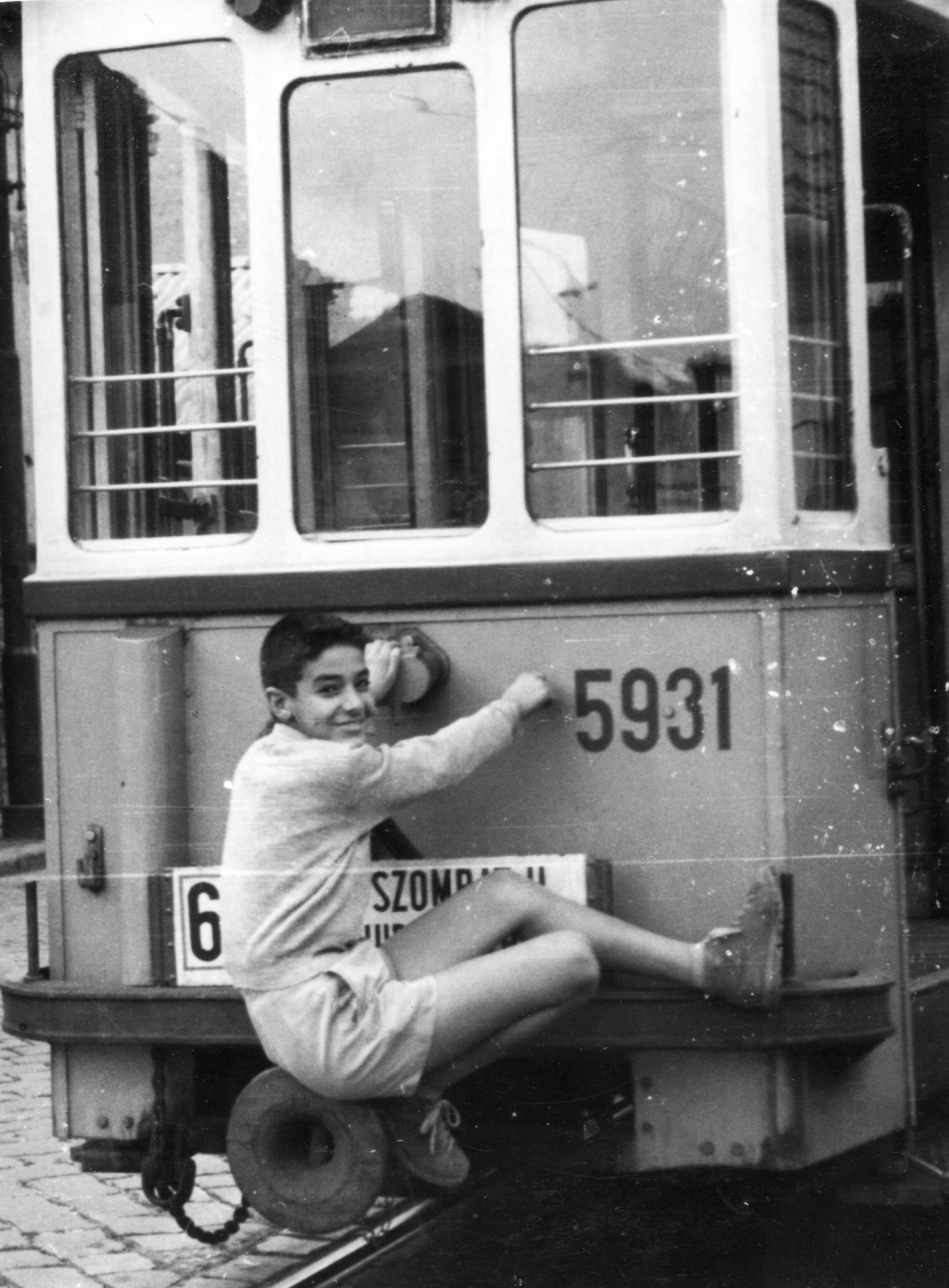
A tujázás[* 8] elterjedt volt az 1960-as és ’70-es évekig
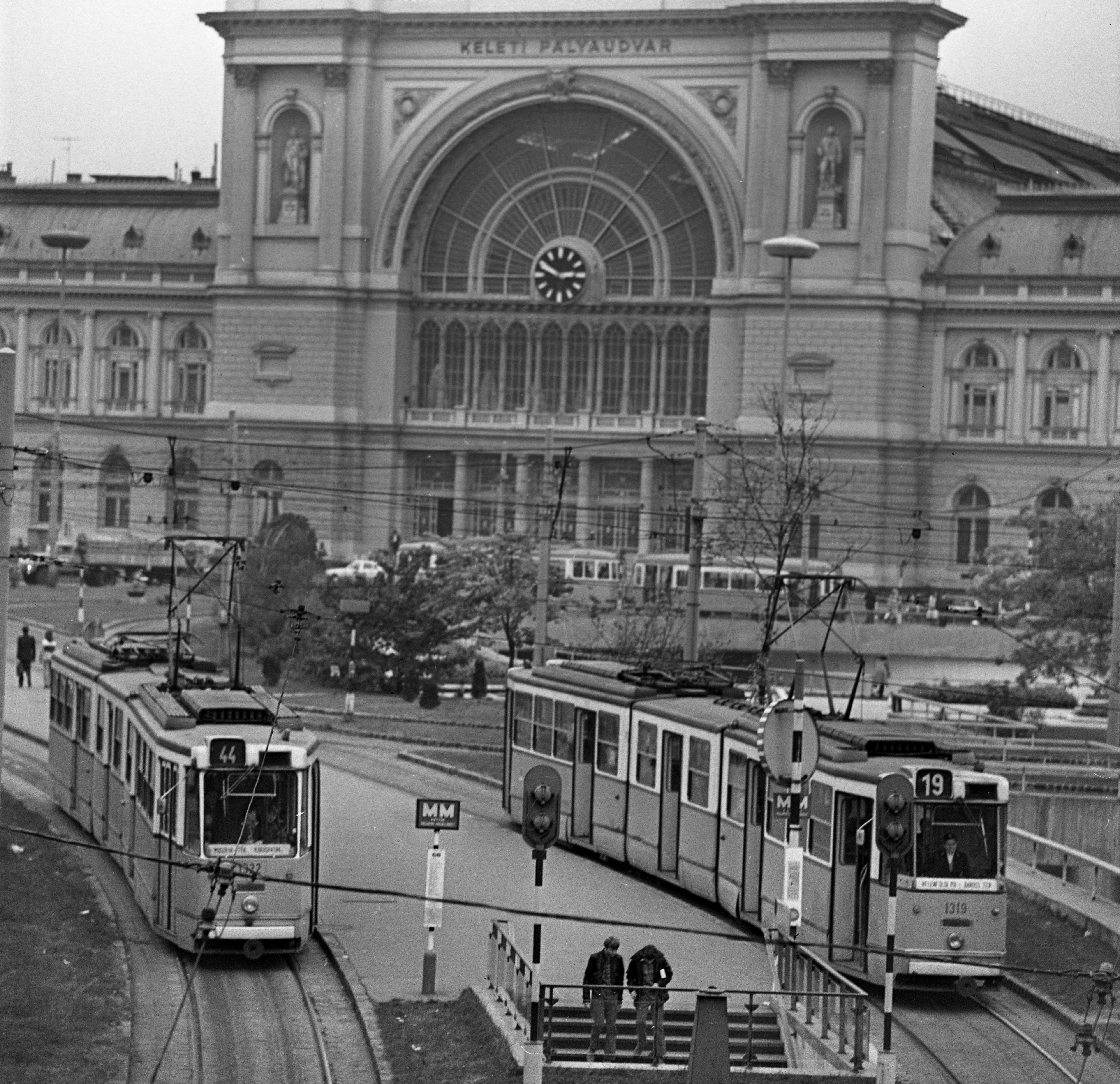
A Baross téri villamos-végállomás
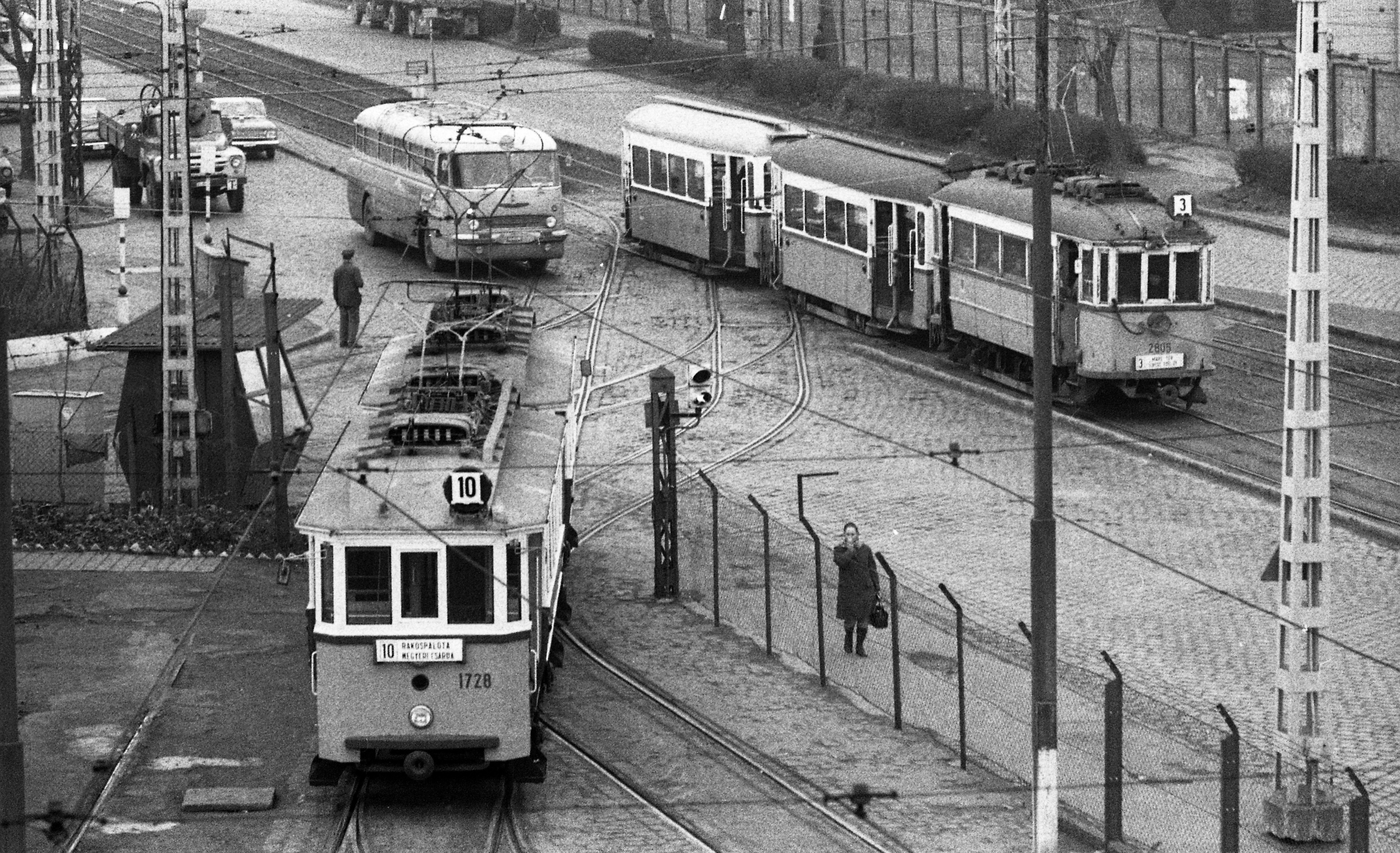
Villamosok az Újpest kocsiszínnél 1974-ben
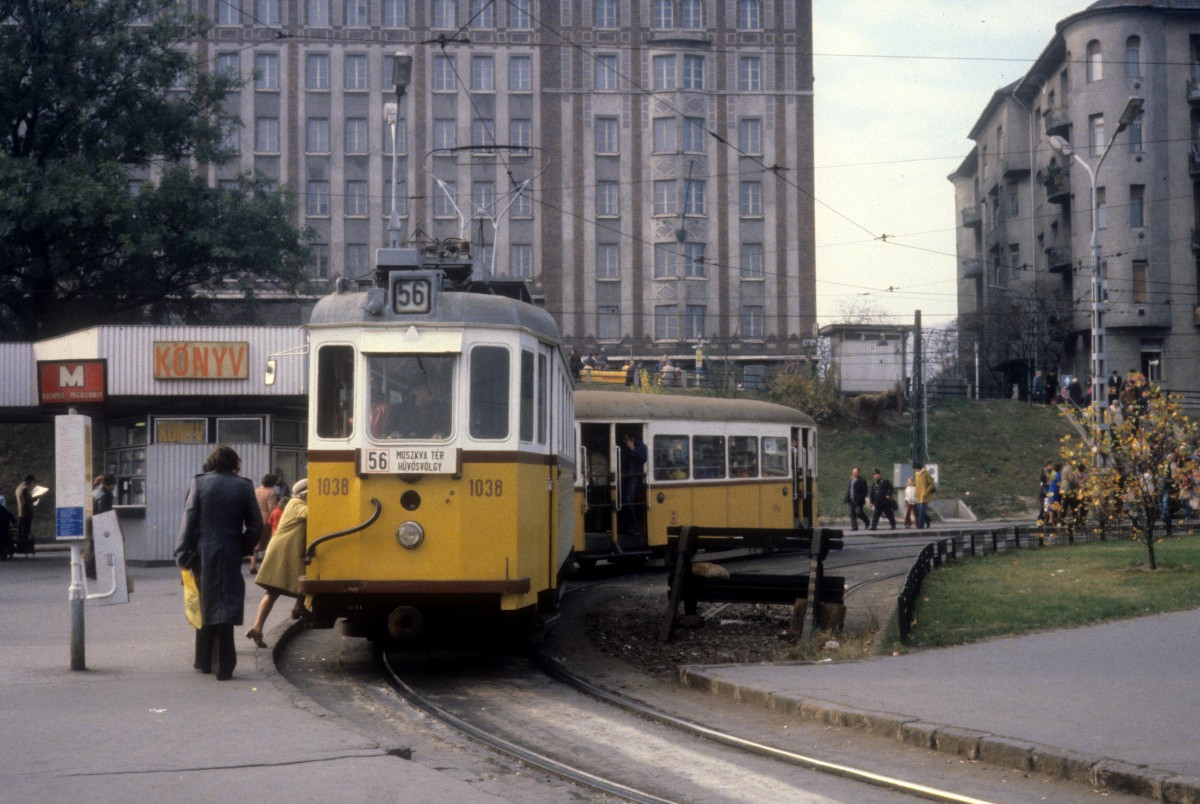
V típusú villamos az egykori Moszkva téri hurokban
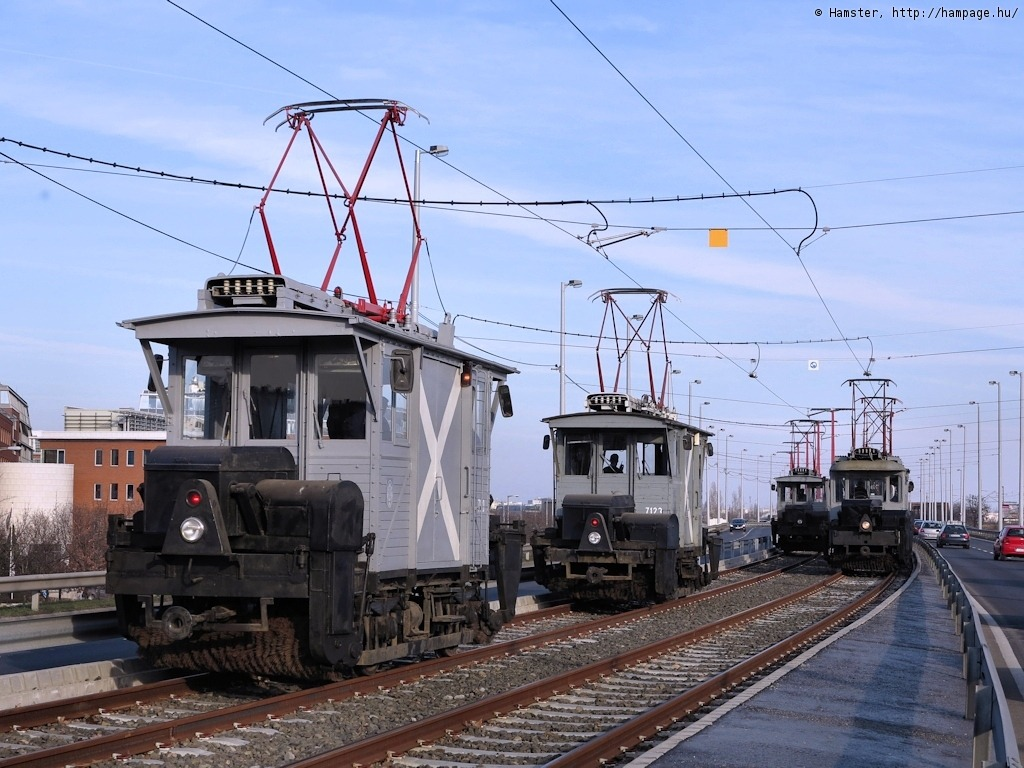
Hóseprő Mukik a Rákóczi hídon 2015-ben
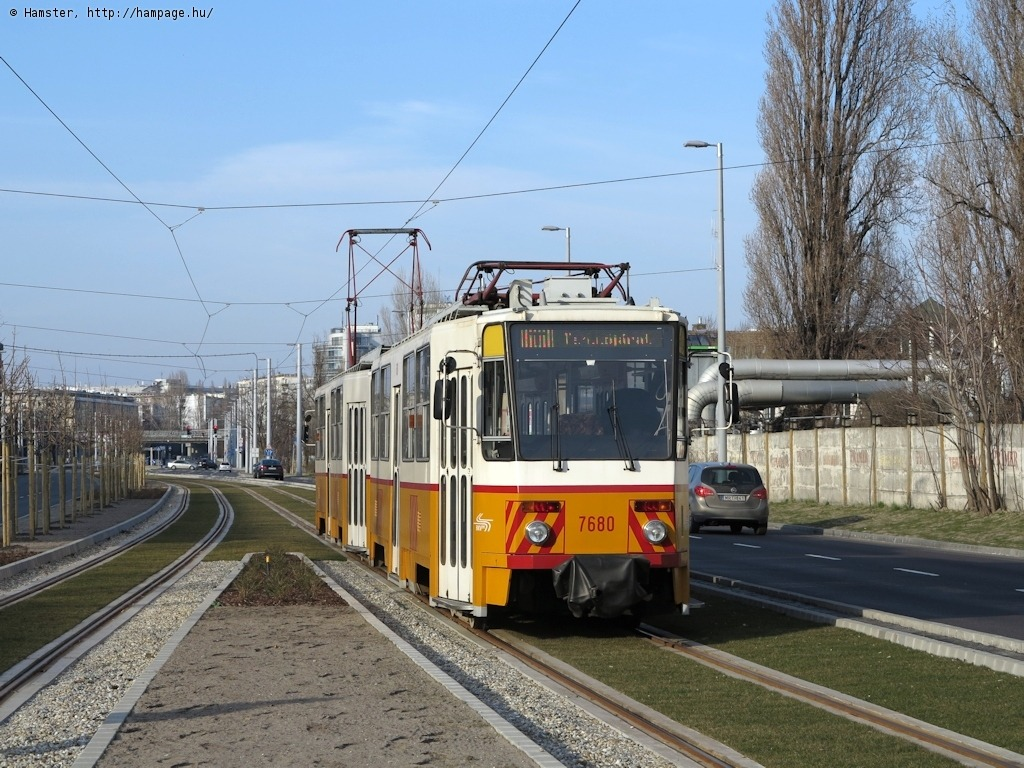
A "tanuló Tatra" az 1-es vonalon 2015-ben
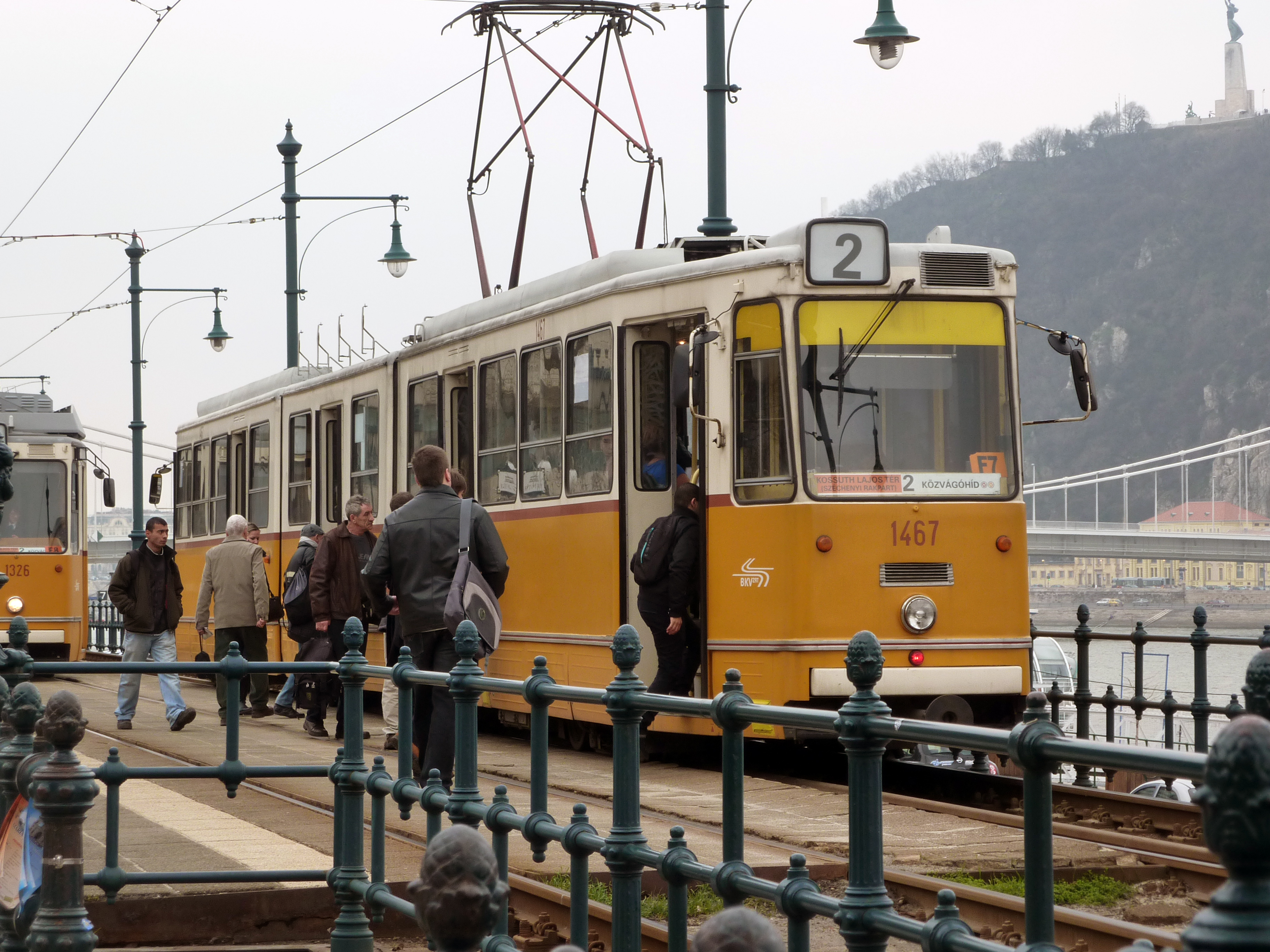
Az 1467-es Ganz CSMG a Vigadó téren
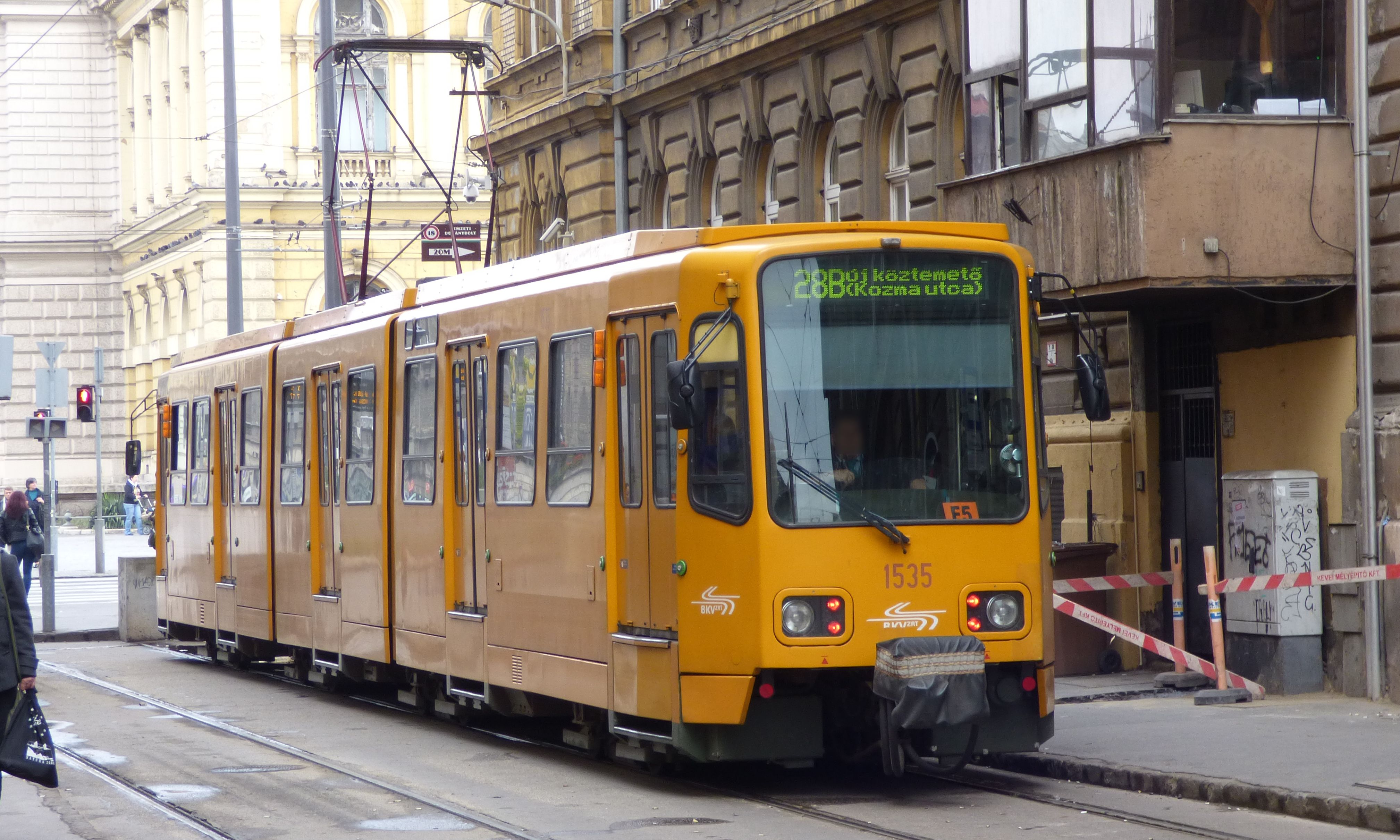
TW 6000-es villamos a 28B vonalon
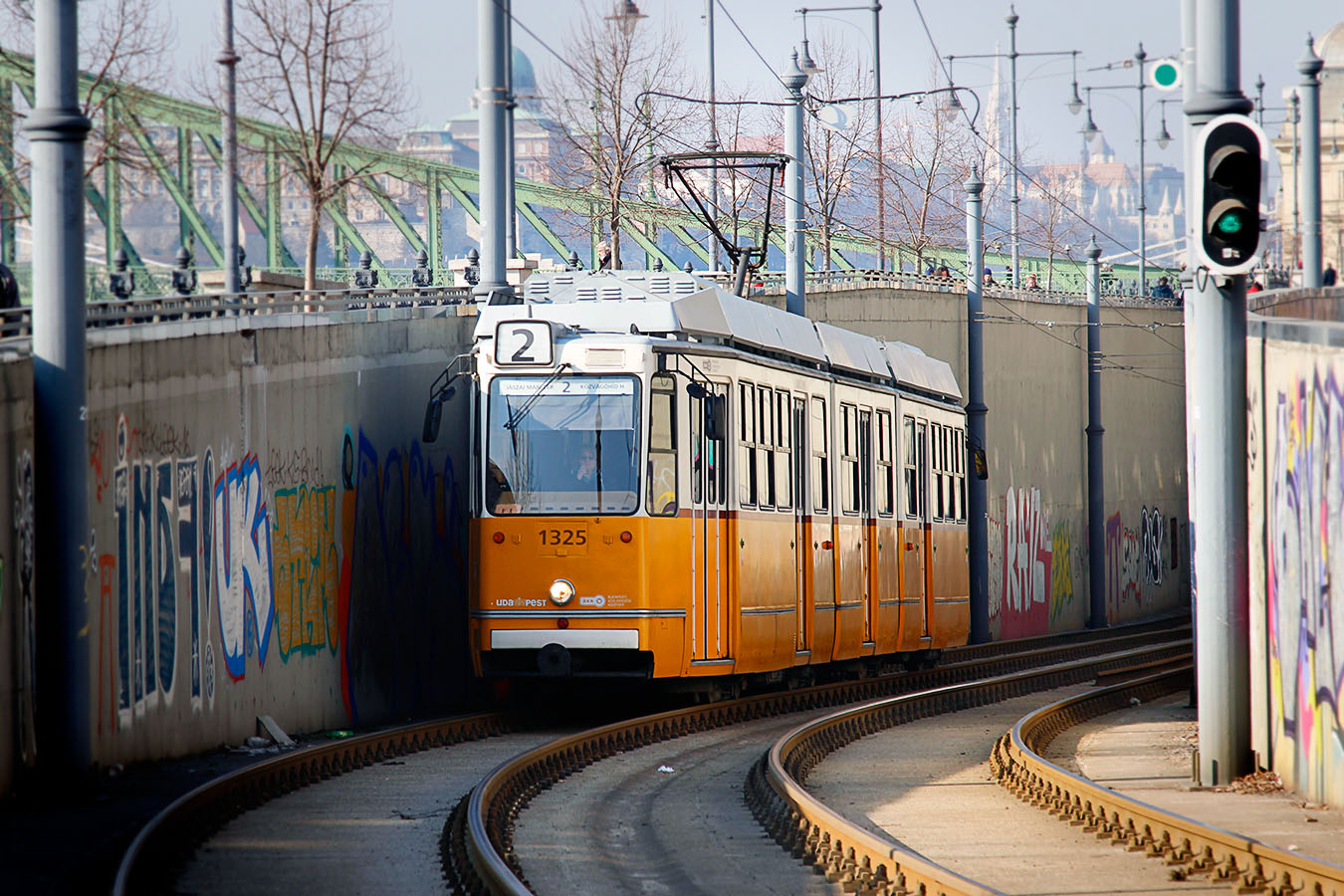
Az 1325-ös KCSV–7-es a Fővám térnél
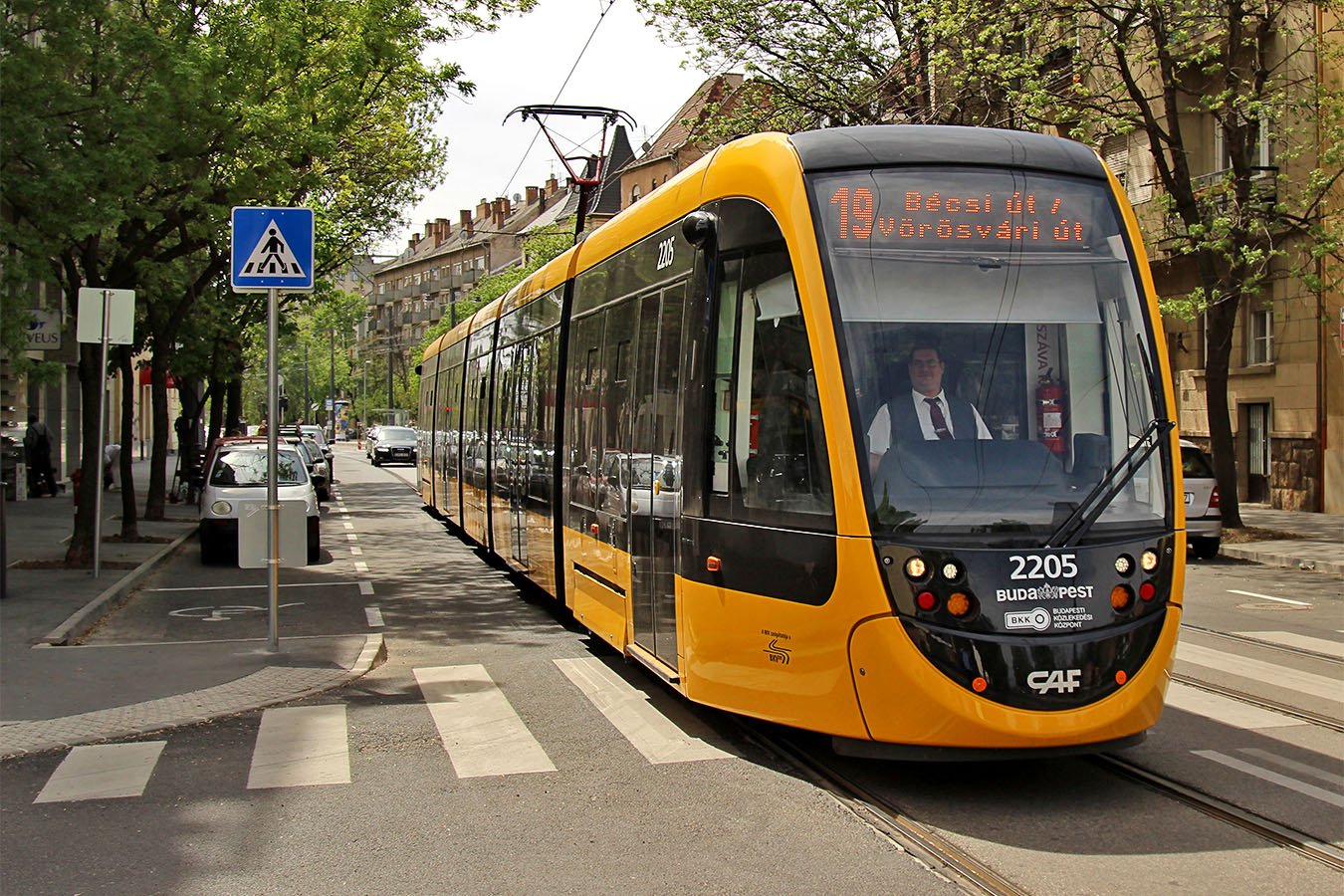
A 2205-ös CAF a 19-es vonalon 2016-ban
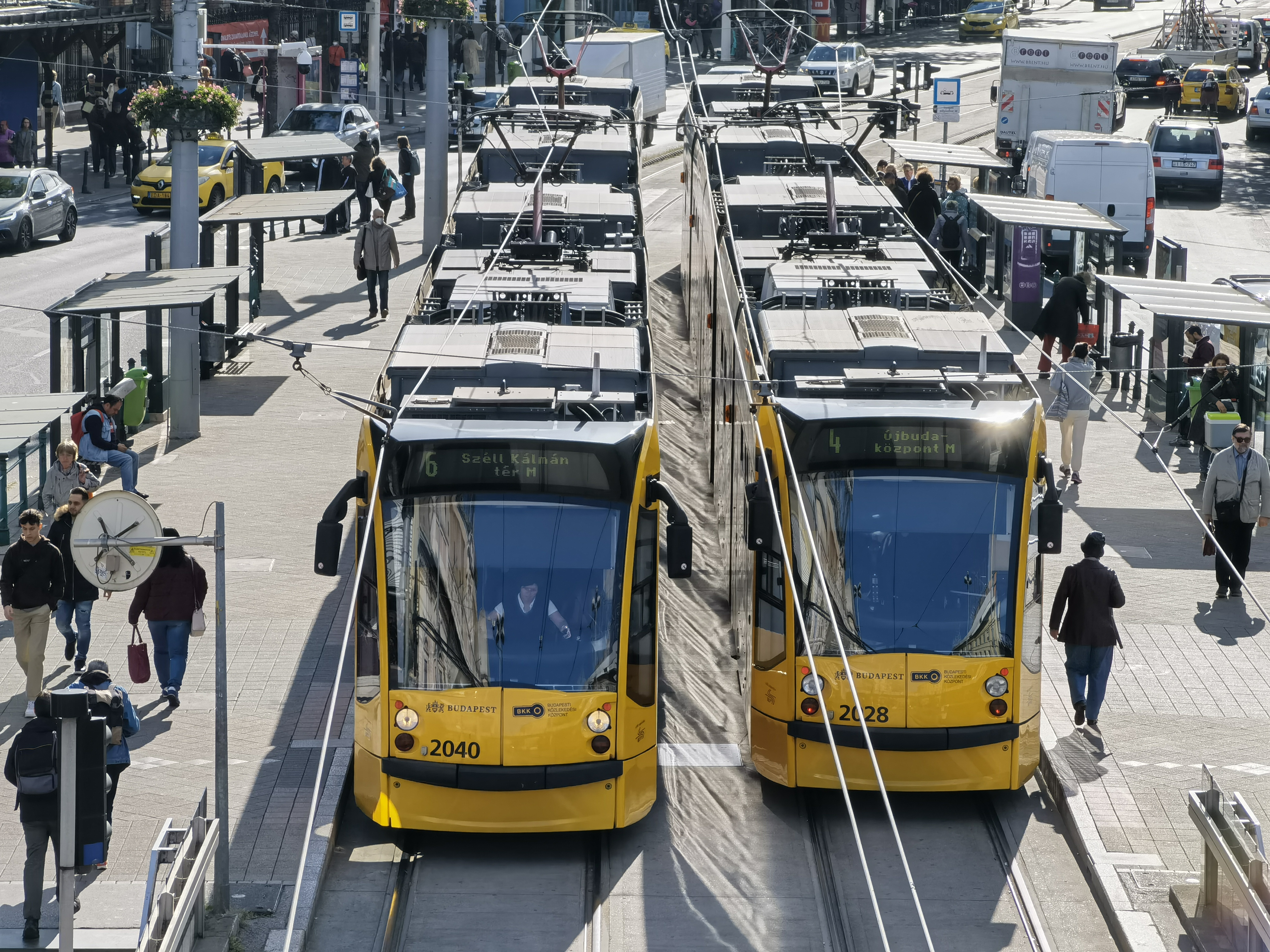
Nyugati pályaudvar, Combino villamos
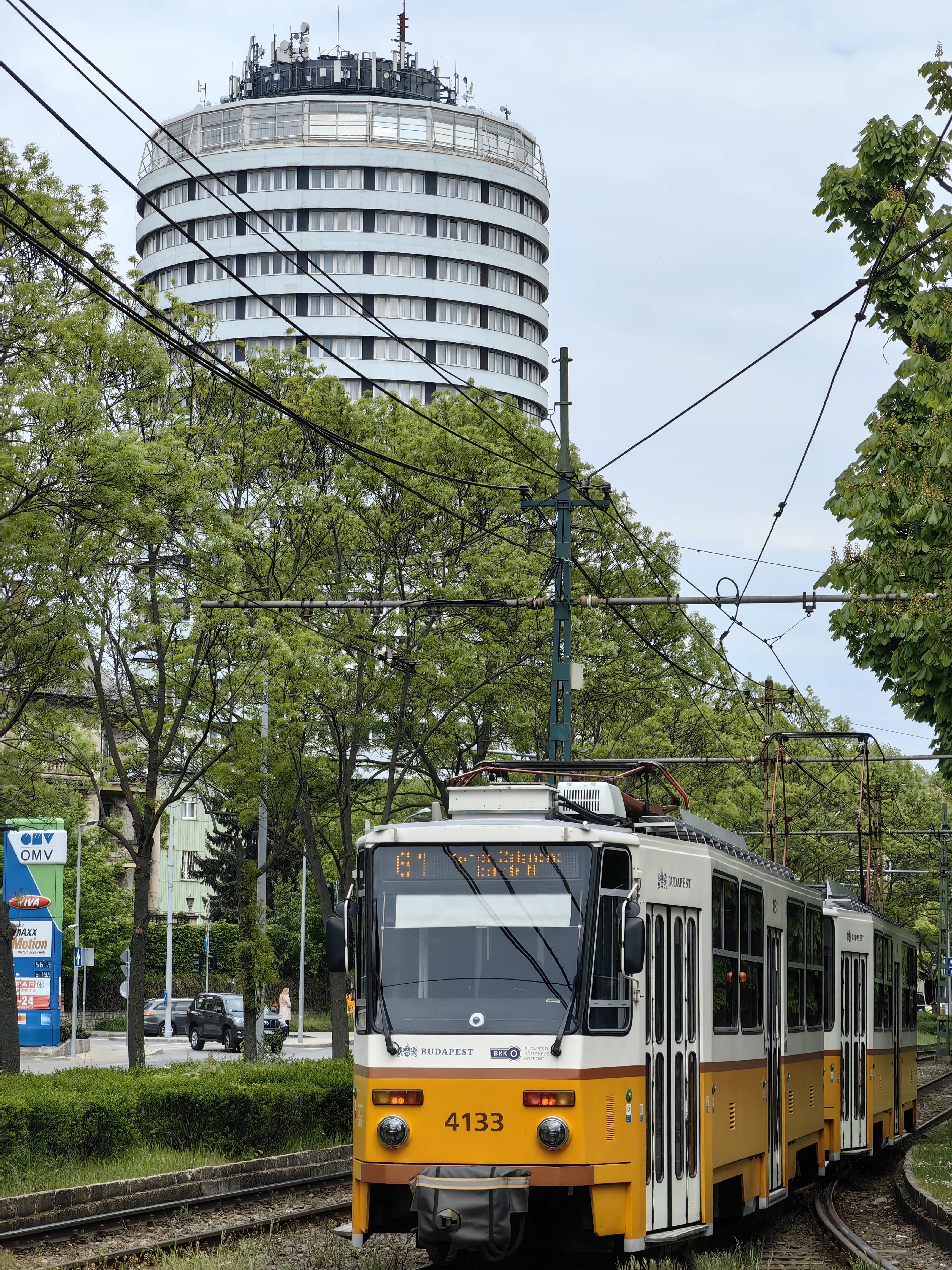
Tatra villamos és a Körszálló